# チーム・ロータス
チーム・ロータス（Team Lotus）は、モータースポーツ世界選手権「フォーミュラ1」で活動したレーシングチーム。1958年から1994年まで参戦した。その後2010年代に、「ロータス」の名称を継承する2チームが存在し活動していた。
（※本項では主に前者を中心に記載するが、後者についても後述の節『#ロータス名称問題。2つの「ロータスチーム」』に一部を記載するものとする）

## 歴史

### チーム設立
コーリン・チャップマンにより設立されたロータス・エンジニアリングはフォーミュラ2で活躍していたが、1958年の第2戦モナコGPからグラハム・ヒルらを擁してチーム・ロータスとしてF1に参戦を開始。
1960年のモナコGPではスターリング・モスがロブ・ウォーカー・レーシングチームに供給された「ロータス・18」を駆り、ロータスのシャシーとして初優勝。また、1961年のアメリカGPではイネス・アイルランドがワークスチームとしての初優勝をロータス・21で果たした。

### ジム・クラークの活躍

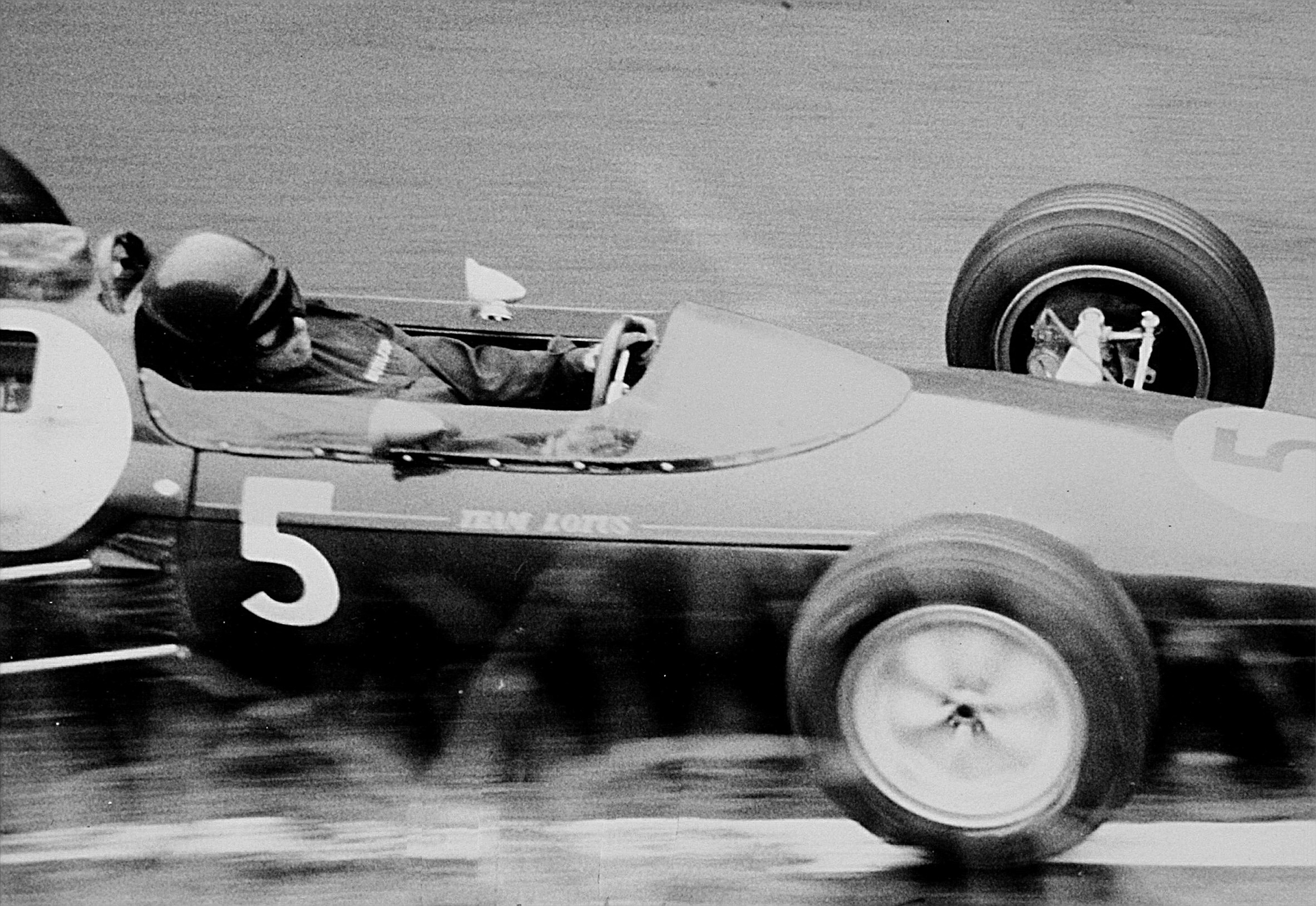
ロータス・25（1962年ドイツGP）

1962年には、バスタブ型のモノコック構造を初めて取り入れた25を駆った新鋭のジム・クラークが、9戦中6回のポールポジション、3度の優勝という活躍を見せた。この年はマシンの熟成が進んでいなかったために、BRMのグラハム・ヒルにチャンピオンを奪われるが、翌1963年になると、10戦中7回のポールポジション、7勝で開幕戦モナコGP以外は全て表彰台という圧倒的な強さで初のチャンピオンに輝く。同時にロータスも初のコンストラクターズチャンピオンを獲得した。
1964年はシーズン中盤のドイツGPから投入した33の信頼性が低かったことでリタイアを繰り返した。それでもクラークはフェラーリのジョン・サーティースとチャンピオンを争い、最終戦メキシコGPでも最終ラップまでトップを走行し、2年連続チャンピオンはほぼ決定と思われていたが、ここでオイルパイプのトラブルでストップしてしまい、惜しくもチャンピオンを逃してしまった。
1965年はクラークとロータスがグランプリ界を席巻した年となった。何と開幕戦南アフリカGPから第7戦ドイツGPまで、インディ500に出場する為に欠場した第2戦モナコGPを除く全てのレースで優勝を果たし、3戦を残してチャンピオンが決定した。クラークはロータスとともに出場したインディ500でも優勝を果たした。

### フォード・コスワース・DFVの登場

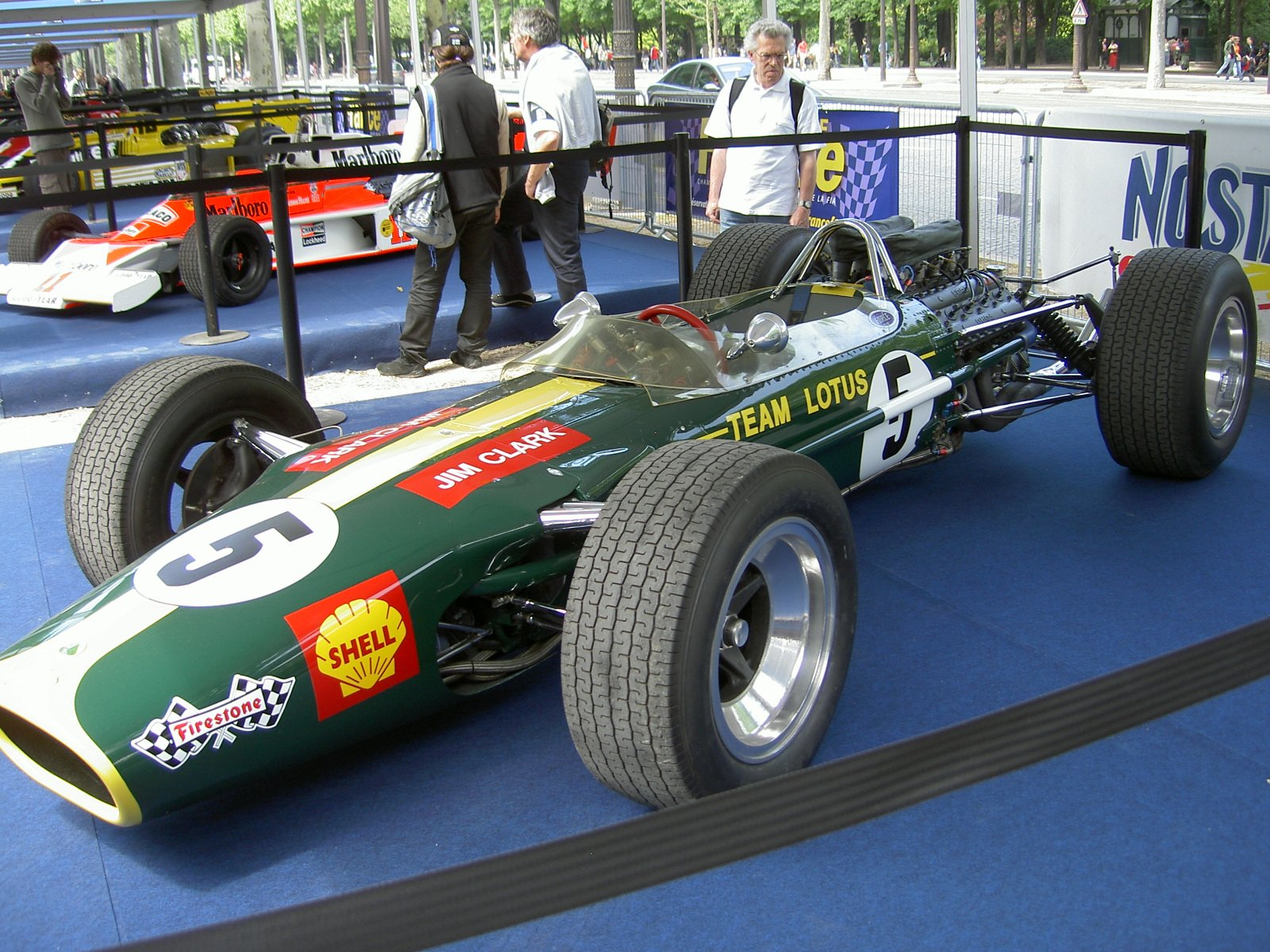
ロータス・49

1966年はBRMのH型16気筒という「珍品」を持ち出すなど、思わしくない成績に止まるも、翌1967年に向けて、フォードの支援の下、ひそかにフォード・コスワース・DFVエンジンを開発。ドライバーもクラークに加えてBRMのヒルを迎えるジョイント・ナンバーワン体制を敷いた。クラークは、DFVエンジンを搭載した新型49のデビュー戦、オランダGPなど4勝をあげ、チャンピオンの座こそブラバムのデニス・ハルムに譲るが、通算勝利を24まで伸ばし、当時歴代1位のファン・マヌエル・ファンジオと並ぶタイ記録を達成した。（翌1968年の南アフリカGPでの勝利で単独1位となり、これは1973年のオランダGPで同郷のジャッキー・スチュワートに破られるまで最多勝記録であった）
翌1968年シーズンまでには49とDFVエンジンの信頼性も向上し、クラークは開幕戦南アフリカGP（予選は1967年12月31日で決勝日は1月1日）をヒルとの1-2フィニッシュで飾って、この年のチャンピオン最有力候補と見られていたが、第2戦スペインGP（決勝日は5月12日）までのインターバルの間の4月7日にホッケンハイムで行われたF2レースで事故死してしまう。迎えたスペインGPでロータスは史上初めてスポンサーカラー（ゴールドリーフ・タバコ）をまとって現れ、このレースでヒルがクラークの死を弔うかのように優勝を果たすと、その後も活躍を続け、自身6年ぶりのチャンピオンを、コンストラクターとのダブルタイトルで飾ることとなった。

### 名車ロータス72の登場

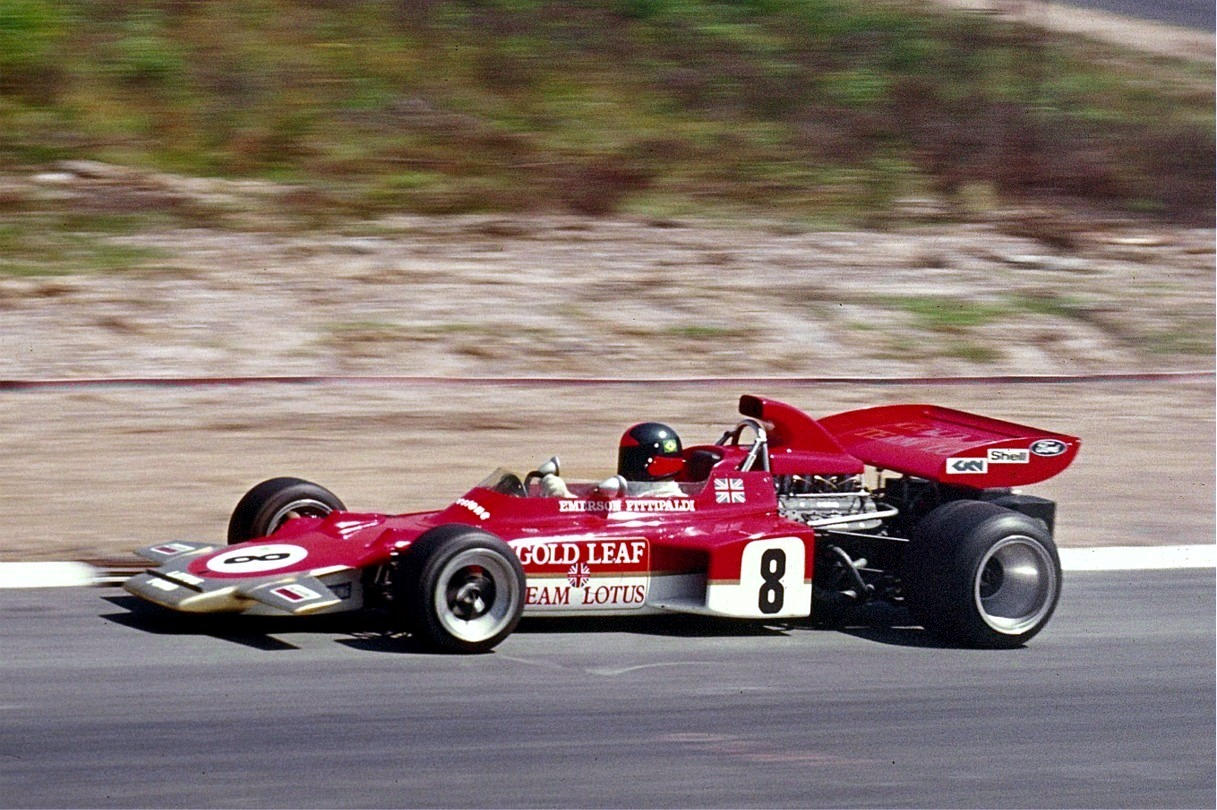
ロータス・72

1970年に、それまでのラジエーターは前面にあるというスタイルを覆しサイドラジエター形式を採用したクサビ型ボディーを持つ、72がデビューを果たす。それまで隠れていた航空力学が車体形状において重要な項目と成る極めて重要なスタイリングの変革であった。
現在では考えられないことであるが、後継車の開発失敗があったとは言え、このクルマはその後も長く活躍を続け、Fスペックまで進化を果たしながら1975年シーズンまでの長きに渡り使用された。この間20勝を記録し、1970年のヨッヘン・リント、1972年のエマーソン・フィッティパルディがチャンピオンとなり、この両年に加えて1973年にもロータスにコンストラクターズタイトルをもたらした。
ただし72の大きな特徴であるインボードブレーキのトラブルにより、リントが1970年のシーズン途中で事故死し、リントの事故に衝撃を受けた同僚のジョン・マイルズが直後にチームを去るという大きな代償もあった。

### グラウンド・エフェクトカー時代

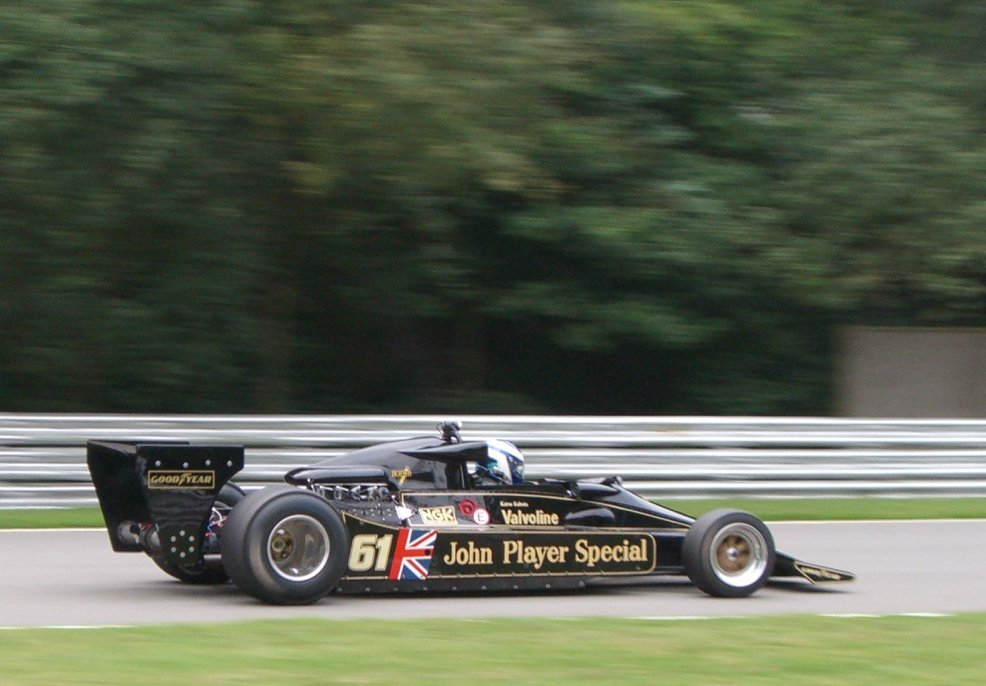
ロータス・78

1977年に登場した78はこれまでの常識を覆す、グラウンド・エフェクト・カーという新機軸を打ち出した。翌1978年にこれを発展させた79は圧倒的な速さを見せ、マリオ・アンドレッティをワールドチャンピオンに導いた。その一方で同じくチャンピオン争いをしていたロニー・ピーターソンをイタリアGPにで事故で失うという悲劇に見舞われた。
しかし1979年以降は、他チームもグラウンド・エフェクト・カーのコンセプトをコピーするようになった。そしてロータスの優位性は徐々に崩れ、ダウンフォースをウイングではなくグラウンド・エフェクトのみに頼る80の失敗による成績不振に苦しみなかなか勝てないシーズンが続くことになる。さらに「ツイン・シャシー」を搭載した88を投入しようとしたものの、これはFIAからレギュレーション違反とされて、お蔵入りとなる。その一方で他チームが使用するハイドロリックによる車高調整サスペンションは黙認された。この一件を境にしてオーナーのコーリン・チャップマンが徐々にF1に対するモチベーションを下げていくようになっていった。
1982年のオーストリアGPでエリオ・デ・アンジェリスがドライブする91がウィリアムズのケケ・ロズベルグと激しいバトルの末チームに久々の勝利をもたらすものの、シーズン終了後にオーナーのチャップマンが心臓発作で急死するというアクシデントに見舞われる。

### チャップマン亡き後・セナの活躍

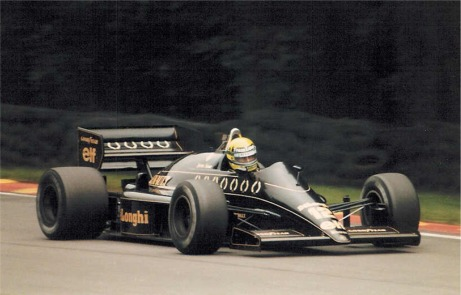
ロータス・98T(1986年)

1983年からはチーム監督として、長年ロータスに在籍していたピーター・ウォーが就任することになる。そしてこの年ルノー・ターボエンジンを獲得し、ターボ時代へ突入する。しかし、ルノーEF1を搭載した93Tは安定せず、シーズン前半はDFVを搭載し、画期的なアクティブサスペンション持つ92も使用していた。シーズン途中にアルファロメオよりマシンデザイナーのジェラール・ドゥカルージュが加入し、彼の設計した94Tにより徐々に速さを取り戻していく。
1984年に投入した95Tは、エンジン供給元のルノーワークスを上回る速さを見せ、エリオ・デ・アンジェリスがシリーズ3位に入る。
1985年には、前年トールマンで新人ながら光る速さを見せていたアイルトン・セナを獲得する。ちなみにセナの加入に伴い、チーム離脱を余儀なくされたのが、後のワールドチャンピオン、ナイジェル・マンセルである。
セナを獲得したロータスはトップ集団に復帰する。中でも予選でのセナは速さは特筆もので、シーズン最多の7ポールポジションを獲得し、雨絡みのポルトガルGP、ベルギーGPで初勝利と2勝目を挙げた。
1986年、ルノーのワークス活動縮小、撤退にともない、ロータスへのエンジン供給に全力を注ぐようになる。そのかいあって、四天王（ピケ・マンセル・プロスト・セナ）による激しいチャンピオン争いを繰り広げることになる。セナはこの年も最多の8ポールポジションを獲得し、前半戦のタイトル争いをリードした。しかし、惜しくもチャンピオンには後一歩手が届かなかった。

### ホンダエンジンの獲得とアクティブサスペンションの開発

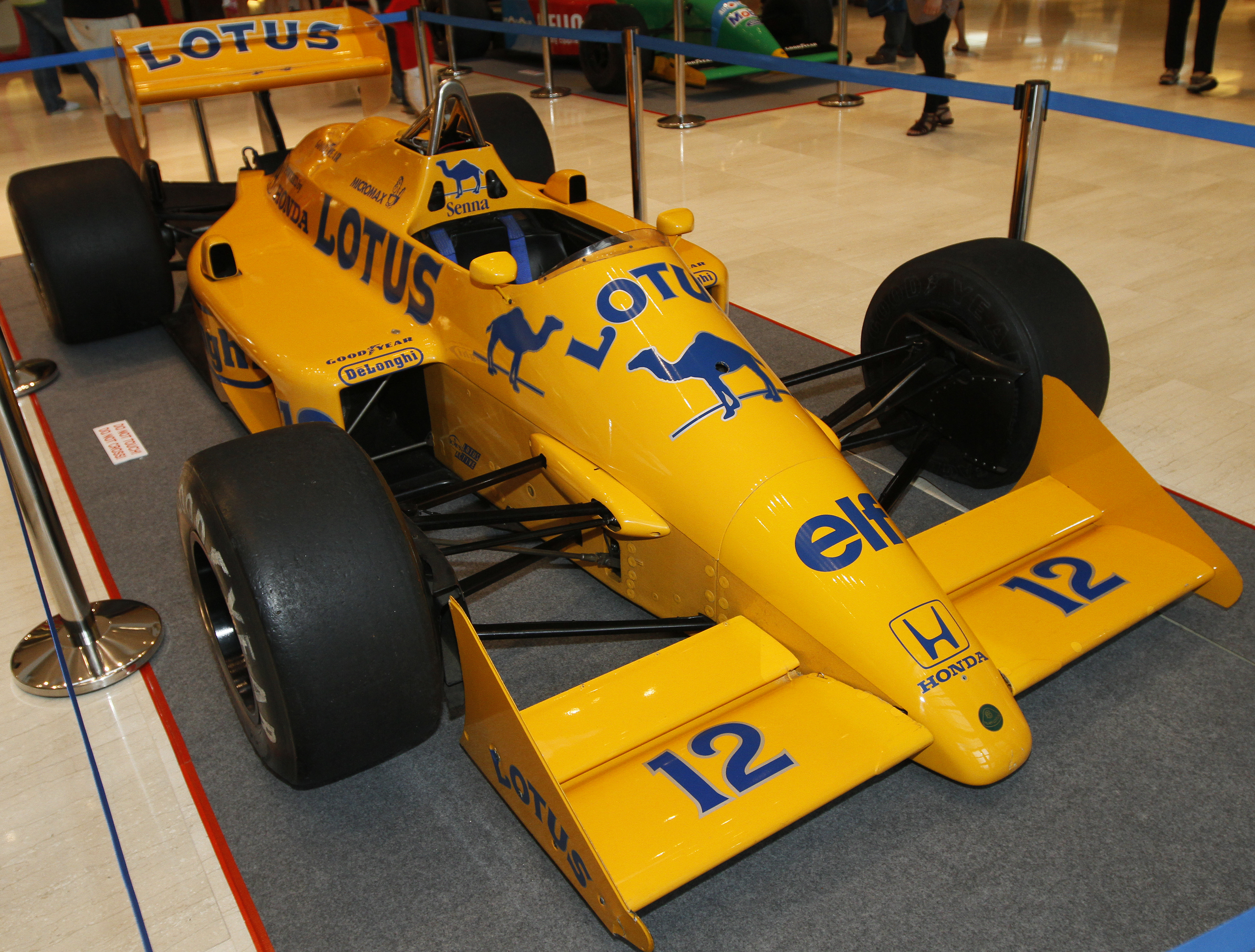
ホンダエンジンを搭載したロータス・99T

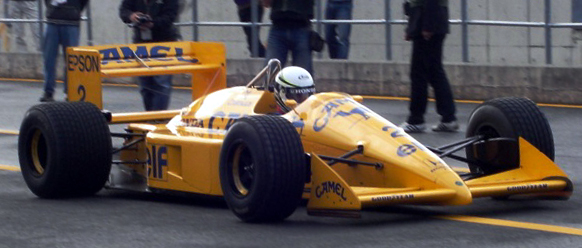
ロータス・100T

1987年よりホンダエンジンを搭載し、ダンフリースに代わるセナのチームメイトとして、日本人初のF1レギュラードライバーとなる中嶋悟が加入した。この年のマシン99Tは、フルアクティブサスペンションを搭載した初のマシンである。出力の分散、重量の増加やアクティブサスペンションの不具合などもあり同じホンダエンジンのウィリアムズと比較して戦闘力に劣り、公道コースで行われたモナコGPとアメリカGP以外では勝つことができず、そしてこのアメリカGPの勝利がロータスにとっての最後の優勝となった。サンマリノGPではセナがポールポジションを獲得（本戦は2位）これもロータスにとって最後のポールポジションとなった。
しかしこの年まではまだ上位を争う戦闘力を保っており、第7戦イギリスGP（シルバーストン）では3位（セナ）と4位（中嶋）を獲得し、ウィリアムズの2台と合わせ、ホンダエンジン車による、ワンツースリーフォーフィニッシュ（1-4位独占）というホンダにとって初となる記録が達成された。ただ、資金的な困窮は既に1986年のシーズンオフから始まっていたと言われ、同時点でチーフデザイナーのドゥカルージュへの給料支払いが遅延していたほか、「いざとなったら金は出す」としていたチャップマン未亡人も全く身銭を切らない状態だった。
1988年には残留した中嶋のチームメイトに、3回のワールドチャンピオン経験者であるネルソン・ピケを迎えたが、前年を上回る成績は残せなかった。勝利はなく表彰台もピケの3回のみ。最終戦のオーストラリアGPはロータス最後の表彰台となった。
この年投入された100Tはマシンバランスが悪い上にトラブルによるリタイアが多く、同じエンジンを搭載するマクラーレンと比べてもエンジントラブルが多発。この原因はガソリン/オイルメーカーの違いが影響したのではないかと言われている。シェルを使用するマクラーレンにほぼトラブルがなかったのに対し、ロータスはエルフを使用しており、エンジンがガソリンもしくはオイルとマッチングしなかったことによるものとされている。また、マクラーレンに比べてマシンの重心位置が高くハンドリング性能が劣っていたとされる（マクラーレン・MP4/4は低重心を徹底されたデザインだった。そして当時のホンダエンジンも低重心型であった）。
なお、ウィリアムズ時代のピケは契約金の一部をホンダが出していたが、ロータスに移ってからはそれもなく、キャメル（R.J.レイノルズ社）からのスポンサー・フィーの半分近くがピケとの契約金となってしまうため、実質的な運営資金も潤沢とは言えなかった。ピケの証言では「チームはセッティングの方向性が全く分からなくなっていた。新仕様のシャシーを投入しても重量配分がさらに悪化していて、もう、悪夢だった」と語る迷走を、解決できるエンジニアも存在しなかった。ピケのモチベーション低下は避けられず、予選・決勝ともデビュー2年目の中嶋に同等のタイムを出され、ベルギーGP決勝では先を行かれることもあった。

### そして低迷期へ
1989年はピケと中嶋のドライバーラインナップはそのままであったが、ホンダエンジンを失い、カスタマーエンジンのジャッドCV90°V8エンジンを搭載する101を投入する。当初は5バルブ、3カムシャフト（吸気2、排気1）のティックフォード製5バルブヘッドを搭載したスペシャルチューンエンジンを使用する予定だったが、開発が遅延してシーズン途中まで投入できなかった上に、パワーと信頼性に欠けるためフランスGPで使用されたのみで、他のレースではベーシックな4バルブヘッドのカスタマーエンジンを使用した。モナコGPとカナダGPでは中嶋が予選通過に失敗し、昨年はピケも中嶋も予選で4列目以内に並んだベルギーGPでは、ピケ、中嶋両者ともに予選落ちを喫した。1台も予選を通過できなかったのはチーム史上初めてのことであった。このような成績低迷もあり、シーズン途中でチーム社長が逮捕、さらにチーム監督のピーター・ウォーが解任され、ピケと中嶋もこの年限りでチームから離脱することを決めるなどのゴタゴタが相次いだ。最終戦オーストラリアGPでは中嶋が雨の中でファステストラップを記録（結果的にロータス最後のファステストラップ）し4位フィニッシュと気を吐いたものの、2人ともシーズンを通じて表彰台へ上がる事は無かった。最高位は4位（ピケ3回、中嶋1回）。
1990年にはジャッドV8からランボルギーニV12にエンジンをスイッチしたマシン102がデビュー、ドライバーもデレック・ワーウィックとマーティン・ドネリーのイギリス人コンビへと変更したが、チームの成績は向上しなかった。メインスポンサーのキャメルが翌年からはウィリアムズ、ベネトンのメインスポンサーとなり、ロータスを離れる事をイタリアGPにて公表し、ランボルギーニが翌年のエンジン供給を行わないと決めたことや、スペインGPの予選中のクラッシュでドネリーが瀕死の重傷を負うなどの不運も重なり、チームは存続の危機に立つ。

### チーム再建

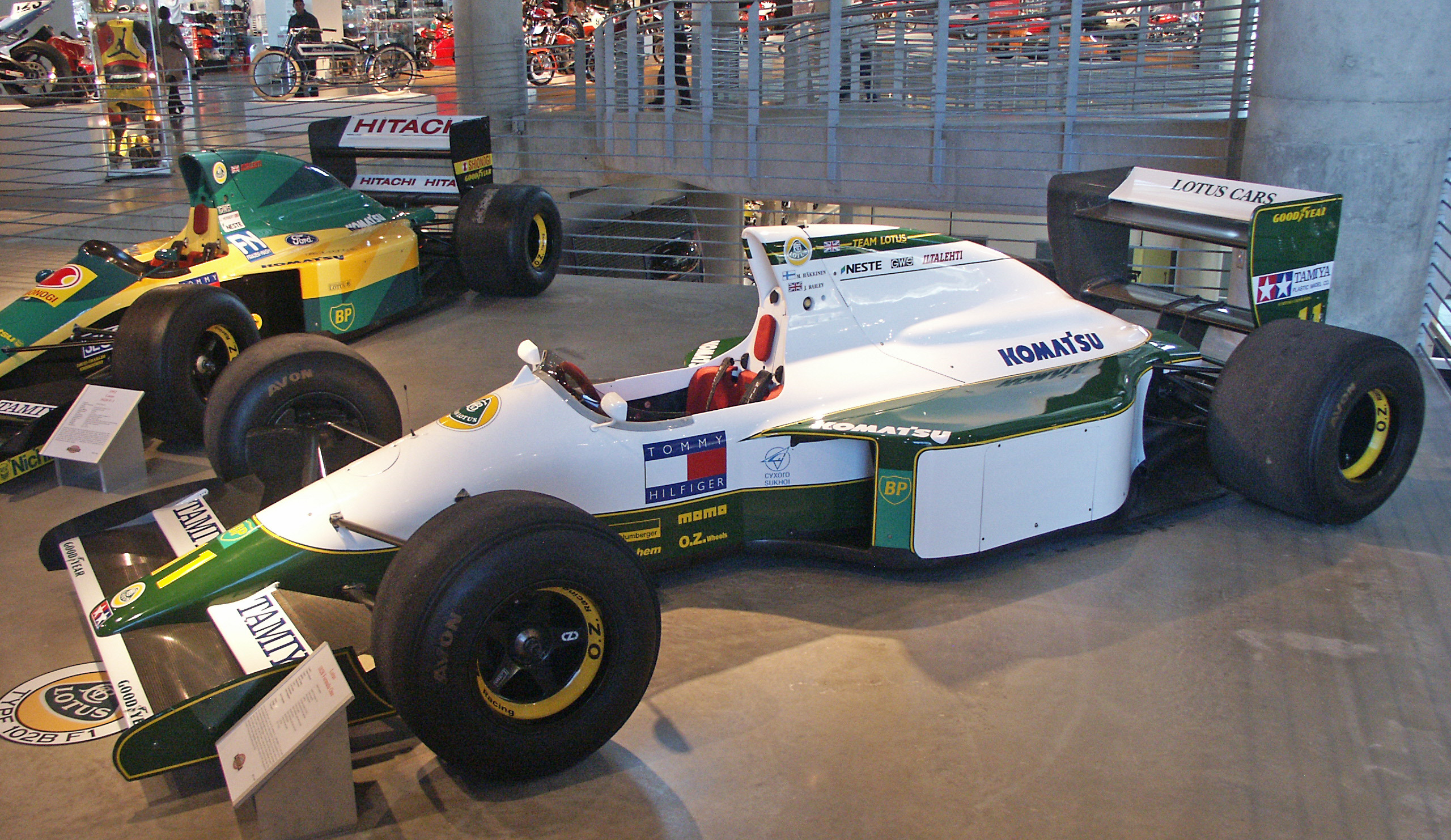
ロータス・102B（1991年、右）

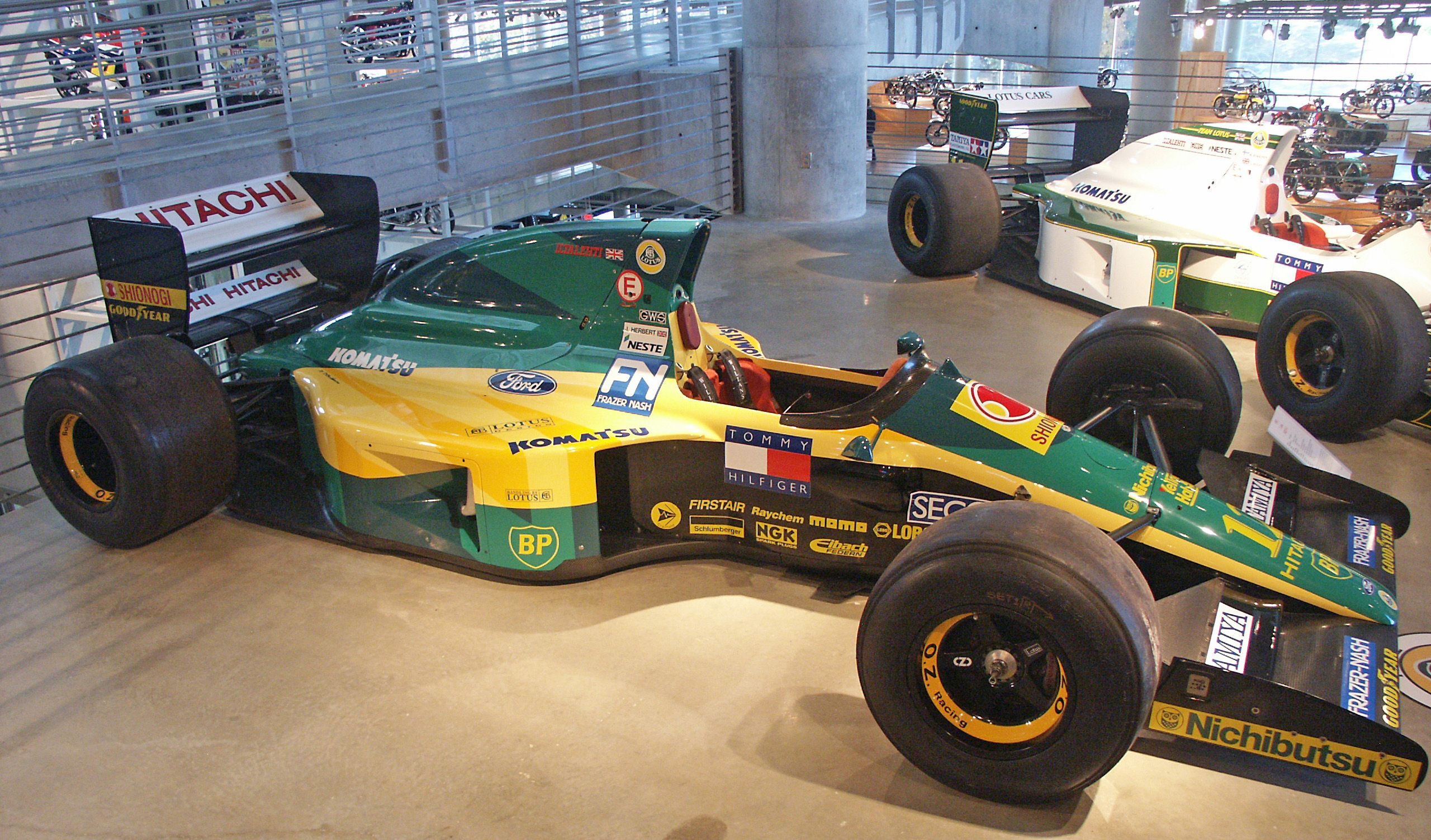
ロータス・102D（1992年、左）

1990年シーズン途中、前年までベネトンを指揮していたピーター・コリンズが加入し（コリンズは9年ぶりのロータス復帰）、1991年に参戦するためのチーム再建を開始し、田宮模型やコマツなど複数の日本企業スポンサーを獲得。ドライバーにはイギリスF3チャンピオンを獲得したフィンランド出身の新人ミカ・ハッキネンと契約する。
1991年は、資金難のため前年のマシンにマイナーチェンジを加えたのみの、ジャッドEV76°V8エンジンを搭載した102Bで臨んだ。メインスポンサーはなく、ドライバーが持ち込んだいくつかの小口スポンサーと、中・小規模の日本企業のスポンサーフィーのみでの参戦であり、マシン開発を進めるには資金が不十分だった（ニューマシンの103もプランのみで終わる）。雨で混乱したサンマリノGPでミカ・ハッキネンが5位、ジュリアン・ベイリーが6位とダブル入賞を果たしたが、それ以外の入賞はなかった。第4戦をもってベイリーのスポンサーフィーが終了し、第5戦カナダGPからはアメリカのファッション企業トミーヒルフィガーが新スポンサーとしてリアウイングに付いた。ベイリーが去ったシートにはコリンズの子飼いであり前年からロータスとテストドライバー契約していたジョニー・ハーバートをF1に復帰させた。但しハーバートは全日本F3000選手権にフル参戦契約していたため、日程が重複したグランプリにスポンサー持ち込みで代役参戦したドイツ出身のミハエル・バルテルスは、参戦したすべてのレース（4戦）で予選落ちするなど結果を残せなかった。8月初旬にはいすゞ自動車製V12エンジン「P799WE」を102シャシーに搭載したテストをシルバーストン・サーキットで行った。しかしチームといすゞからはテスト走行について公式発表することはなかった。いすゞとしてはエンジンを製作してはいたがF1参戦の意向は無く、あくまでテスト走行をさせてみたいという位置づけだったため、このV12エンジンは以後お蔵入りとなった。
1992年には前年フォードのワークス仕様だったコスワースHBエンジンを獲得。ハッキネンは残留し、チームメイトは前年スポット参戦だったハーバートと5年という長期契約を結んだ。エンジンを載せかえた暫定マシンである102Dでシーズンを迎え、第5戦サンマリノGPで登場した待望のニューマシン、107は1台しか用意できなかったため、開幕戦でポイントを獲得したハーバートに与え、ハッキネンは第6戦モナコGPから乗ることができた。107にはアクティブサスペンションの簡易版とも言える車高調整装置（ロータス・サスペンション・ダイナミクス）が搭載される意欲作で、前年を大幅に上回る成績（コンストラクターズ5位）を残すが、トラブルでのリタイヤも多かった。シーズン中盤の第9戦イギリスGPからはカストロールがメインスポンサーとなり一時的に運営資金不足は解消するものの、じきに1991年から不足する運営資金の長期貸し付けを受けていたランドハースト・リーシング（当時、ブラバムにも運営資金を貸していた）が倒産し、債権者から返済を迫られると再び資金不足へと陥った。思うように開発に資金を回せなかった影響は、107の信頼性を向上させることができないという悪循環となり、第15戦日本GPではハッキネン・ハーバートとも一時は3位を走行するものの、マシントラブルで両者ともリタイヤとなり入賞チャンスを逃すなど、時に速さを見せたが完走率を高められずにシーズン終了してしまった。
ロータスの将来に不安を抱いたハッキネンは、翌年に向けウィリアムズと契約してしまう。ところがフランク・ウィリアムズは自チームの1993年シーズンエントリーの申請期限日を忘れ、申請をし損ねる失策をしていた。そのため、ウィリアムズが参戦するには他の全チームの再承認が必要となったが、コリンズはハッキネンを取り返したかったため、認めなかった。これでロータス残留かと思われたが、ハッキネン獲得を狙っていたのはロン・デニスも同じであり、抜け目なく隙をうかがっていたデニスはマクラーレンへの引き抜きに成功、ハッキネンはロータスを去っていった。

### チーム消滅
1993年は本格的なフルアクティブサスペンションを搭載した前年の熟成型マシン107Bを開幕から投入するが、アクティブサスペンションの開発は多額の資金を必要とした上にセッティング作業は難航した。エンジンは前年に引き続きフォードHBエンジンではあったが、ベネトンとマクラーレンが使用するものとは異なり、2バージョン落ちのカスタマーエンジンであった。そのため、ワークスエンジンを搭載しているチームとは最高速に隔たりがあったが、ハーバートが3度の4位入賞など力走。チームメイトのアレッサンドロ・ザナルディも時に速さを見せたが、ベルギーGPで大クラッシュを起こし以後療養が必要となり、スポンサーを持ち込んだ新人ペドロ・ラミーにシートを譲った。また、前年からのメインスポンサーのカストロールからの資金も決して潤沢ではなく、ロックタイトなど中規模スポンサーを得たもののアクティブサスの熟成作業とセッティングに終始苦労し続けるうちにシーズンが終了した。

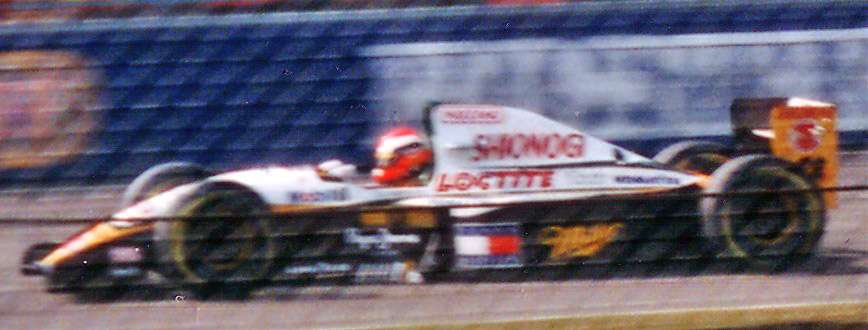
ロータス・109(1994年)

1994年はアロウズ(フットワーク)が手放した無限ホンダ・MF351HV10エンジンを新たに獲得。シーズン中盤の第5戦スペインGPからは新車109を投入するも、カストロールが前年限りでスポンサーを降り、代わりとなる大口スポンサーの獲得もできなかったため、1992年から継続してスポンサーを続ける塩野義製薬の他に、新たにミラービールなど小規模の新スポンサーを得てはいたが資金難に陥っていた。この年は第3戦サンマリノGPで起きたアイルトン・セナの死亡事故など度重なる重大アクシデントによる影響で、シーズン途中に大幅な車両レギュレーション改定が実施されたためにその対応に追われ、109の投入までは事実上2年落ちのシャーシに3年落ちエンジンを搭載しての参戦であり、改良パーツ導入のためのテストも資金不足から十分に出来ず苦戦を強いられた。
ドライバーは、契約の残るハーバートは残留したが、もうひとつのシートはドライバーの持参金によって決まるような状況となり、この年にロータスより参戦したドライバーは延べ6人にのぼる。新スペックのMF351HDエンジン（実質的には翌年用エンジンを前倒しした）が投入された第12戦イタリアGPでは、予選でハーバートが4位と奮闘したが決勝ではリタイアに終わり、成績ではこれが唯一の光であった。109は決勝レースではシーズンを通して6位以内入賞を果たすことができず、ロータスにとってF1参戦開始以後初となる年間ノーポイントに終わる。同年はこうした成績面だけでなく財政的にも重大局面を迎えており、シーズンも終盤になると参戦を継続するために裁判所へ破産申請を出し、イギリス高等法院の財産管理下に入った。
負債返済のため第14戦ヨーロッパGP直前に管財人が“ロータスにとって最も高価な財産”であったエースドライバーのハーバートの契約をフラビオ・ブリアトーレが新オーナーとなっていたリジェチームへと売却してしまった。第15戦日本GP開催中には、チームがアメリカ人実業家に売却され再建するプランが持ち上ったが、それも暗礁に乗り上げる。シーズンが終了すると11月に会社更生法の適用が発表され、債権者の一人としてデヴィッド・ハント（1976年F1チャンピオン・ジェームス・ハントの弟）が新オーナーの一人としてチーム入り。新たな出資者へのアプローチや、活動休止を避けるために当時F1に参戦していたパシフィックチームとの合併などの再建策が模索されたが、12月からはチームスタッフのレイオフが進行し主要エンジニアの他チームへの流出も本格化、年が明けた1995年1月17日にはとうとう残っていた全従業員に解雇が通告されると同時に、F1参戦を断念することが発表された。
これによって1995年に向けてクリス・マーフィーがデザインしていたニューマシン112は幻のマシンとなった。
1995年シーズンは、新オーナーとなったデヴィッド・ハントが、パシフィックチームに実質名義貸しを行い、「パシフィック・チーム・ロータス」としてエントリーシートに名前こそ残ったが、あくまで商標権が提供されただけであり、チームの実体にロータスの関わりは一切なかった。そのパシフィックも財政難を理由にこのシーズン限りで撤退してしまう。デヴィット・ハントは、F1休止を1年に留めて1996年から復帰すべくスポンサー獲得活動を継続すると声明を出していたが、実現しなかった。

## 「ロータス」という名の復活

### 「ロータス・レーシング」としての復活
撤退してから14年後の2009年、2010年から導入されるとされたバジェットキャップ（＝年間予算制限；のちに導入は撤回）の導入に伴い、「ロータス」ブランドのF1への復帰が報道された。チームは元ロータスのエンジニアで現在ライトスピードを運営するニーノ・ジャッジが代表を務め、運営されるとされた。マシンはマイク・ガスコインによる設計で、エンジニアリング・ディレクターはスティーヴ・ケンチントンが務める。また、ドライバーのマネージャー兼広報として元ロータスのドライバー、ジョニー・ハーバートとも契約を結んだ。しかし、当初エントリーリストに載ることはなかったが、その後BMWザウバーが2009年シーズン限りで撤退を発表したことにより、当初決まっていた13チームの枠がひとつ空き、その一枠には「ロータス・レーシング」がその枠を得た。
2010年の参戦当初はコスワースエンジンを得て参戦していたが、そのパフォーマンス不足からその年の9月13日、コスワースとのエンジンサプライヤー契約を解除した。又、チームオーナーのトニー・フェルナンデスの発言から2011年より「チーム・ロータス」としてチームを継承するとされ、また、シンガポールGPで重大な発表を行うと明言していたことや、トニー・フェルナンデスがCEOを務めるエアアジアにチーム・ロータスのペイントが施されるなど正式な発表がなされる前から各メディアはチーム・ロータスとしての継承をほぼ確実視していた。

### ロータス名称問題。2つの「ロータスチーム」

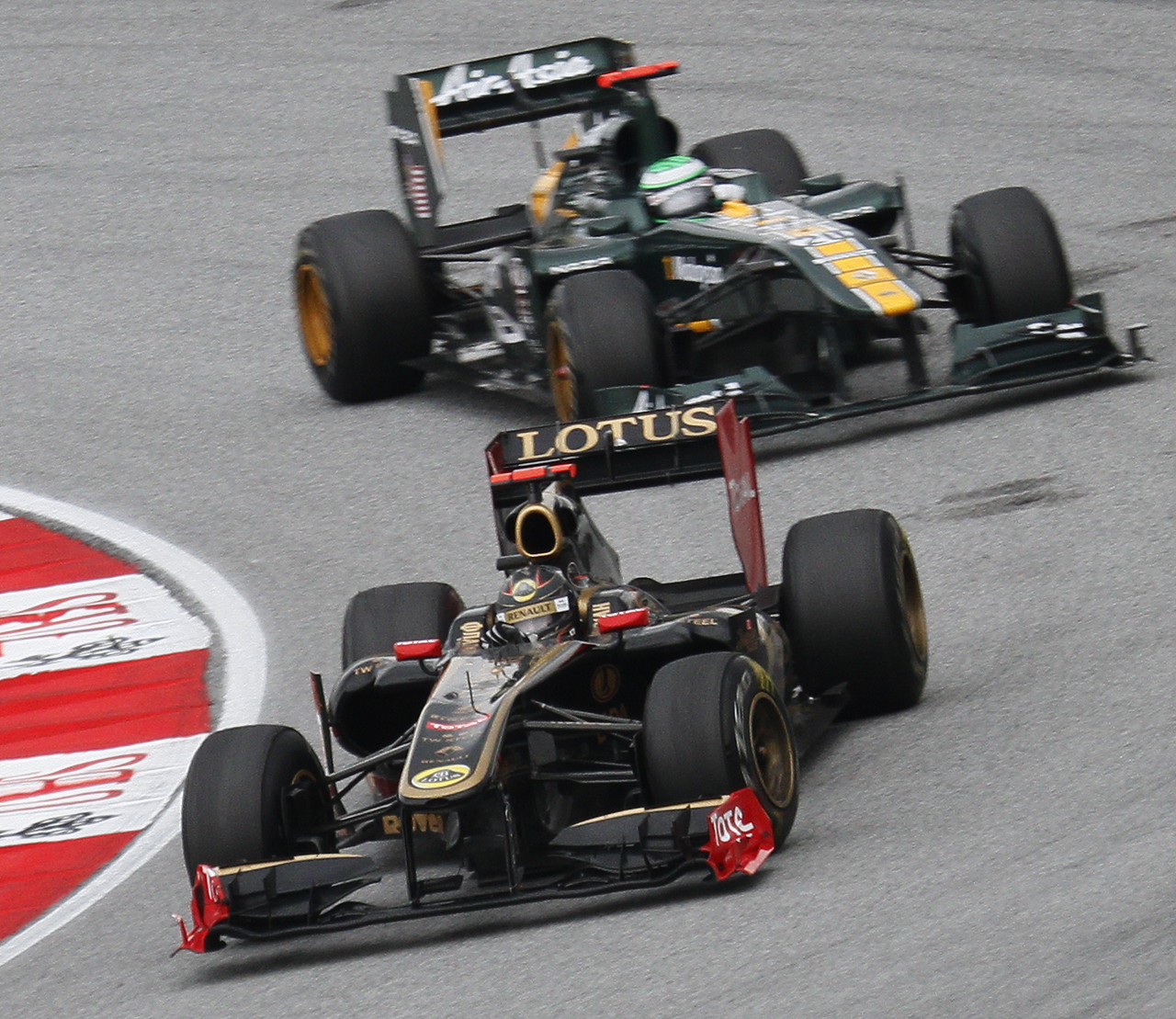
2つの「ロータス」
（前）ロータス・ルノーGP
（後）チーム・ロータス

2010年9月24日、現シーズン参戦中のロータス・レーシングがデヴィッド・ハントよりチーム名称の使用許可する商標を譲り受けた事により、2011年シーズンから「チーム・ロータス」名義で参戦することを正式に発表した。
しかしながら、同じロータスの商標を持つ グループ・ロータスが、チーム・ロータス名義での参戦に異議を唱え、商標権の侵害として使用の禁止を通告した。
ロータス名義の使用は2010年をもって返上しており、グループ・ロータス独自に参戦する意味で、2010年12月にルノーF1の株の一部を買収し、「ロータス・ルノーGP」として2011年より参戦することを発表した。
しかし、その後グループ・ロータスが株式を手放したというメディアが公表するようになり、後にチーム代表のエリック・ブーリエがグループ・ロータスはチームの株式を一切所有していないことを2011年1月に言明している。
一方で、グループ・ロータスが持っていなかった「チーム・ロータス」の名義譲渡は合法だとして、トニー・フェルナンデスはイギリス高等裁判所に法的手続きを行った。
訴訟が結審しないまま、F1にはロータスという名称とルノーエンジンを使うチームが2つ存在する形（ロータス・ルノーGPとチーム・ロータス）になったが、コンストラクターズ名は混乱を防ぐため、ロータス・ルノーGPは「ルノー」、チーム・ロータスは「ロータス」となった。

### 名称問題の決着
2011年5月27日裁判で、「ロータス」の名称を使用できるのはグループ・ロータスであるということに加え、「チーム・ロータス」の名称をトニー・フェルナンデス側が使用できるという判決が下された。これに両者が不服として上訴した。
一方でトニー・フェルナンデスは、ロータス7をベースとしたスポーツカーを製造、販売するケータハムカーズを買収、エアアジアとして参戦していたGP2の名称に加えられた。
その後、トニー・フェルナンデスはFIAに対して、2012年より「ケータハム」に名称を変更する申請を出し、FIA側で承認された。
これにより、2012年からのコンストラクターズ名称は、ロータス・ルノーGPは「ロータス」、チーム・ロータス改めケータハムF1チームは「ケータハム」となった。

## 先進技術や資金獲得への取り組み
ロータスはF1を含むレースに対して様々な試みを行っている。特にF1においては先進的な試みを次々と行っておりその後のレースシーンに重大な影響を与えている。このことは3000cc時代に入り登場したフォード・コスワース・DFVエンジンという極めて安定したエンジンが供給されていた時代があったことも影響しているが、DFV自体がロータス49に合わせて開発されたエンジンである。
F1においてロータスが先駆けになった項目は次のようなものがある。
- 1962年の25でバスタブ型のモノコック構造を導入した。アルミシートをリベット留めにより組み立てたモノコックシャーシはすでに前例があったが、効果的なバルクヘッドの配置や断面2次モーメントを曲げモーメント線図に沿って徐変させる構成など、25はツインチューブ・モノコック構造の決定版と言え、その後シングルスキン・モノコック（77）が登場するまで、シングルシータのレース用シャシの基本構造として、多くのレーシングカーデザイナに模倣・改良され続けた。
- 1967年のF1マシン43で、従来までのエンジンを車体（シャーシ）にのせるという常識を覆し、エンジン自体をシート後方のリヤバルクヘッドに直接固定し、モノコックシャーシの一部とする設計を採用した。1954年のランチア・D50をはじめ、エンジンを車体の強度部材として用いる設計は、すでに多くの前例があったが、エンジンのみを車体後部の強度部材とする設計は、この43が初めてであった。43に採用されたBRM　H16気筒エンジンは1500ccのV型8気筒を180度 V型に直して2段積みしたものであり、ブロック剛性が十分に高かった点も、この設計を採用するきっかけとなった。
- 車体の塗装はナショナルカラー（チームが所属する国別の塗装色）とされていたのだが、スポンサー・カラーを登場させた（ゴールドリーフ、JPS、キャメル）。このことがきっかけとなりF1は走る広告塔の異名をとるようになる。
- 1969年の63において、4輪駆動を採用した。これは1968年のインディ500マイルレース用マシン、56の技術の応用である。56には72で完成するクサビ型ボディの萌芽も見られる。56はガスタービンエンジンの高出力もあってインディ優勝の寸前まで行ったが、63は重量の重さや癖の強い操縦性のため成功していない。
- 1970年72は、車体の先端にラジエターを置く配置をやめて、サイドラジエター形式を採用した。また従来のフォーミュラカーがいわゆる葉巻型の円筒形ボディだったのに対し、ボディ全体でダウンフォースを生み出せるよう前方が尖ったクサビ型のデザインを採用した（サイドラジエターで可能になった）。
- 1974年、76に於いて、電磁クラッチによるセミオートマチックトランスミッション（セミAT）を採用。1978年の79においてはロータス設計、ゲトラグ制作のクラッチレストランスミッションを開発初期にトライ。ロータスは1957年の12の「Z型ゲート」以来、度々内製のシーケンシャルやクラッチレスなどのトランスミッションをトライして来たが、しかし一度も成功していない。これは組織内にトランスミッション専門の研究・実験部門を持たなかった点が大きいと考えられている。12のトランスミッションの改良作業担当エンジニアは、後にコスワース社を興し、「奇跡のエンジンデザイナー」と評される[要出典]事になるキース・ダックワース（当時は未だ大学生）である。
- 1976年の77にシングルスキン・モノコック採用した。25で、完全なツインチューブ構造であればアルミの薄板でも十分な剛性が得られることを示したロータスが、77では更に異なる構造となった。それまで、ツインチューブの為に横に広がった平坦な断面形状であったシャシが、シングルスキン構造にすることで、より細い断面形状とすることが可能になった。実際には77は同時代のライバル車に対して剛性が不足していたが、ハニカムサンドイッチ材を用いた78、79、そしてチタンシートを使った80に至り、ツインチューブモノコックは完全に過去のシャシ構造となった。今日のF1における極端に幅の狭いカーボン・シャーシは、例外無く全てシングルスキン構造である。
- 1977年78で、グラウンド・エフェクト理論がF1に応用可能であることを示した。グラウンド・エフェクトを利用したマシンは「ウィングカー」とも呼ばれた。グラウンド・エフェクトの原型となるデザインは1960年代の後期にBRMでテストが行われ、1970年のマーチ・701で実戦に登場していた。このアイデアを成功させたのが、78である。78の設計チームには、BRMでグラウンド・エフェクトのテストを行っていたピーター・ライトとトニー・ラッドが所属していた。
- 1978年の79にはスライディングスカートを採用し、大きな進歩を遂げた。以後、多くのマシンでグラウンド・エフェクトが採用された。
- 1981年の88では、「ツイン・シャーシ」と呼ばれる構造を採用した。グラウンド・エフェクトカーの堅過ぎるサスペンションがドライバーの身体に影響を与えている問題を解決するためとの理由だったが、他のチームの抗議により、出走は認められなかった。ただし「ドライバーの負担を解決」は方便で、ツインシャシーはグラウンドエフェクトの効果を高めるため、とみなされている。
- 1983年の92、1987年の99Tにおいて、アクティブサスペンションを採用した。

## 変遷表
| 年     | エントリー名 | 車体型番       | タイヤ | エンジン                                     | オイル                     | ドライバー | ランキング | 優勝数 |
| ------ | --- | -------------- | ------ | -------------------------------------------- | -------------------------- | --- | ---------- | ------ |
| 1958年 | チーム・ロータス | 12,16          | D      | クライマックスFPF（L4）                      | エッソ                     | グラハム・ヒル クリフ・ハリソン                                                                                     | 6          | 0      |
| 1959年 | チーム・ロータス | 16             | D      | クライマックスFPF                            | エッソ                     | グラハム・ヒル イネス・アイルランド                                                                                 | 4          | 0      |
| 1960年 | チーム・ロータス *Rob Walker Racing Team(18) | 16,18          | D      | クライマックスFPF                            | エッソ                     | ジム・クラーク イネス・アイルランド アラン・ステイシー ジョン・サーティース スターリング・モス                      | 2          | 2      |
| 1961年 | チーム・ロータス *Rob Walker Racing Team(18,21) | 18,21          | D      | クライマックスFPF                            | エッソ                     | ジム・クラーク イネス・アイルランド スターリング・モス                                                              | 2          | 3      |
| 1962年 | チーム・ロータス *Rob Walker Racing Team(24) *UDT Laystall Racing Team(18,21,24)                                                                               | 24,25          | D      | クライマックスFWMV（V8）                     | エッソ                     | ジム・クラーク トレバー・テイラー イネス・アイルランド マステン・グレゴリー                                         | 2          | 3      |
| 1963年 | チーム・ロータス *Reg Parnell Racing(24) | 25             | D      | クライマックスFWMV                           | エッソ                     | ジム・クラーク トレバー・テイラー マイク・ヘイルウッド                                                              | 1          | 7      |
| 1964年 | チーム・ロータス・ *Reg Parnell Racing(25) | 25,33          | D      | クライマックスFWMV BRM P16（V8）             | エッソ                     | ジム・クラーク ピーター・アランデル クリス・エイモン マイク・ヘイルウッド                                           | 3          | 3      |
| 1965年 | チーム・ロータス *Reg Parnell Racing(25) | 25,33          | D      | クライマックスFWMV BRM P16                   | エッソ                     | ジム・クラーク マイク・スペンス イネス・アイルランド リチャード・アトウッド トニー・マッグス                        | 1          | 6      |
| 1966年 | チーム・ロータス *Reg Parnell Racing(25,33) | 33,43          | F      | クライマックスFWMV BRM P75（H16）            | エッソ                     | ジム・クラーク ピーター・アランデル マイク・スペンス                                                                | 5          | 1      |
| 1967年 | チーム・ロータス *Reg Parnell Racing(25) | 33,43,49       | F      | クライマックスFWMV BRM P75 フォードDFV（V8） | エッソ                     | ジム・クラーク グラハム・ヒル ピアス・カレッジ クリス・アーウィン                                                   | 2          | 4      |
| 1968年 | チーム・ロータス ゴールド・リーフ・チーム・ロータス *Rob Walker/Jack Durlacher Racing(49,49B)                                                                  | 49,49B         | F      | フォードDFV                                  | シェル バルボリン          | ジム・クラーク グラハム・ヒル マリオ・アンドレッティ ジャッキー・オリバー                                           | 1          | 5      |
| 1969年 | ゴールド・リーフ・チーム・ロータス *Rob Walker/Jack Durlacher Racing(49B) *Pete Lovely Volkswagen Inc(49B) *Team Gunston(49)                                   | 49B,63         | F      | フォードDFV                                  | シェル バルボリン          | ヨッヘン・リント グラハム・ヒル マリオ・アンドレッティ ピート・ラブリー ジョー・シフェール ジョン・ラブ             | 3          | 2      |
| 1970年 | ゴールド・リーフ・チーム・ロータス *Brooke Bond Oxo Racing/Rob Walker(49C,72C) *Rob Walker Racing Team(49C) *Pete Lovely Volkswagen Inc(49B) *Team Gunston(49) | 49C,72,72B,72C | F      | フォードDFV                                  | シェル                     | ヨッヘン・リント ジョン・マイルズ グラハム・ヒル エマーソン・フィッティパルディ ピート・ラブリー ジョン・ラブ       | 1          | 6      |
| 1971年 | ゴールド・リーフ・チーム・ロータス *Pete Lovely Volkswagen Inc(69)                                                                                             | 72C,72D,56B    | F      | フォードDFV P&W（ガスタービン）              | シェル                     | エマーソン・フィッティパルディ レイネ・ウィセル デイブ・ウォーカー ピート・ラブリー                                 | 5          | 3      |
| 1972年 | ジョン・プレイヤー・チーム・ロータス | 72D            | F      | フォードDFV                                  | テキサコ                   | エマーソン・フィッティパルディ デイブ・ウォーカー                                                                   | 1          | 4      |
| 1973年 | ジョン・プレイヤー・チーム・ロータス | 72D,72E        | G      | フォードDFV                                  | テキサコ                   | エマーソン・フィッティパルディ ロニー・ピーターソン                                                                 | 1          | 7      |
| 1974年 | ジョン・プレイヤー・チーム・ロータス *Team Gunston(72E) | 76,72E         | G      | フォードDFV                                  | シェル テキサコ ダッカムス | ロニー・ピーターソン ジャッキー・イクス イアン・シェクター パディー・ドライバー                                     | 4          | 1      |
| 1975年 | ジョン・プレイヤー・チーム・ロータス *Team Gunston(72D) | 72E,72F        | G      | フォードDFV                                  | シェル ダッカムス          | ロニー・ピーターソン ジャッキー・イクス エディー・ケイザン ギ・トゥンメル                                           | 7          | 0      |
| 1976年 | ジョン・プレイヤー・チーム・ロータス | 77             | G      | フォードDFV                                  | シェル テキサコ            | マリオ・アンドレッティ グンナー・ニルソン ロニー・ピーターソン                                                      | 4          | 2      |
| 1977年 | ジョン・プレイヤー・チーム・ロータス | 78             | G      | フォードDFV                                  | バルボリン                 | マリオ・アンドレッティ グンナー・ニルソン                                                                           | 2          | 3      |
| 1978年 | ジョン・プレイヤー・チーム・ロータス *Team Rebaque (78) | 78,79          | G      | フォードDFV                                  | バルボリン                 | マリオ・アンドレッティ ロニー・ピーターソン ジャン＝ピエール・ジャリエ ヘクトール・レバーク                         | 1          | 9      |
| 1979年 | マルティニ・レーシング・チーム・ロータス *Team Rebaque (79) | 79,80          | G      | フォードDFV                                  | バルボリン                 | マリオ・アンドレッティ カルロス・ロイテマン ヘクトール・レバーク                                                    | 4          | 0      |
| 1980年 | チーム・エセックス・ロータス | 81,81B         | G      | フォードDFV                                  | エセックス バルボリン      | マリオ・アンドレッティ エリオ・デ・アンジェリス ナイジェル・マンセル                                                | 5          | 0      |
| 1981年 | チーム・エセックス・ロータス ジョン・プレイヤー・チーム・ロータス                                                                                              | 81,87,88       | M G    | フォードDFV                                  | エセックス バルボリン      | エリオ・デ・アンジェリス ナイジェル・マンセル                                                                       | 7          | 0      |
| 1982年 | ジョン・プレイヤー・チーム・ロータス | 91             | G      | フォードDFV                                  | バルボリン                 | エリオ・デ・アンジェリス ナイジェル・マンセル                                                                       | 5          | 1      |
| 1983年 | ジョン・プレイヤー・チーム・ロータス | 92,93T,94T     | P      | フォードDFV ルノーEF1（V6ターボ）            | エルフ                     | エリオ・デ・アンジェリス ナイジェル・マンセル                                                                       | 8          | 0      |
| 1984年 | ジョン・プレイヤー・チーム・ロータス | 95T            | G      | ルノーEF4（V6ターボ）                        | エルフ                     | エリオ・デ・アンジェリス ナイジェル・マンセル                                                                       | 3          | 0      |
| 1985年 | ジョン・プレイヤー・スペシャル・チーム・ロータス | 97T            | G      | ルノーEF4B,EF15（V6ターボ）                  | エルフ                     | エリオ・デ・アンジェリス アイルトン・セナ                                                                           | 4          | 3      |
| 1986年 | ジョン・プレイヤー・スペシャル・チーム・ロータス | 98T            | G      | ルノーEF15                                   | エルフ                     | アイルトン・セナ ジョニー・ダンフリーズ                                                                             | 3          | 2      |
| 1987年 | キャメル・チーム・ロータス・ホンダ | 99T            | G      | ホンダRA167E（V6ターボ）                     | エルフ                     | アイルトン・セナ 中嶋悟                                                                                             | 3          | 2      |
| 1988年 | キャメル・チーム・ロータス・ホンダ | 100T           | G      | ホンダRA168E（V6ターボ）                     | エルフ                     | ネルソン・ピケ 中嶋悟                                                                                               | 4          | 0      |
| 1989年 | キャメル・チーム・ロータス | 101            | G      | ジャッドCV（V8）                             | エルフ                     | ネルソン・ピケ 中嶋悟                                                                                               | 6          | 0      |
| 1990年 | キャメル・チーム・ロータス | 102            | G      | ランボルギーニ3512（V12）                    | BP                         | デレック・ワーウィック マーティン・ドネリー ジョニー・ハーバート                                                    | 7          | 0      |
| 1991年 | チーム・ロータス | 102B           | G      | ジャッドEV（V8）                             | BP エルフ                  | ミカ・ハッキネン ジュリアン・ベイリー ジョニー・ハーバート ミハエル・バルテルス                                     | 9          | 0      |
| 1992年 | チーム・ロータス チーム・カストロール・ロータス | 102D,107       | G      | フォードHB-4（V8）                           | BP                         | ミカ・ハッキネン ジョニー・ハーバート                                                                               | 5          | 0      |
| 1993年 | チーム・カストロール・ロータス | 107B           | G      | フォードHB-6                                 | BP                         | ジョニー・ハーバート アレッサンドロ・ザナルディ ペドロ・ラミー                                                      | 6          | 0      |
| 1994年 | チーム・ロータス | 107C,109       | G      | 無限ホンダMF351HC,HD（V10）                  | モービル BP                | ジョニー・ハーバート ペドロ・ラミー アレッサンドロ・ザナルディ フィリップ・アダムス エリック・ベルナール ミカ・サロ | NC (12)    | 0      |

*枝がついているチームに車体を供給（括弧内に供給した車体の型番を記載）

*斜体になっているドライバーはスポット参戦など

## ロータスでワールドチャンピオンを獲得したドライバー
通算勝利は79で、ロータスは過去に下記の5人（6度）のチャンピオンを輩出している。
- ジム・クラーク（1963年、1965年）
- グラハム・ヒル（1968年）
- ヨッヘン・リント（1970年） - 死後にチャンピオンが決定した唯一の例
- エマーソン・フィッティパルディ（1972年）
- マリオ・アンドレッティ（1978年）

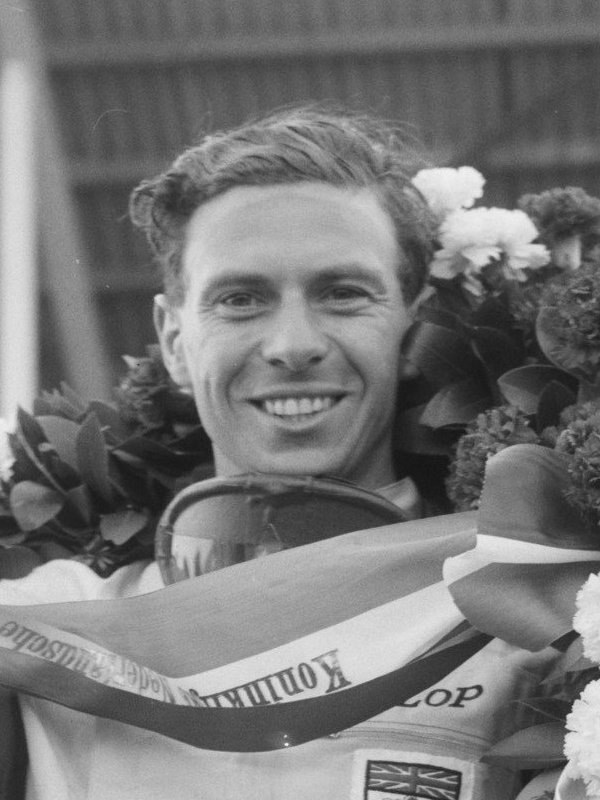
ジム・クラーク
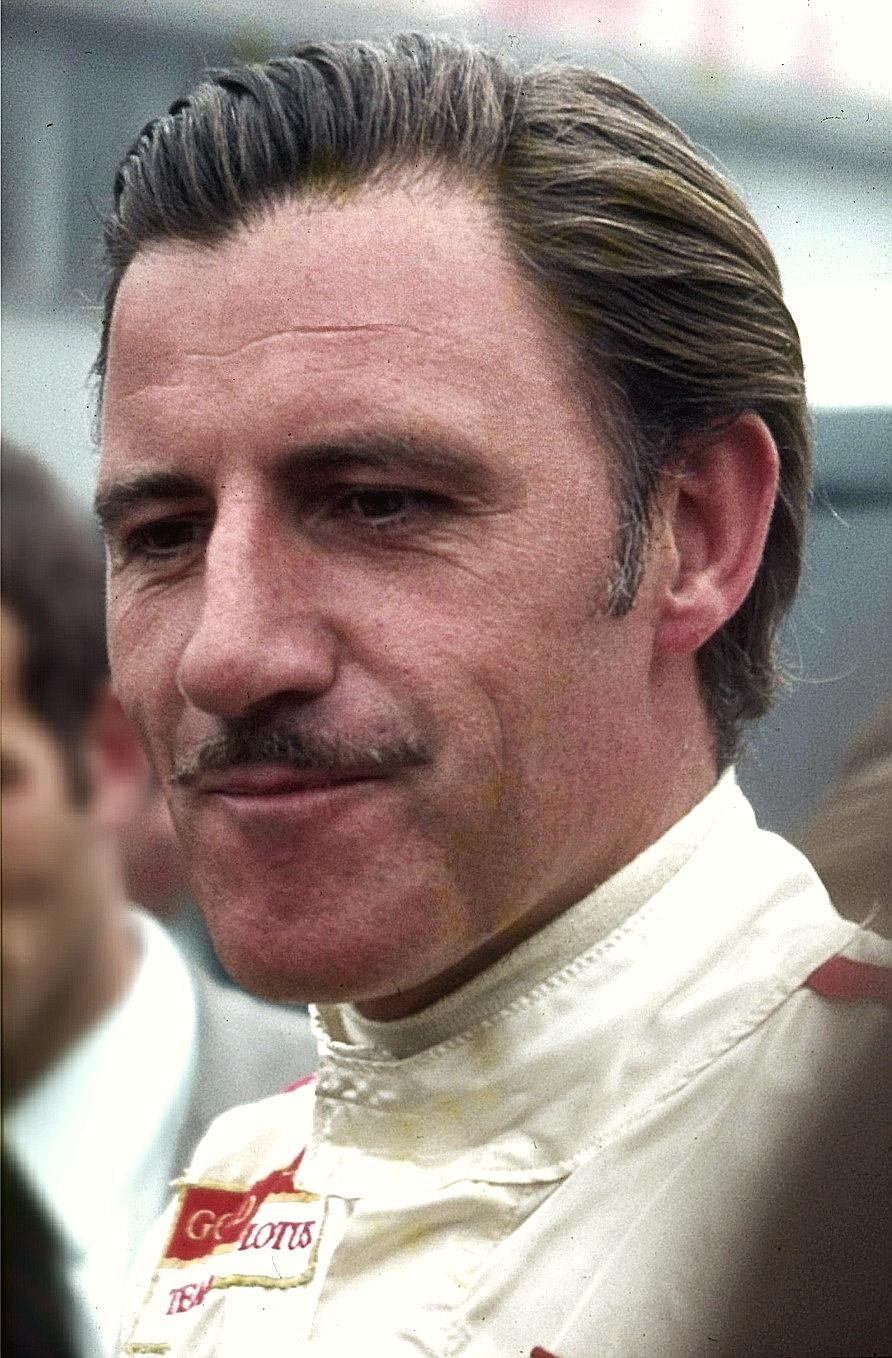
グラハム・ヒル
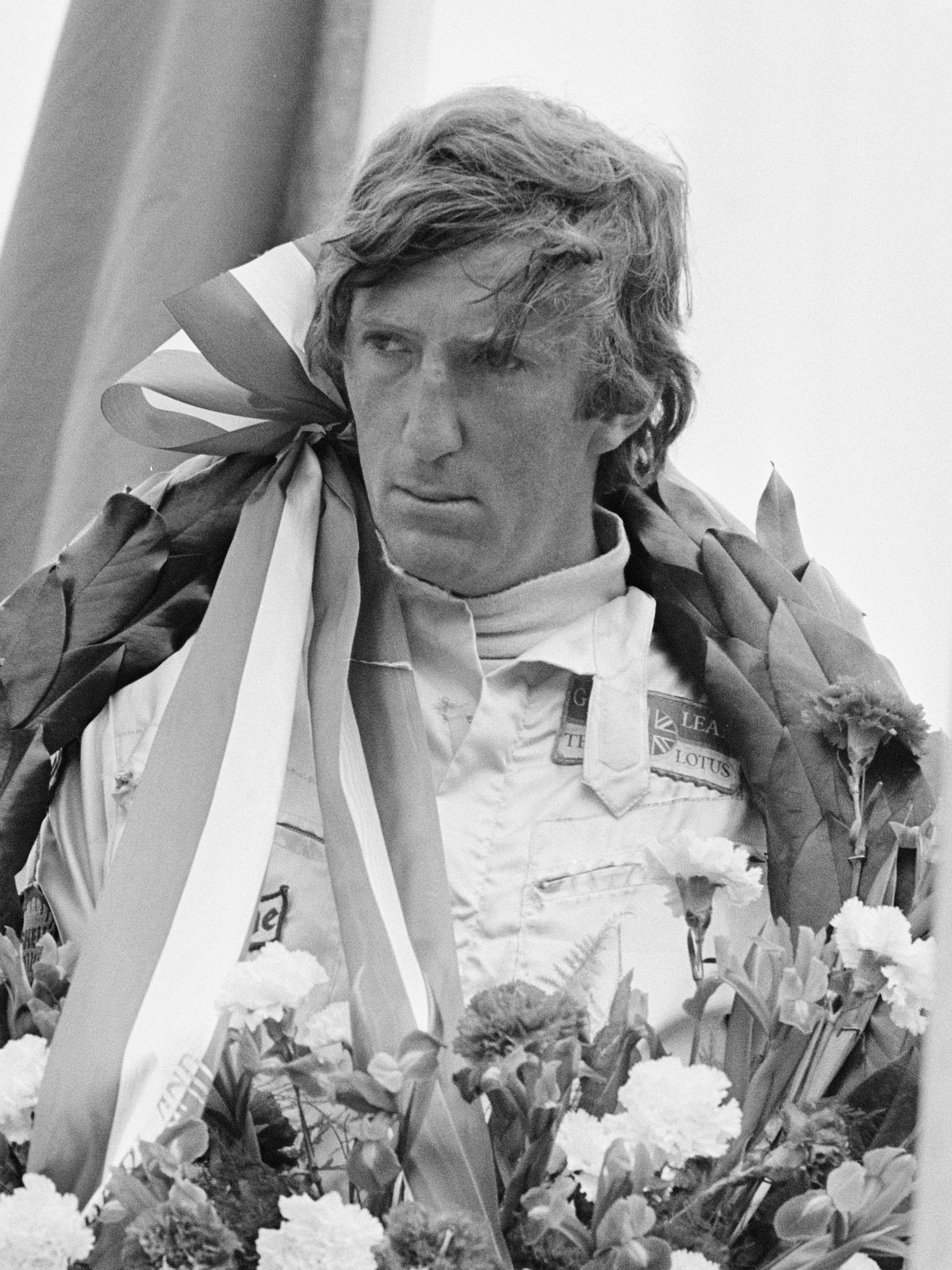
ヨッヘン・リント
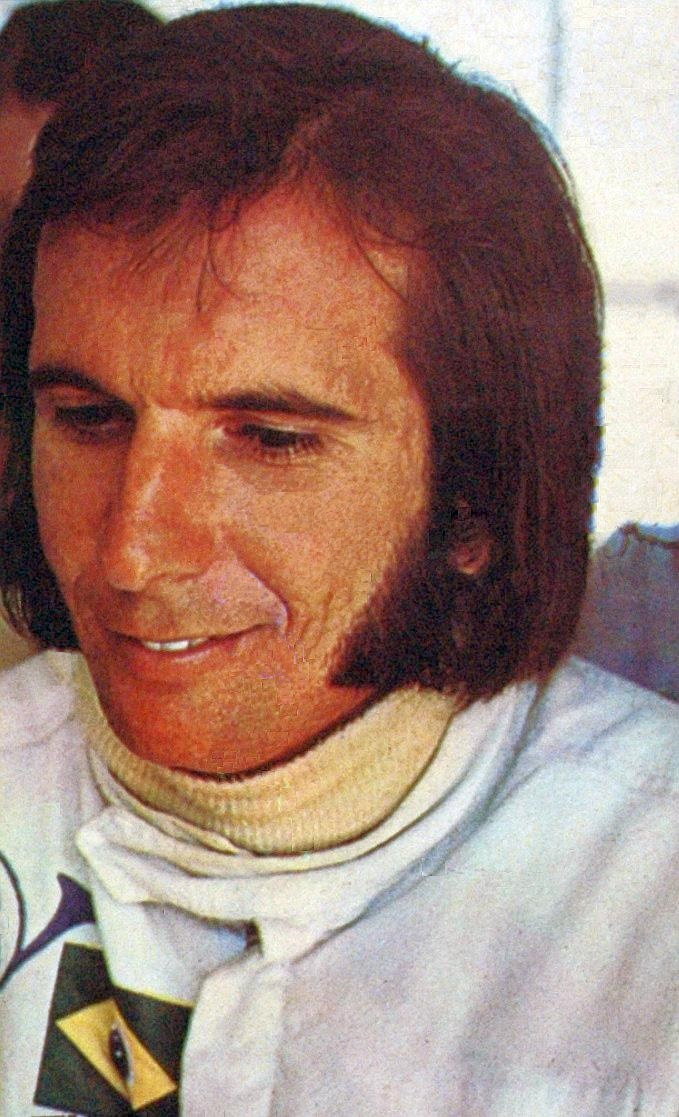
エマーソン・フィッティパルディ
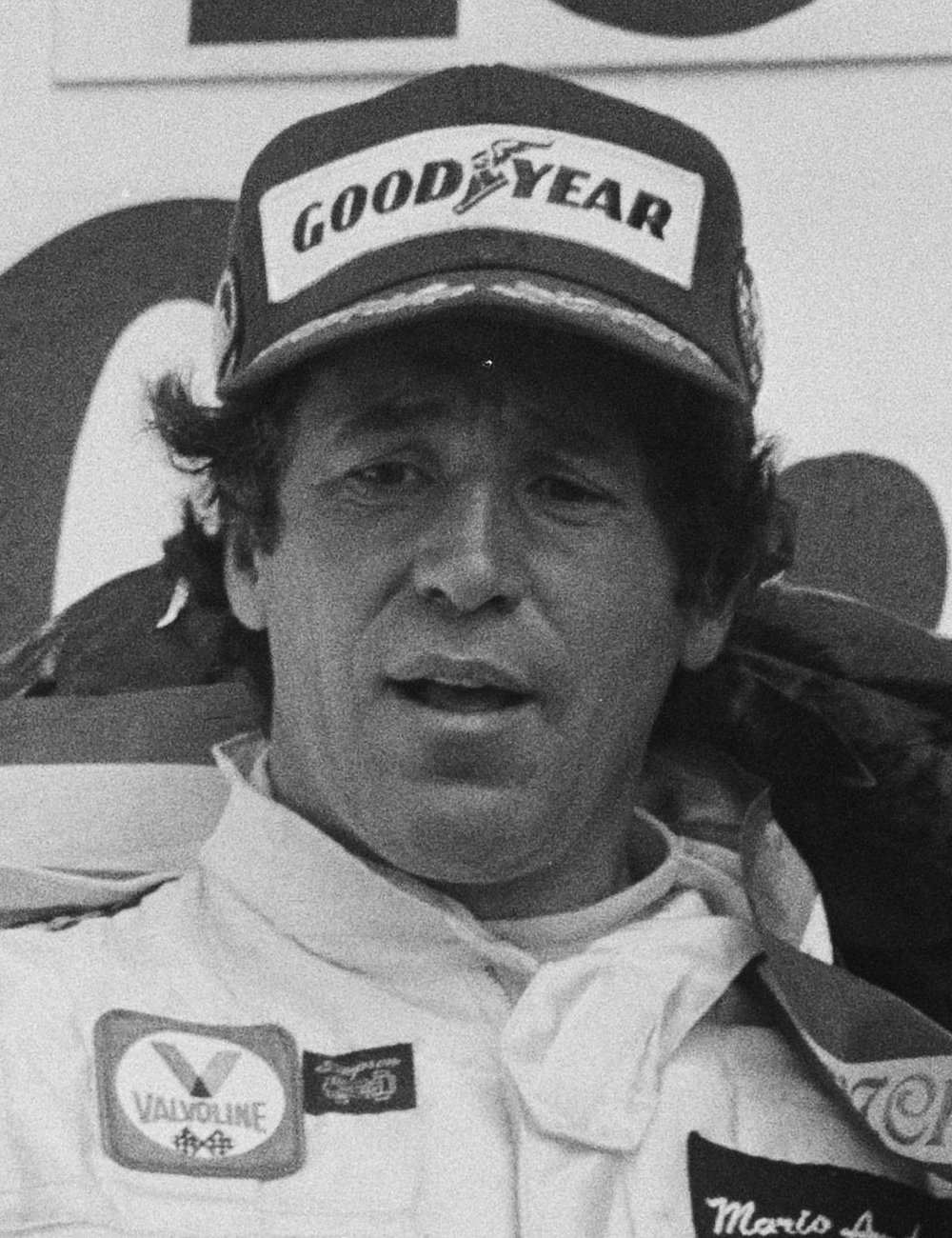
マリオ・アンドレッティ

## ギャラリー
- 葉巻型（1958年 - 1970年）

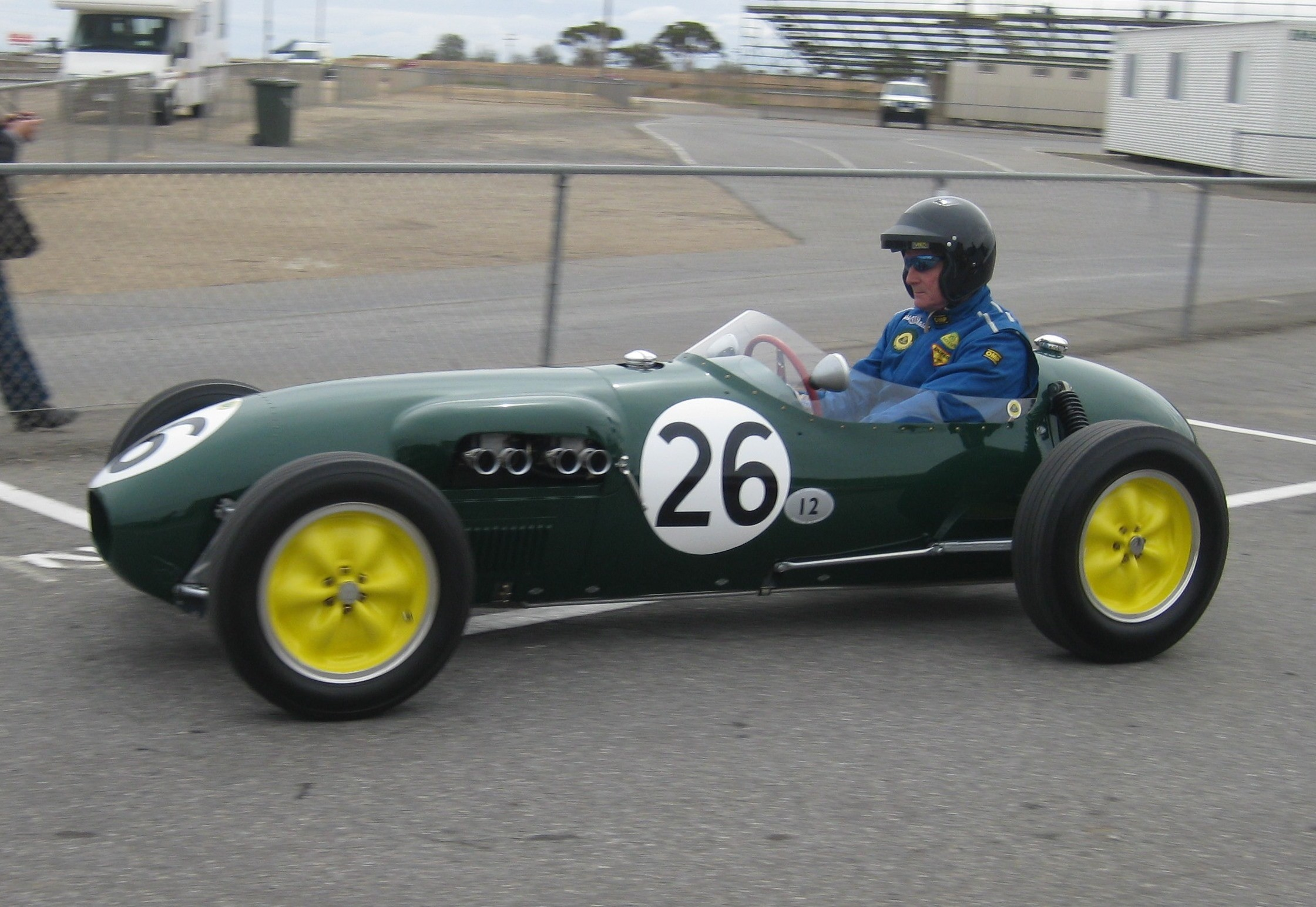
12 クライマックス
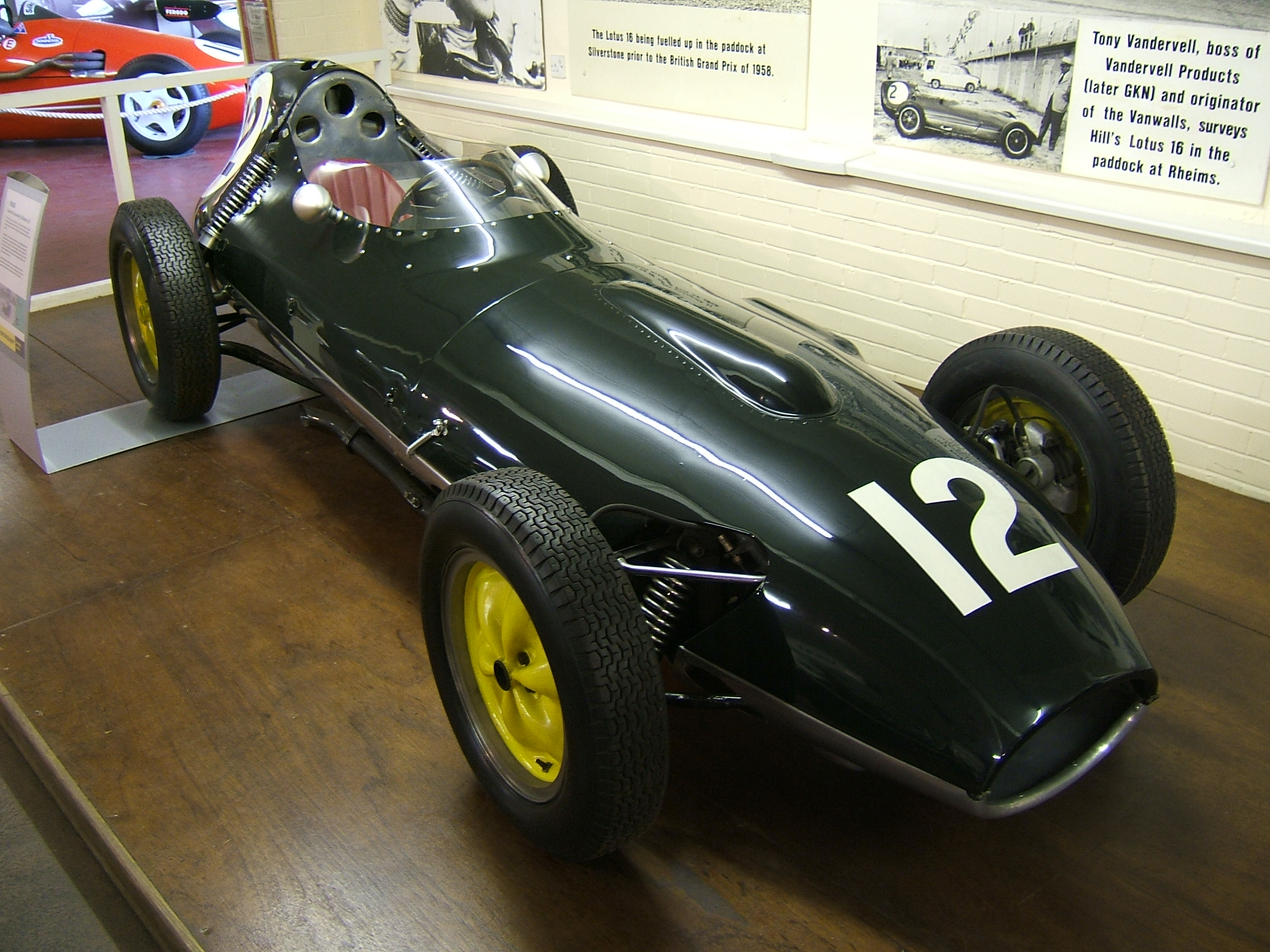
16 クライマックス
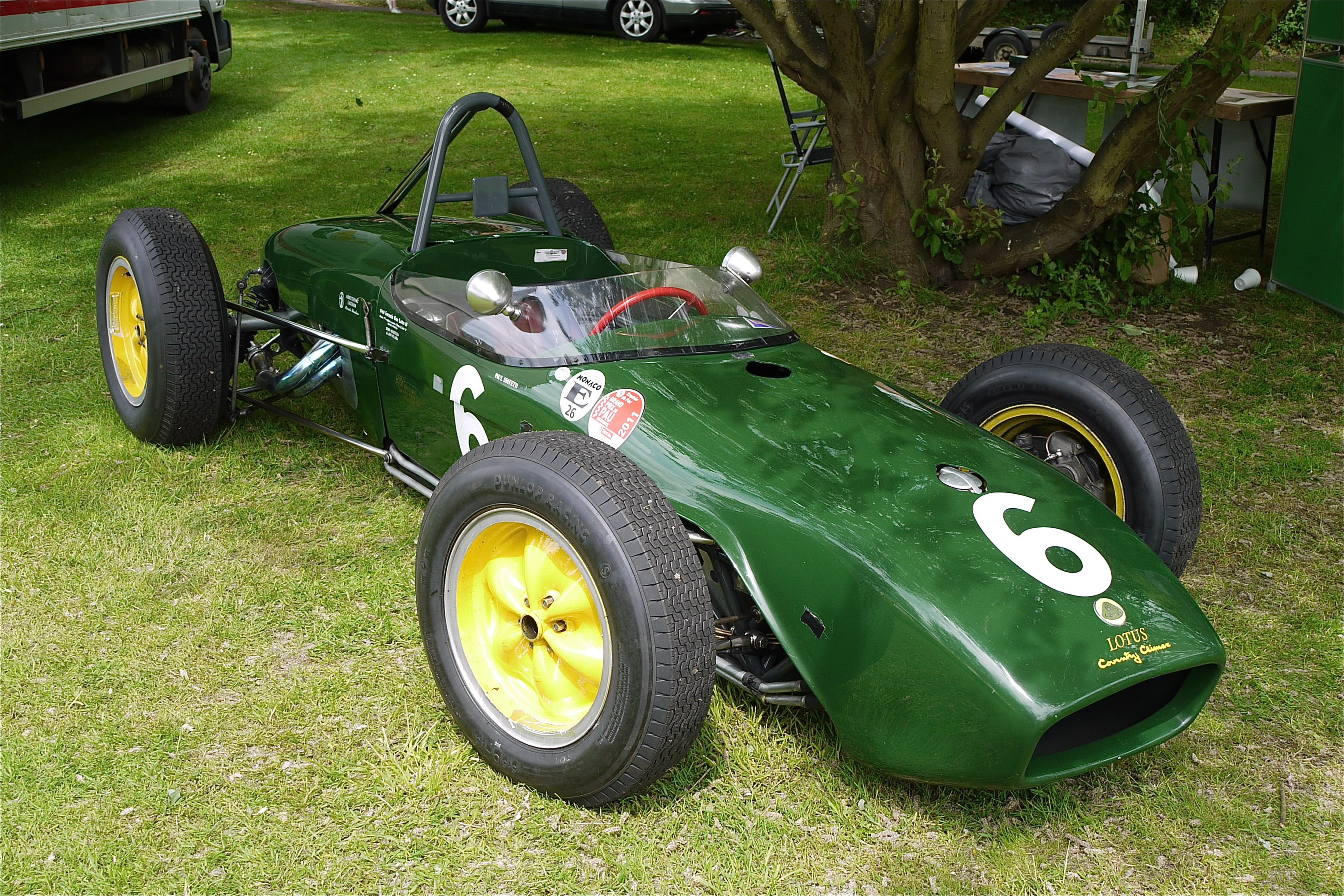
18 クライマックス
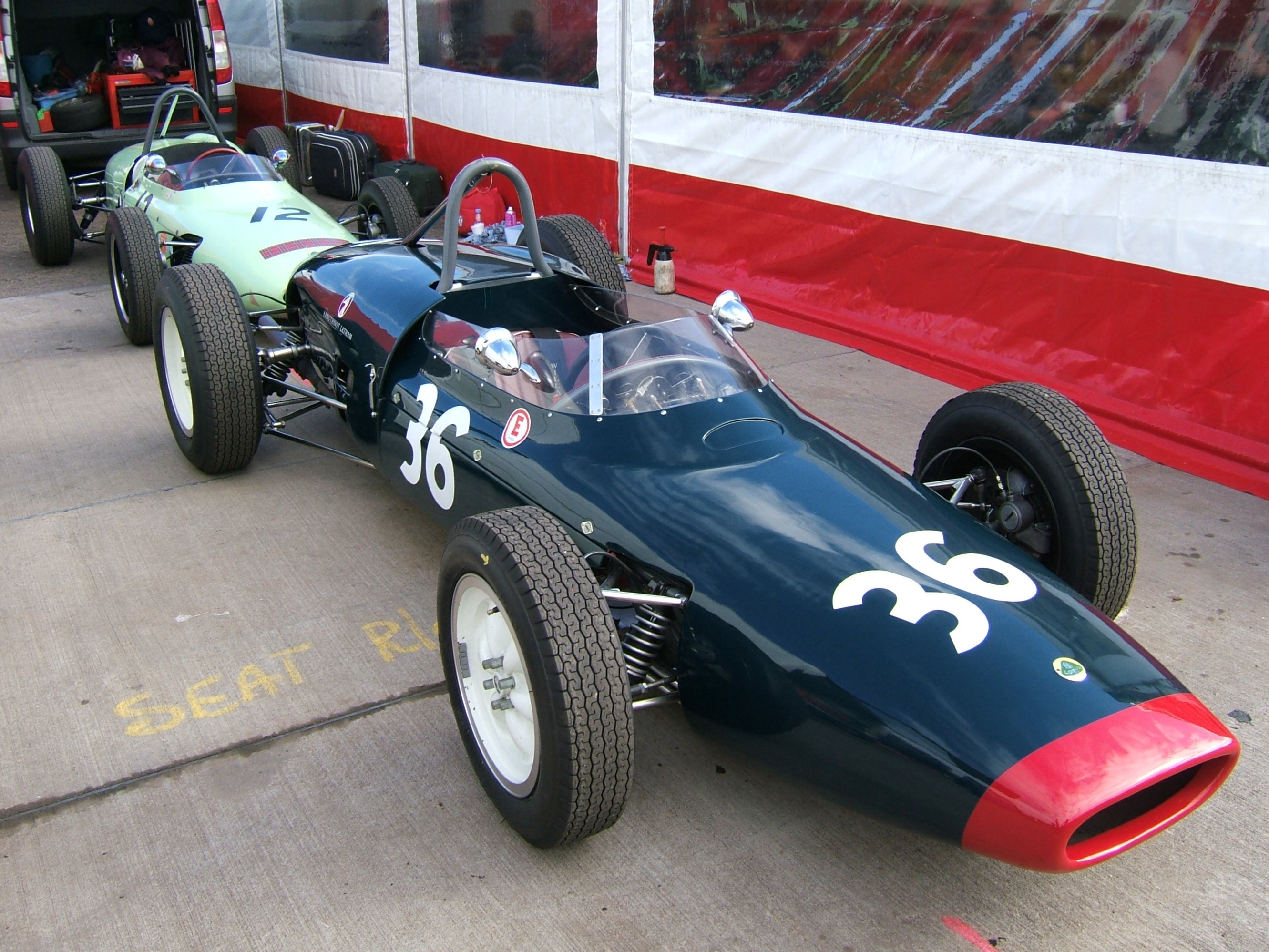
18/21 クライマックス
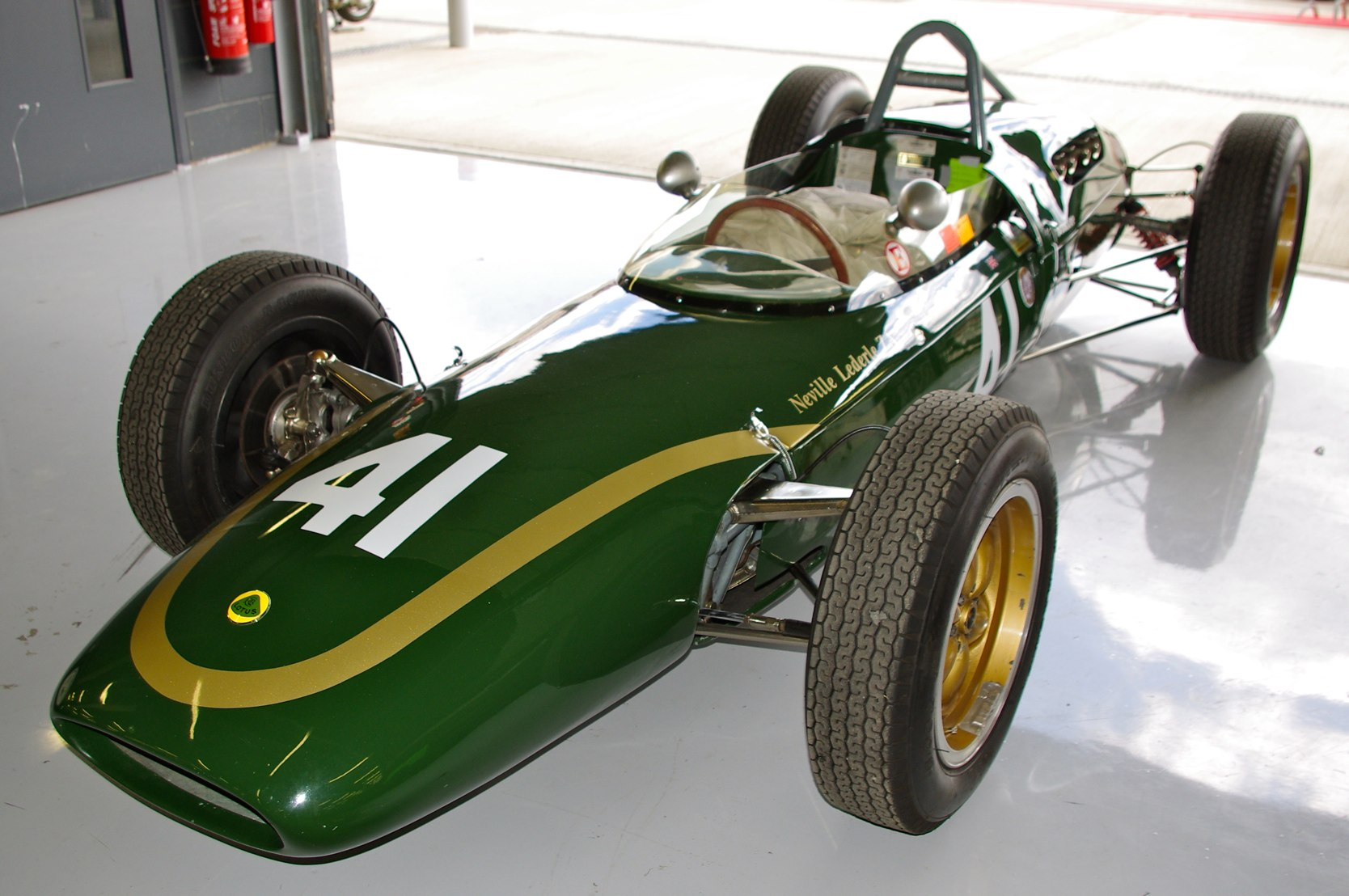
21 クライマックス
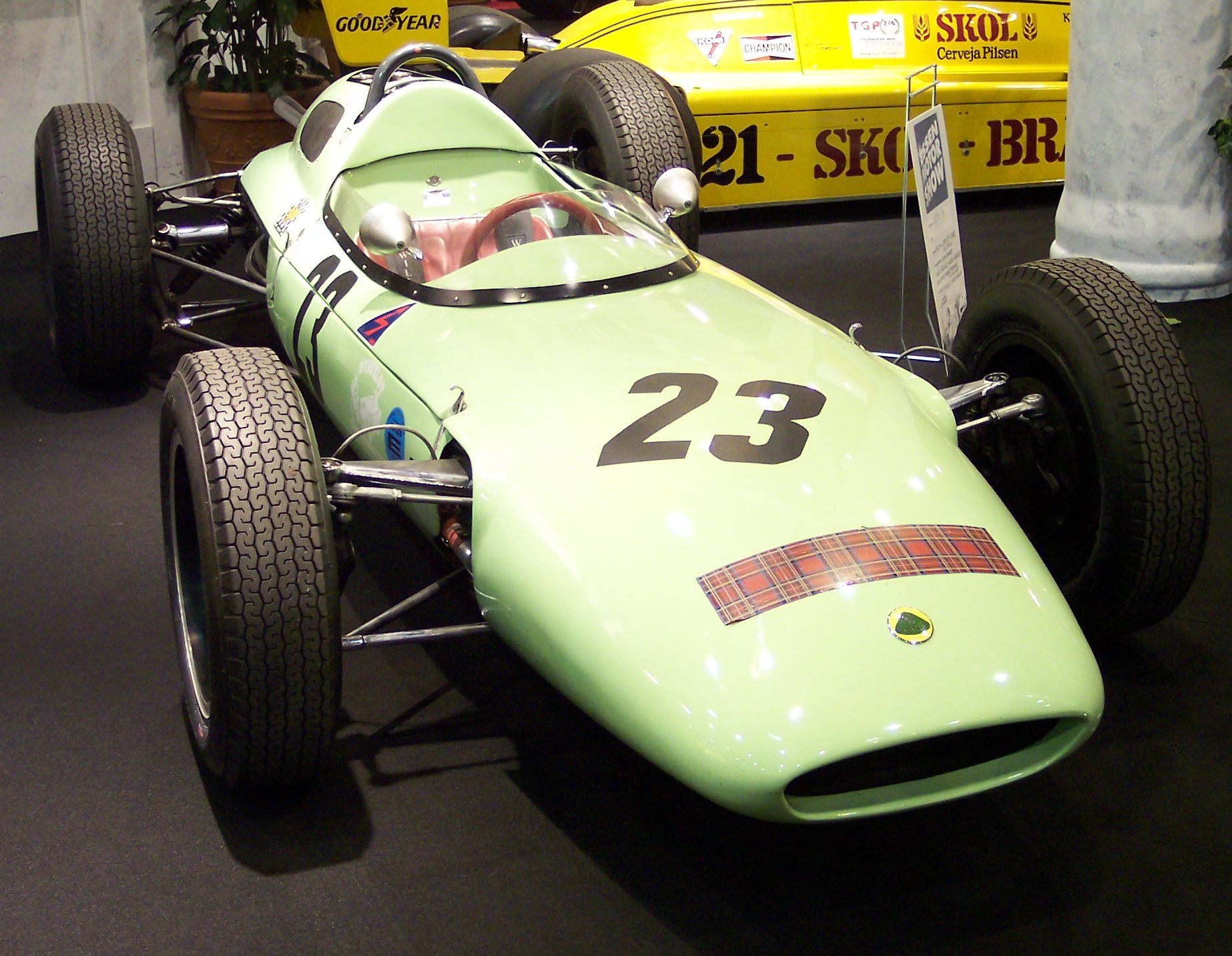
24 クライマックス
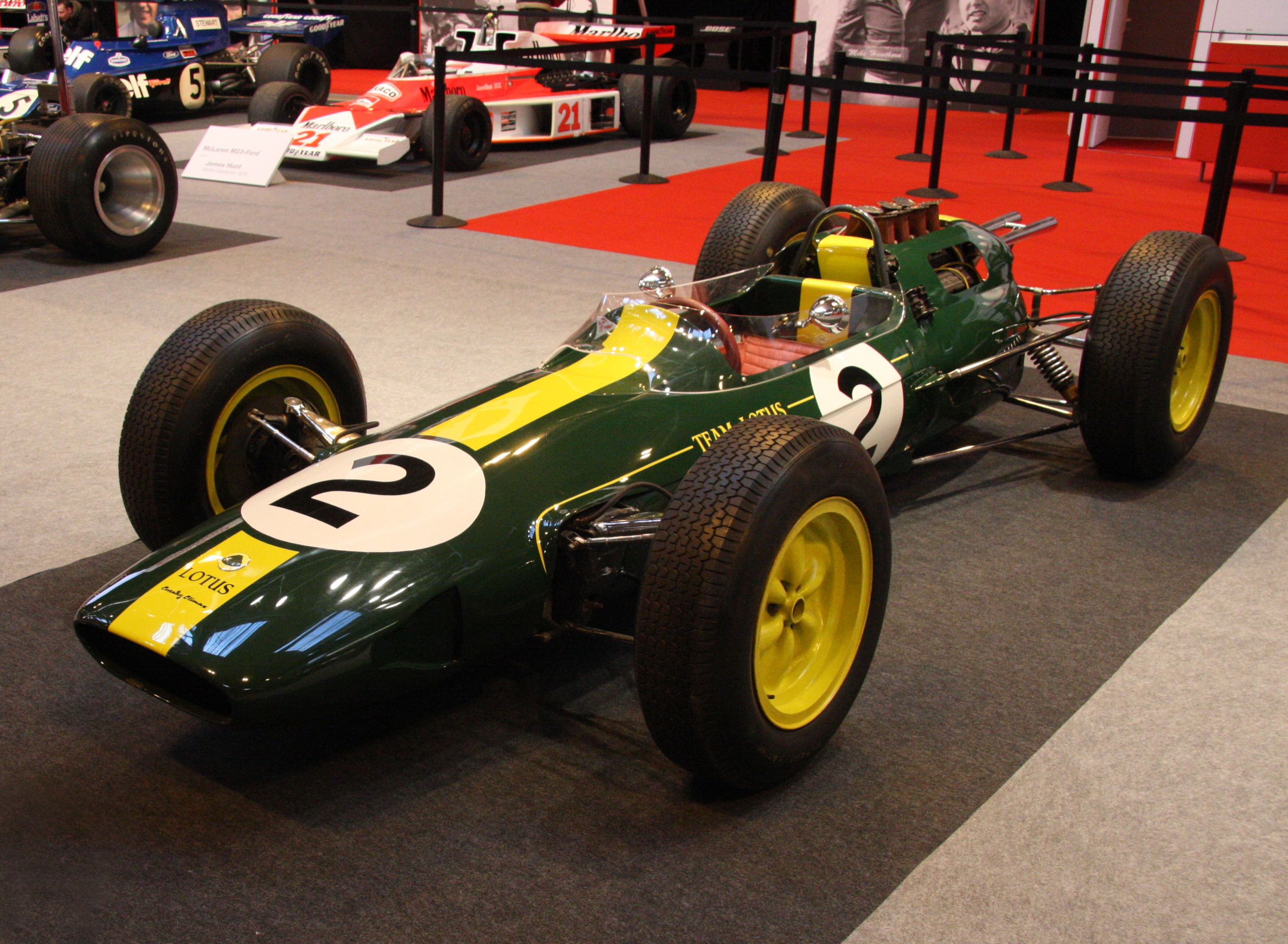
25 クライマックス
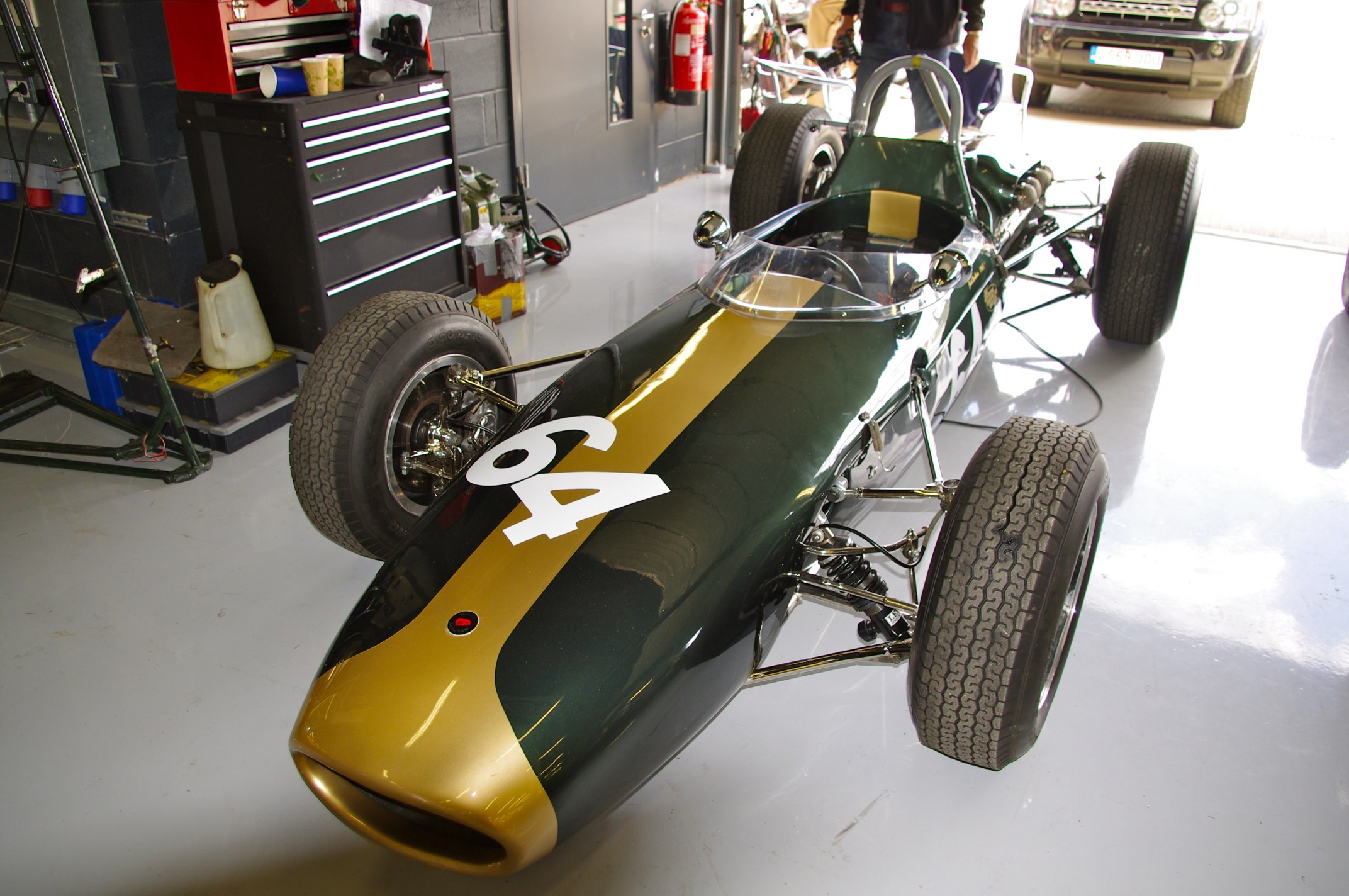
22 クライマックス
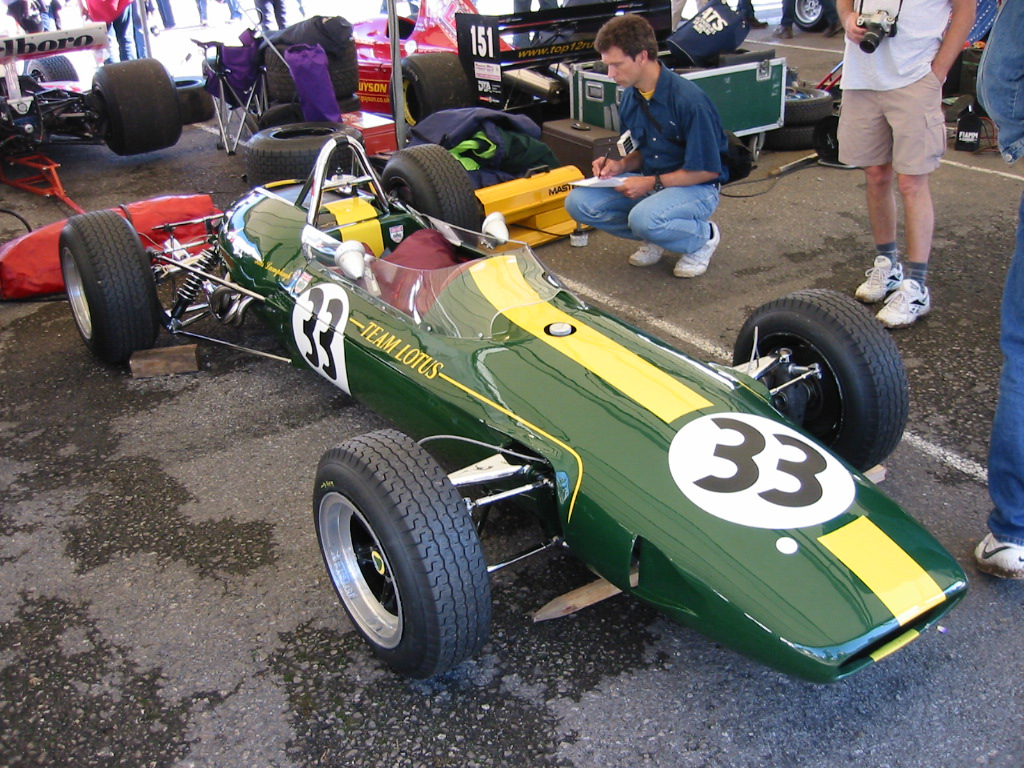
33 クライマックス
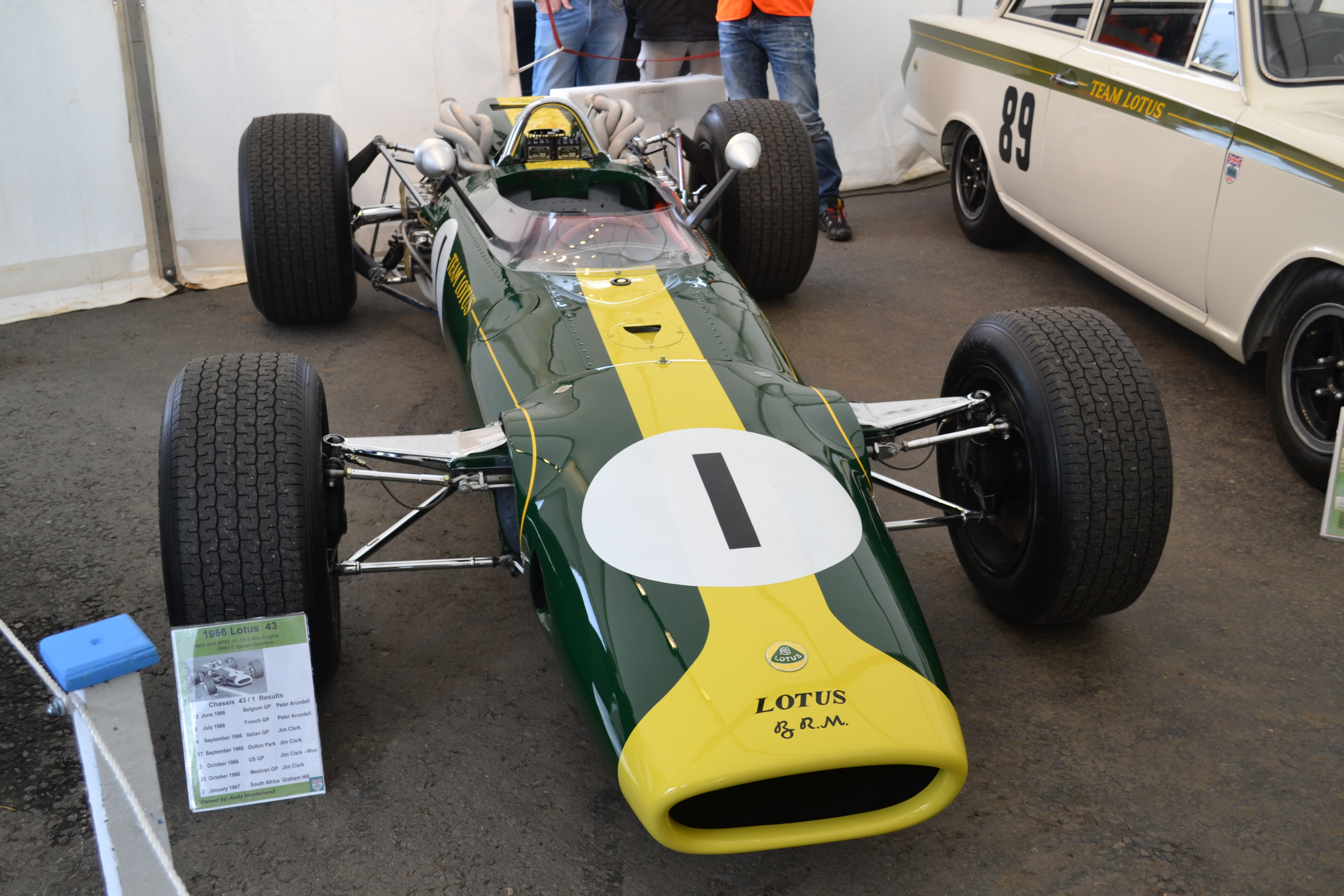
43 BRM
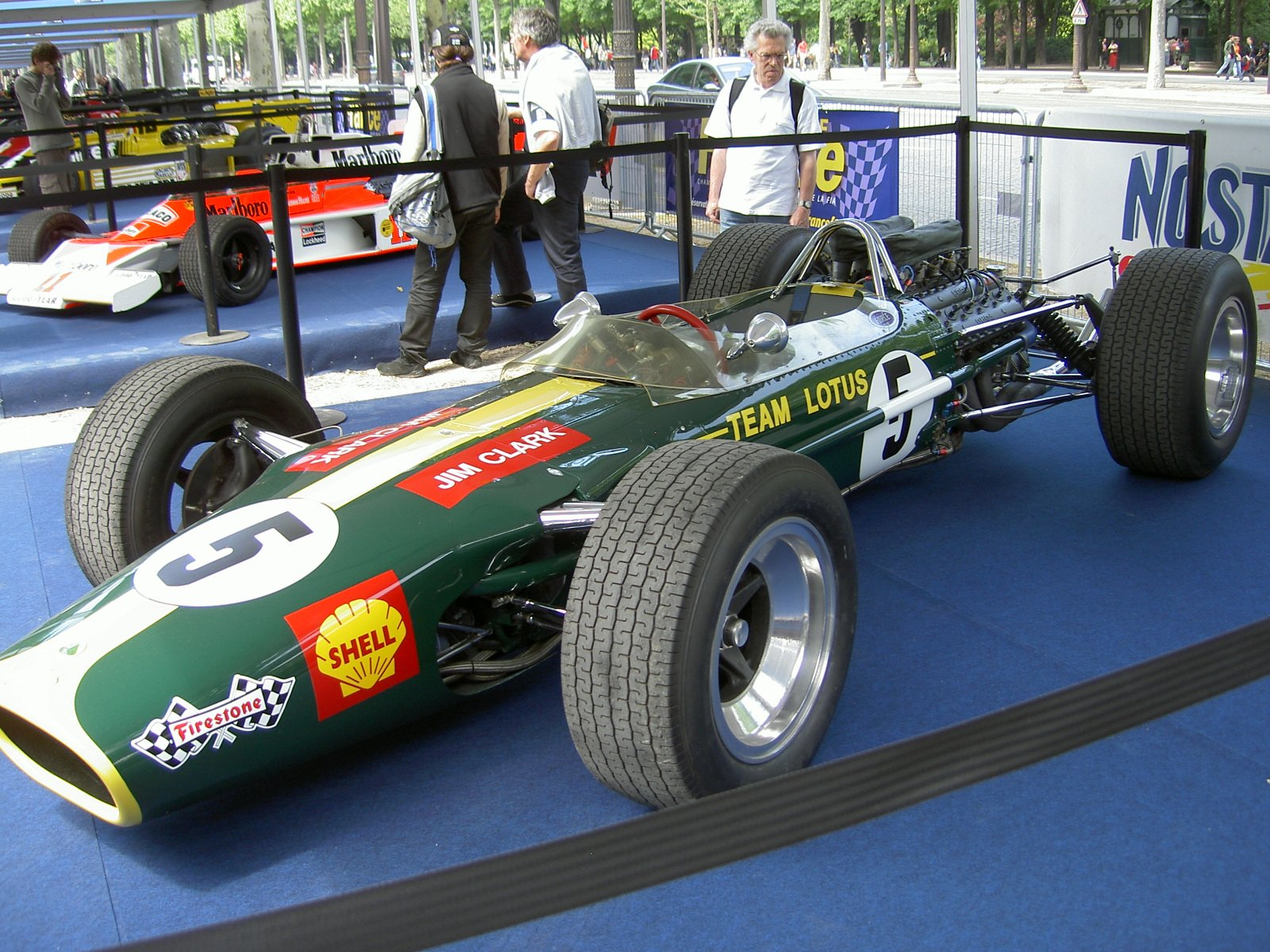
49 フォード
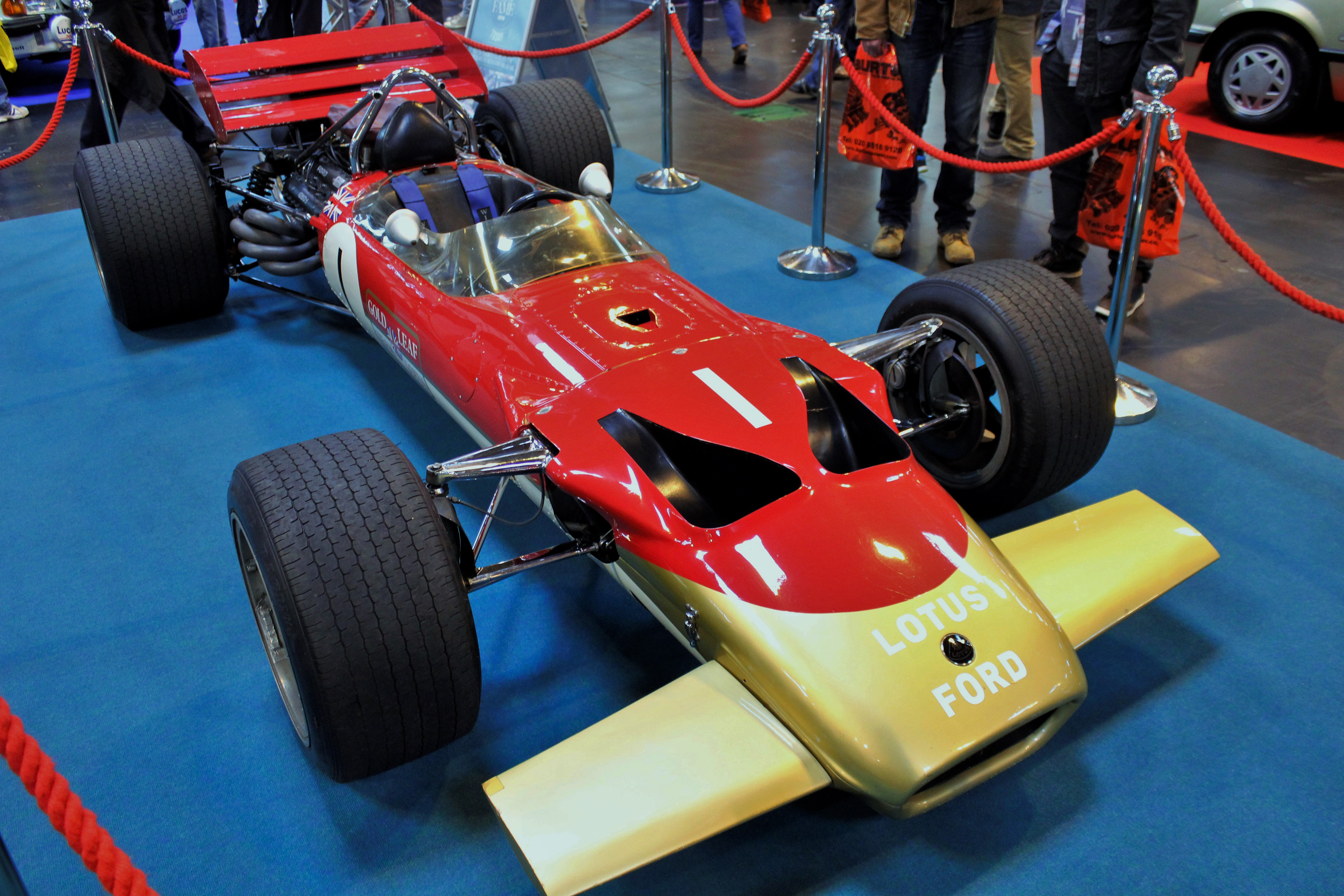
49B フォード
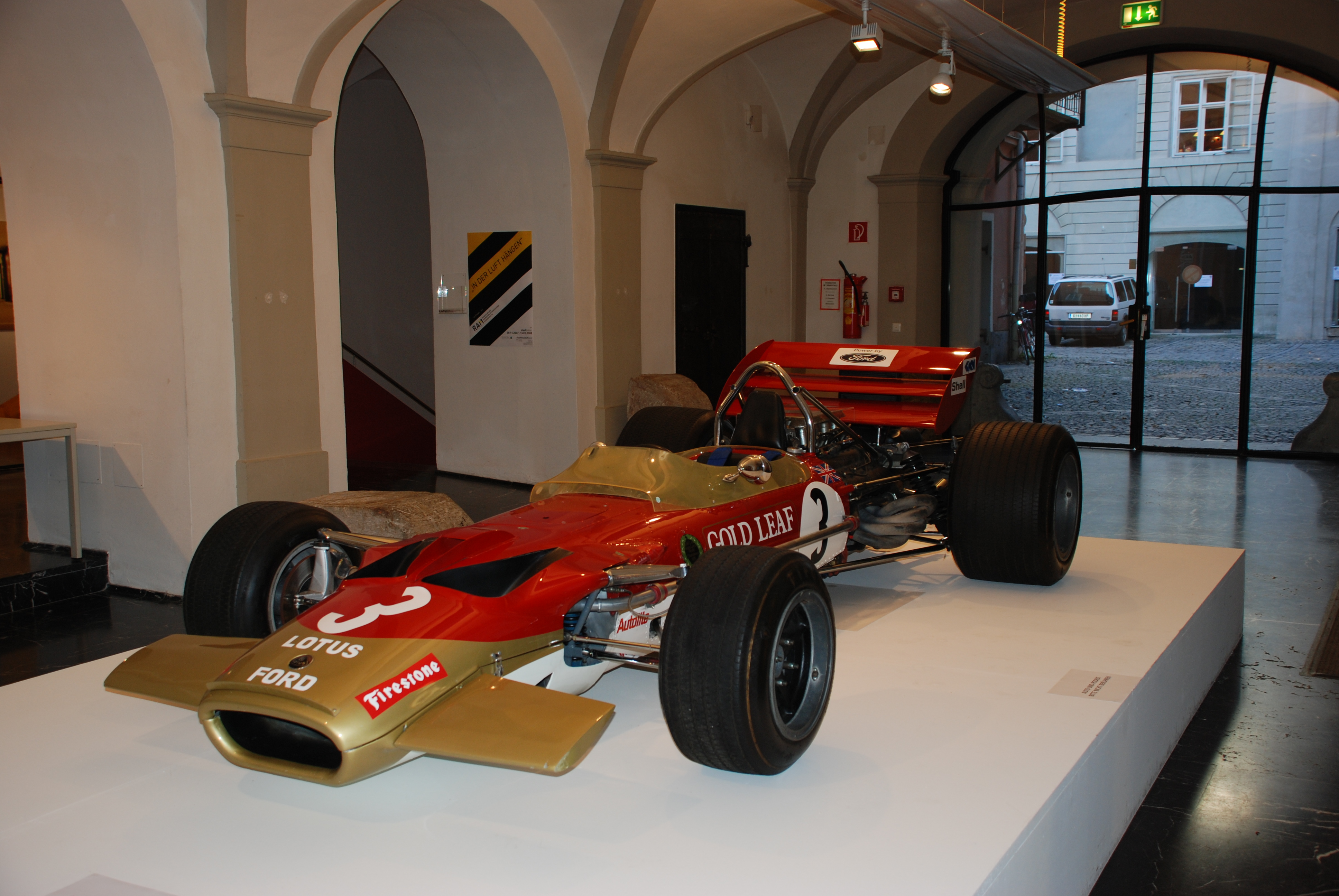
49C フォード

- 4WD型（1969年, 1971年）

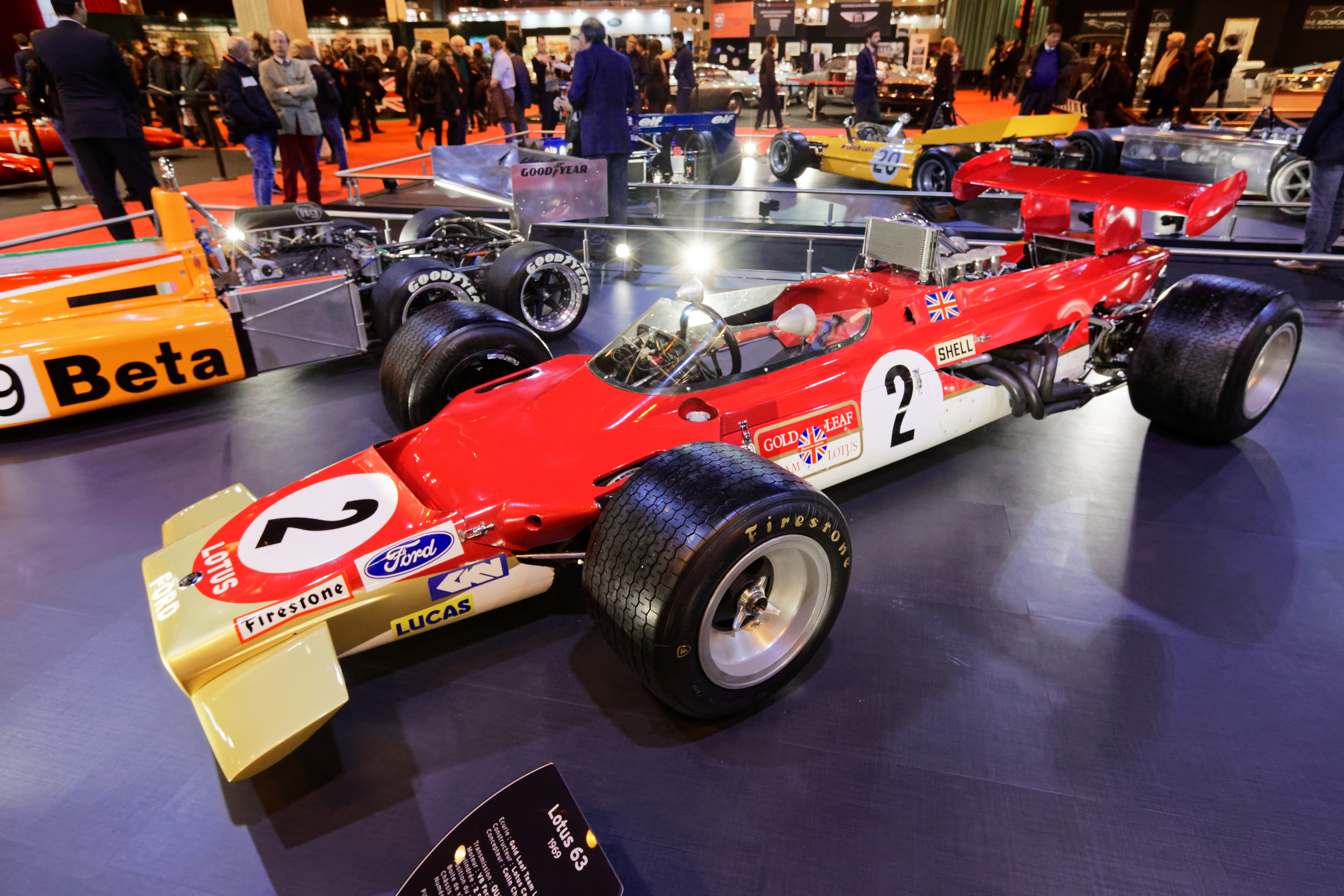
63 フォード
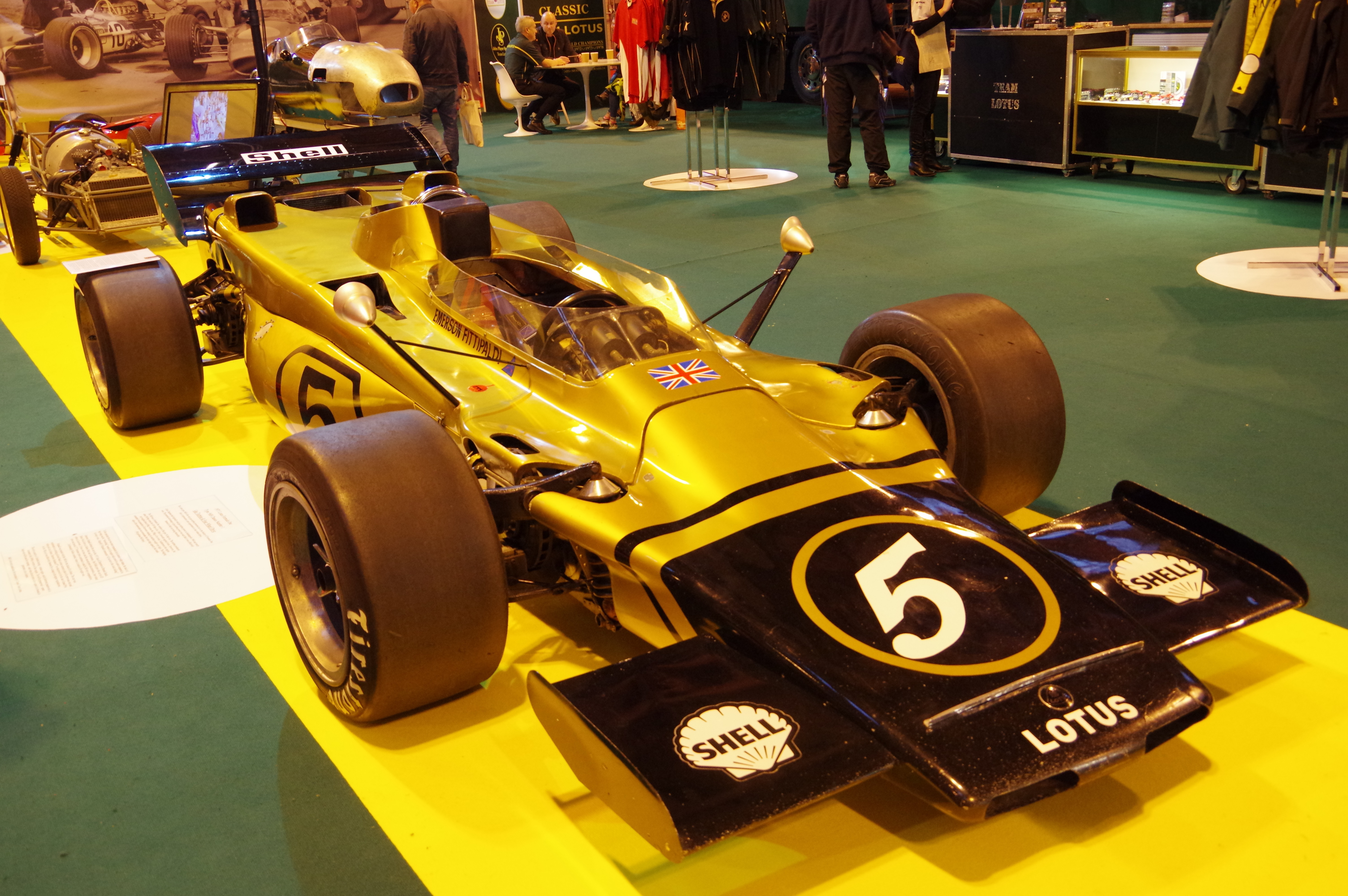
56B P&W

- ウイングノーズ（フラットノーズ）型（1970年 - 1976年, 1983年 - 1994年）

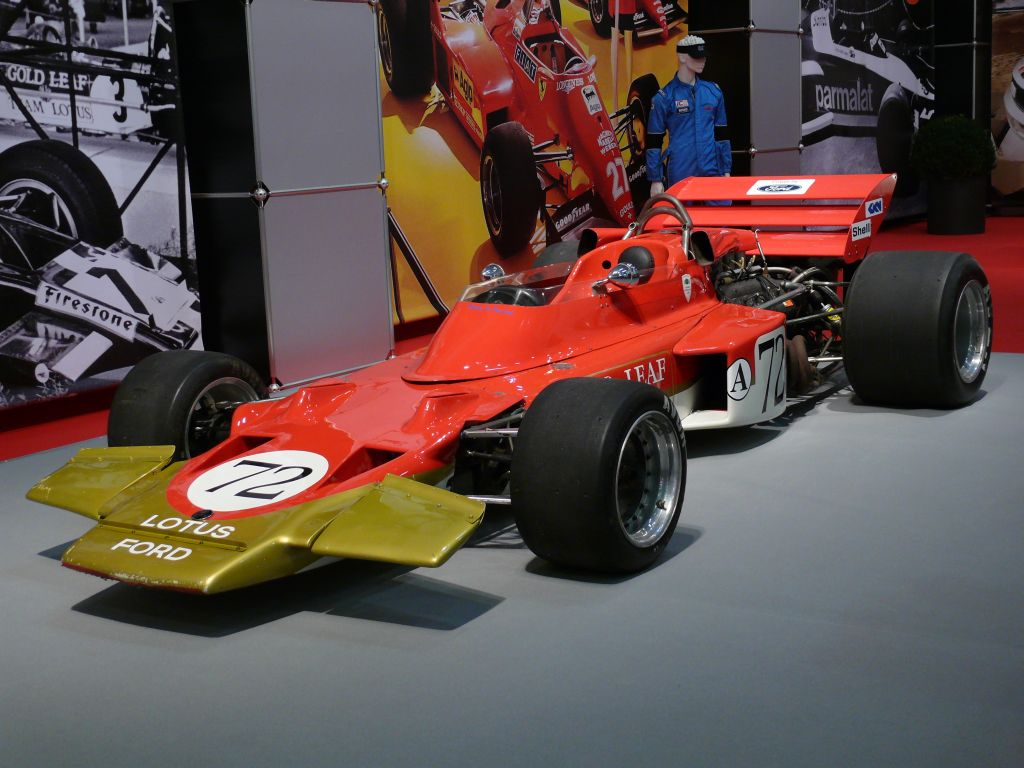
72 フォード
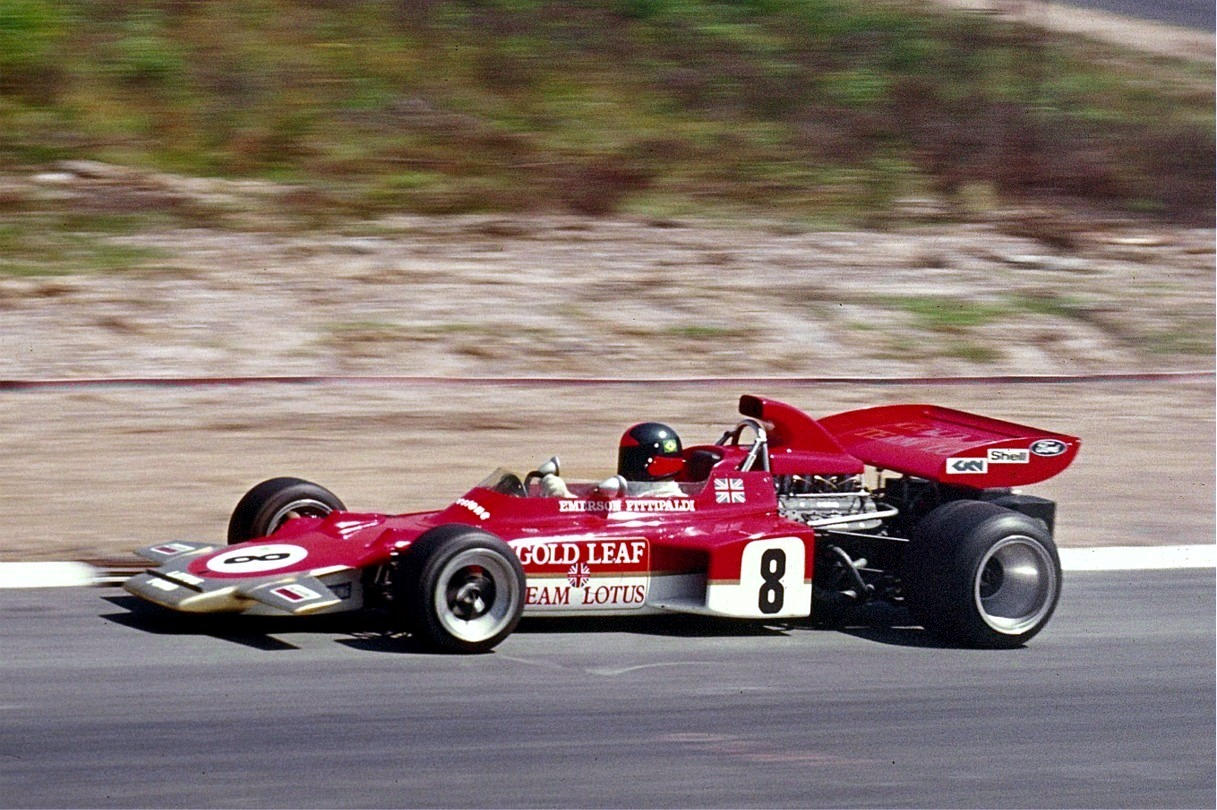
72D フォード
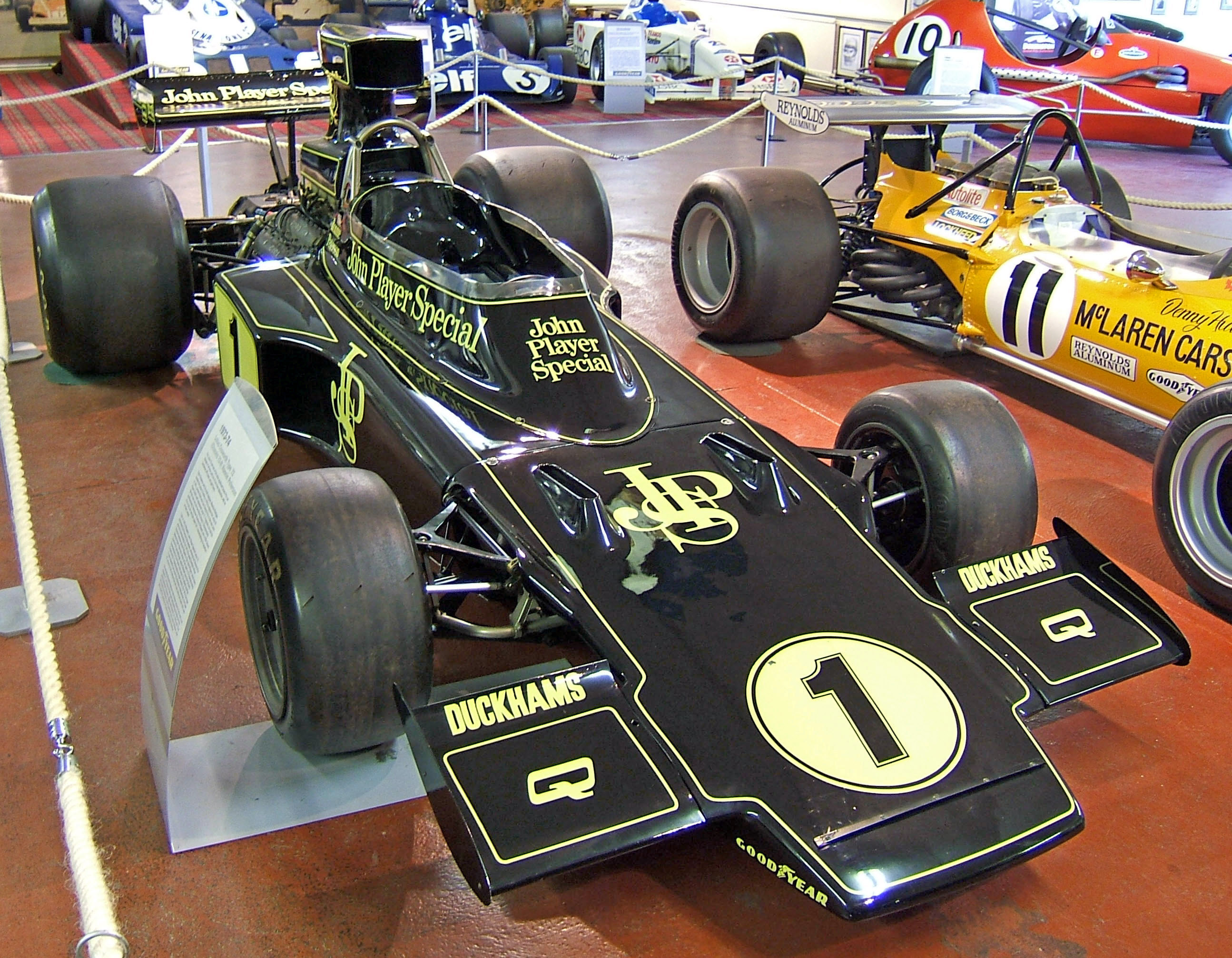
72E フォード
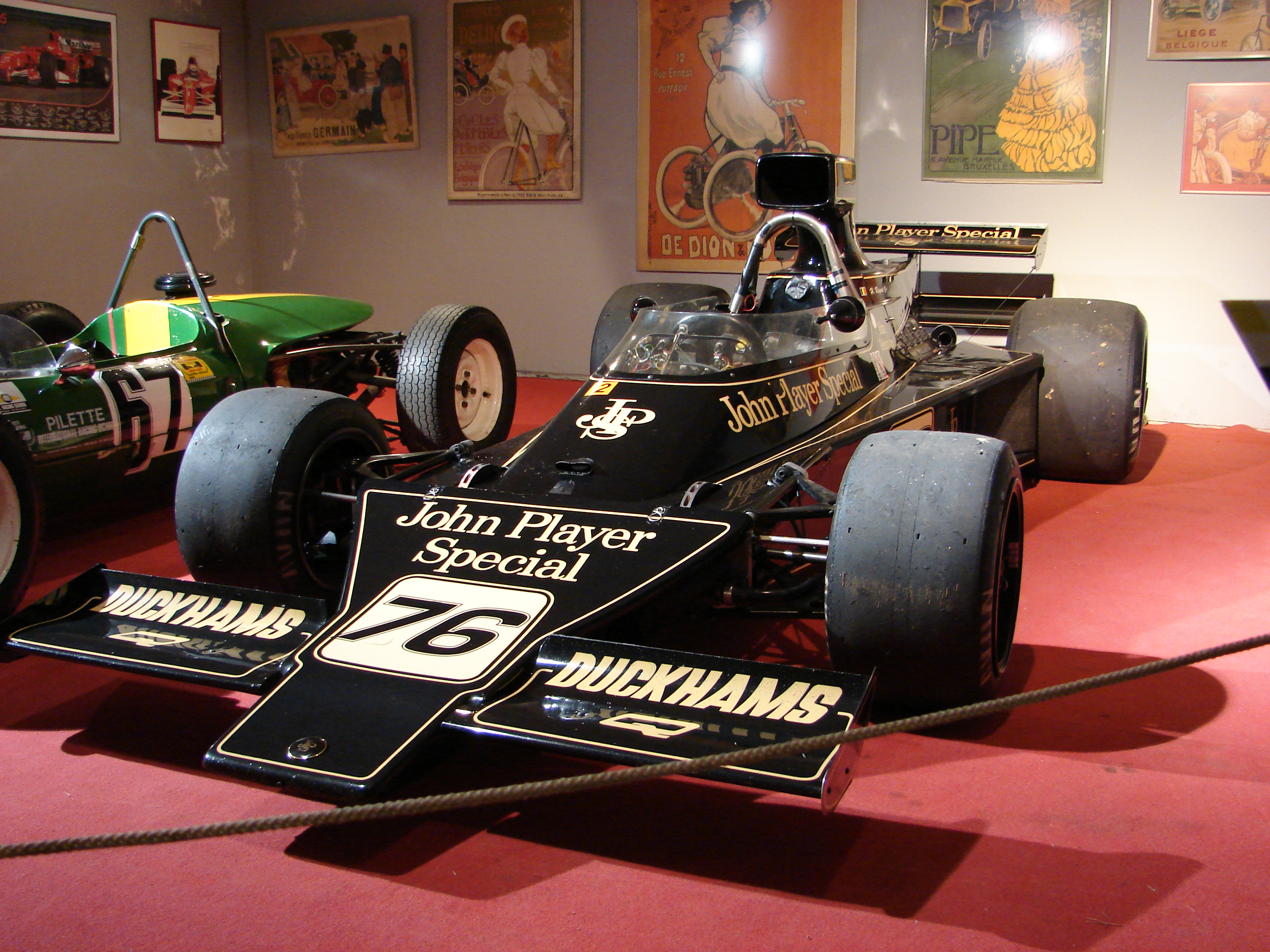
76 フォード
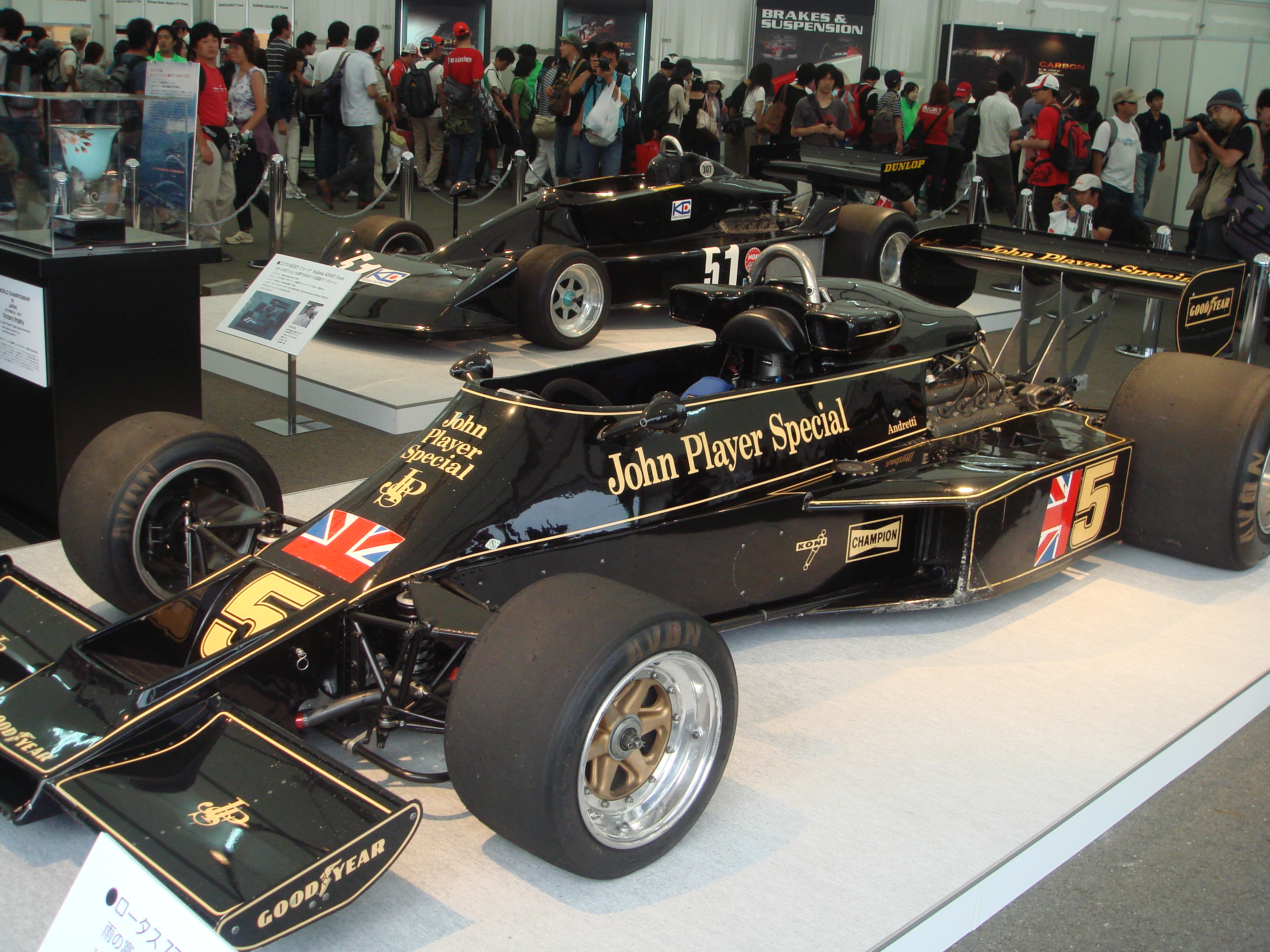
77 フォード
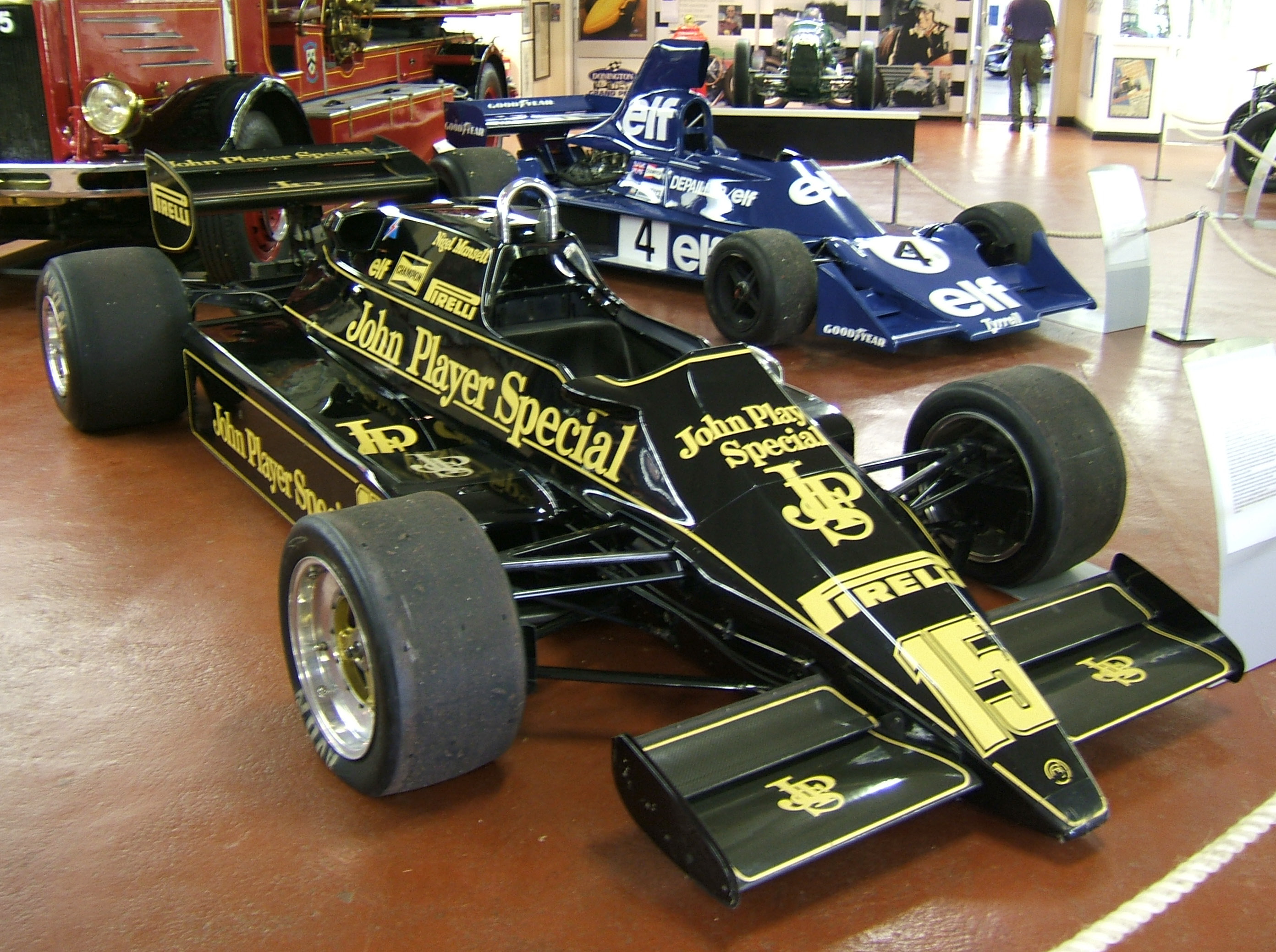
92 フォード
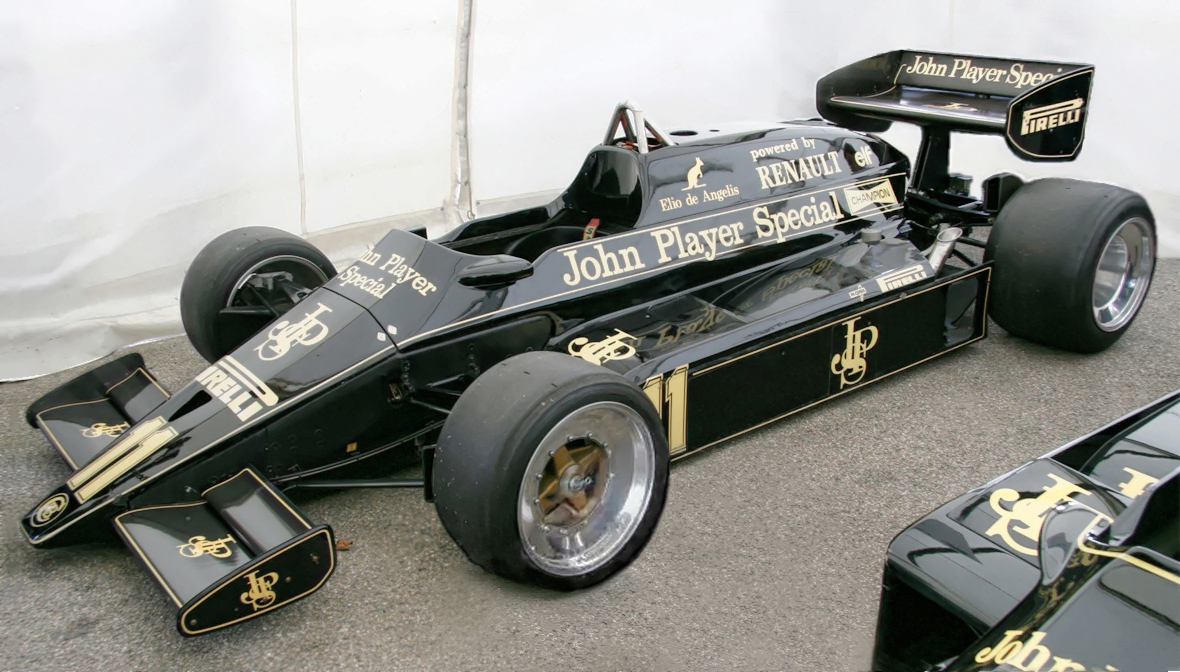
93T ルノー
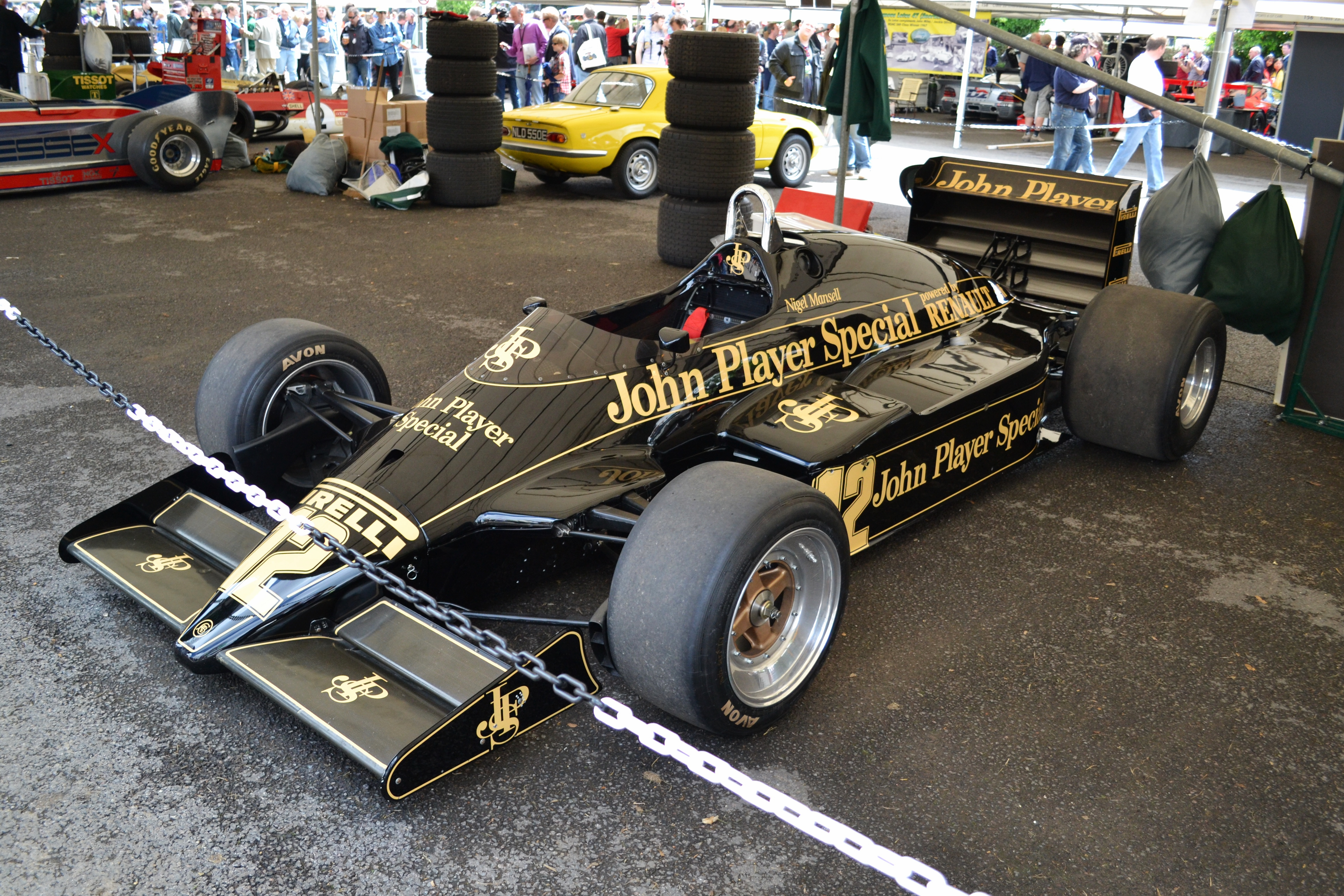
94T ルノー
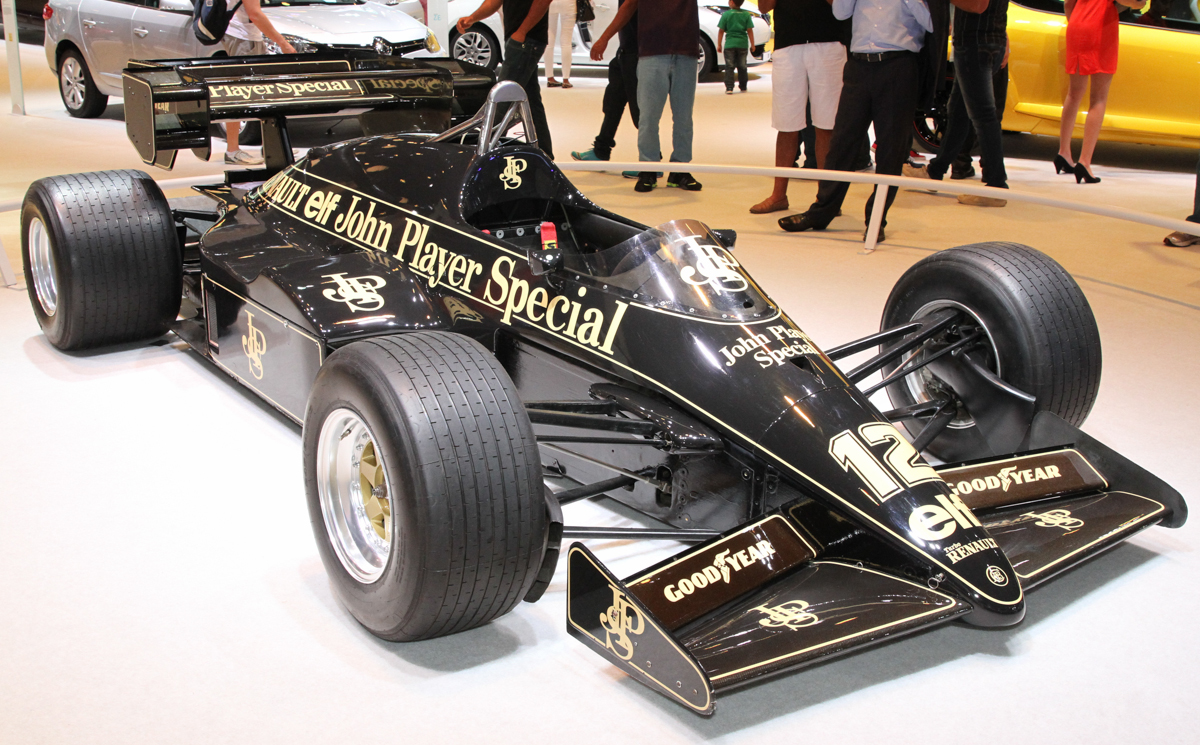
95T ルノー
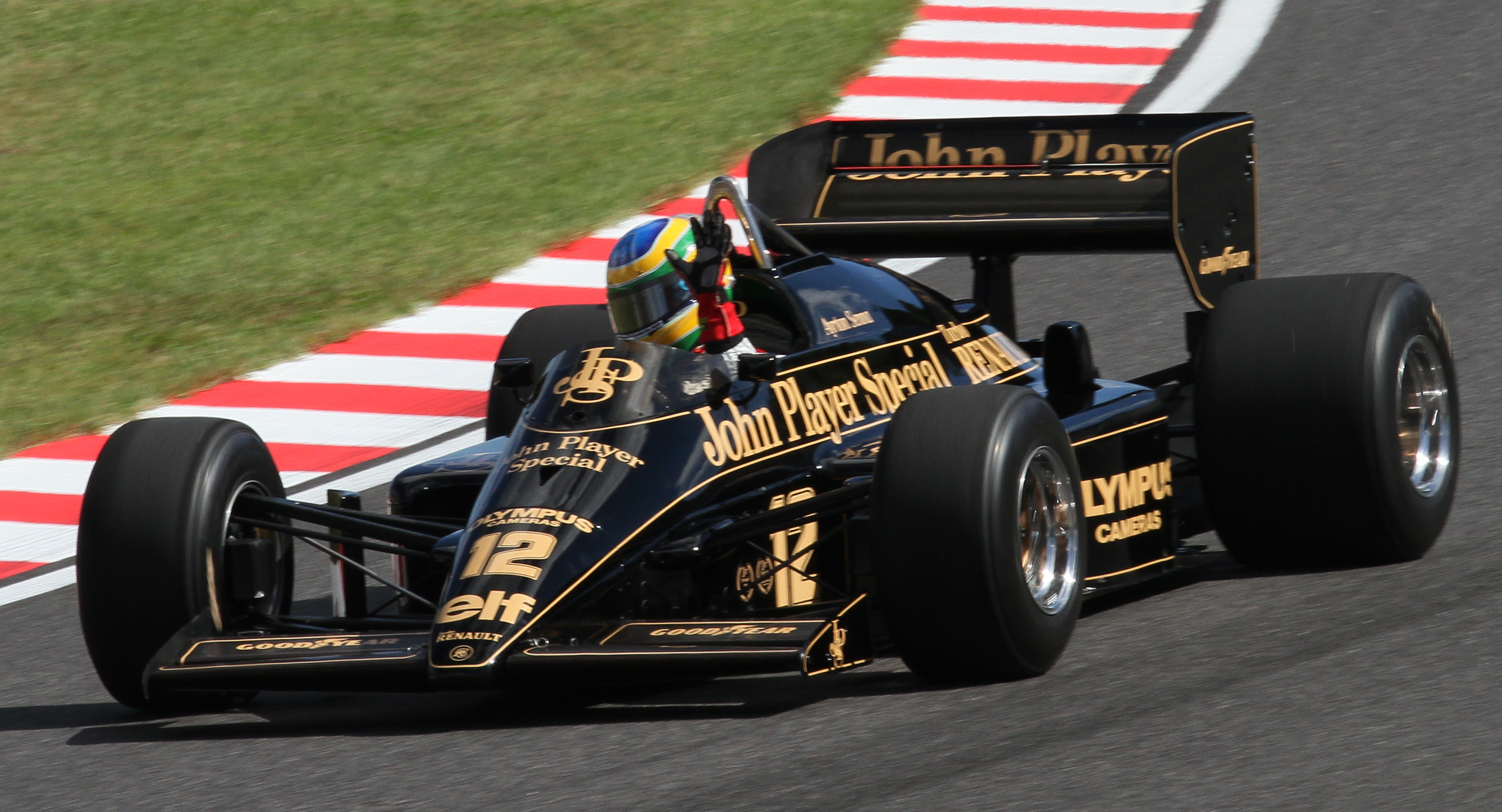
97T ルノー
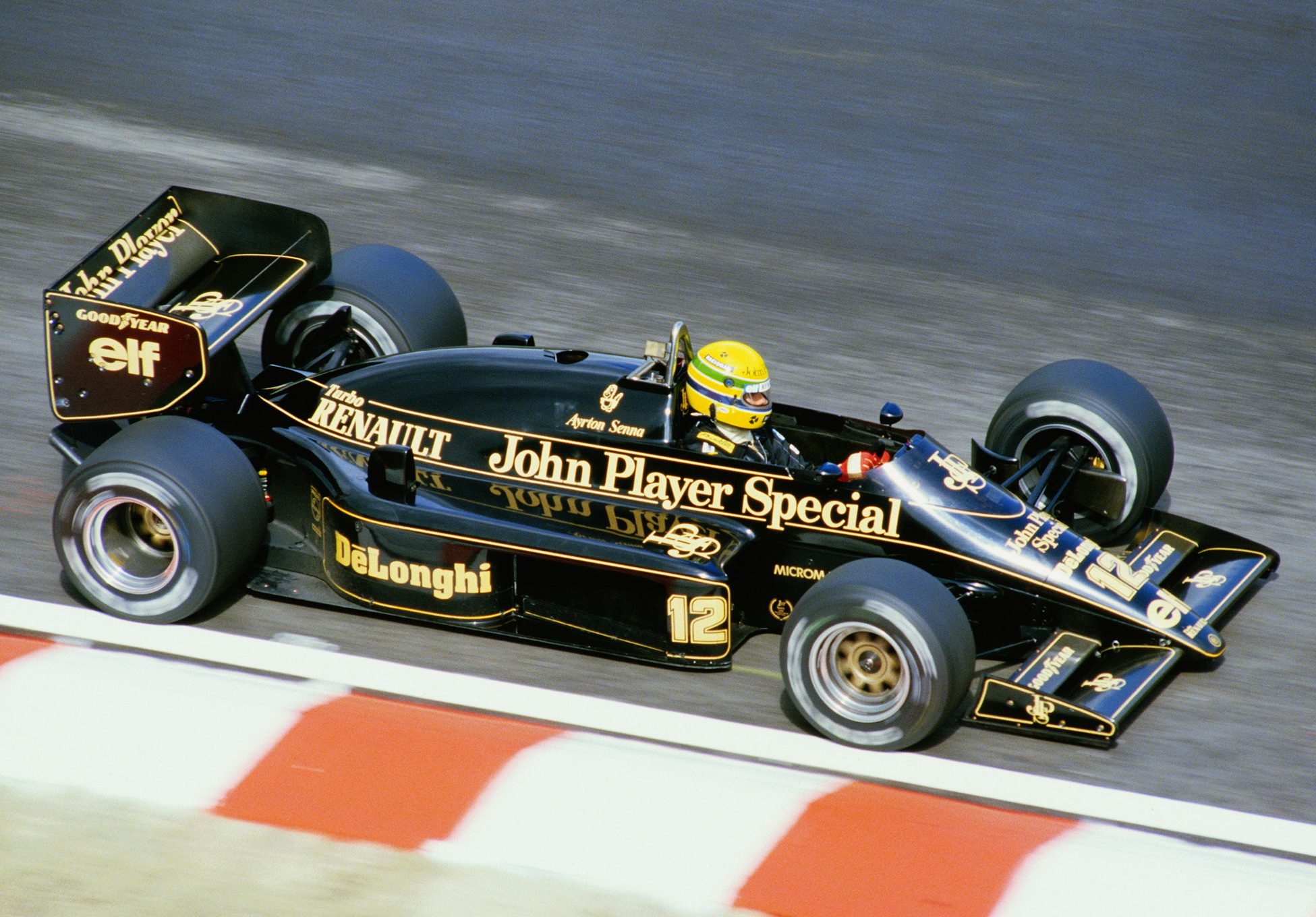
98T ルノー
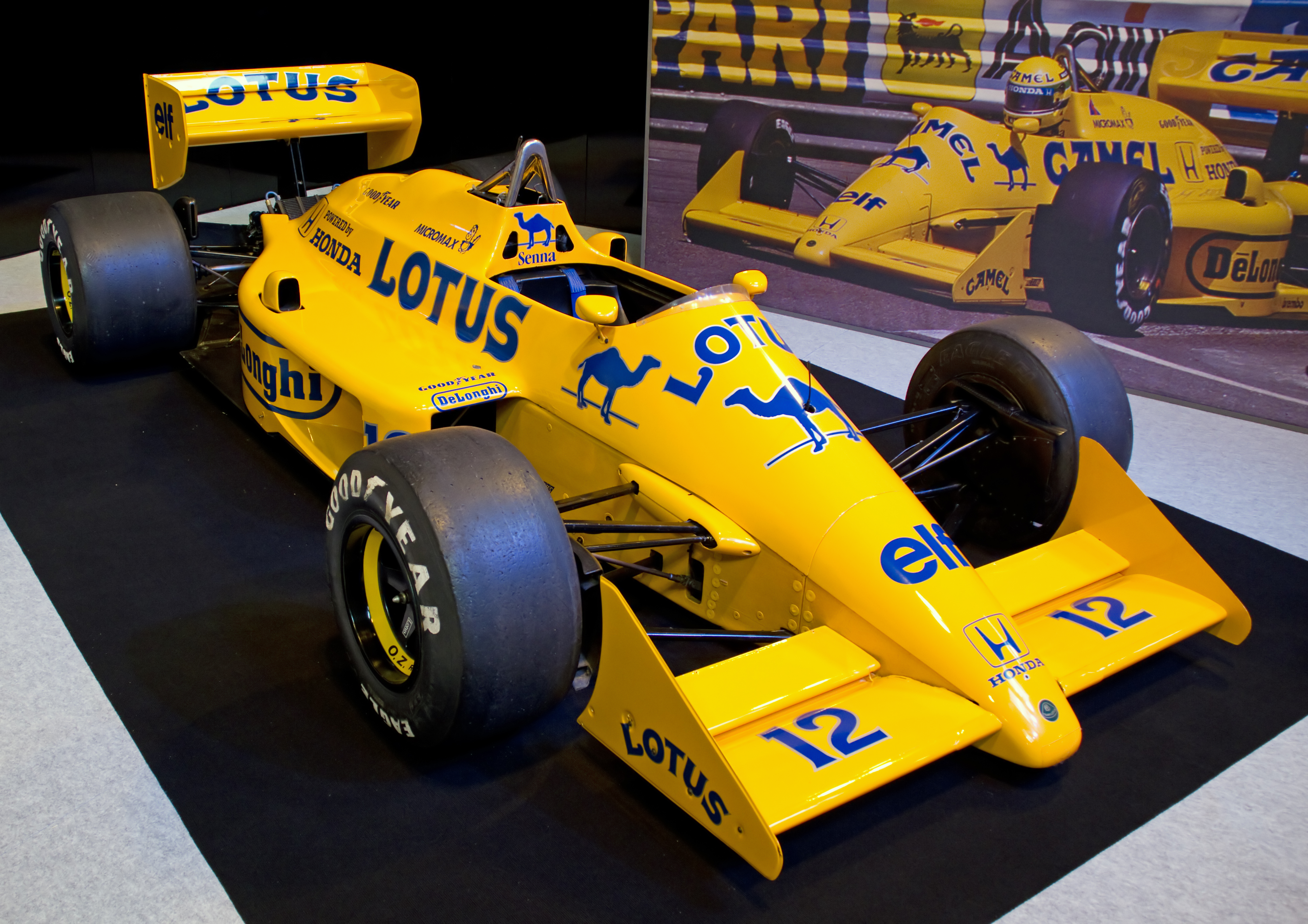
99T ホンダ
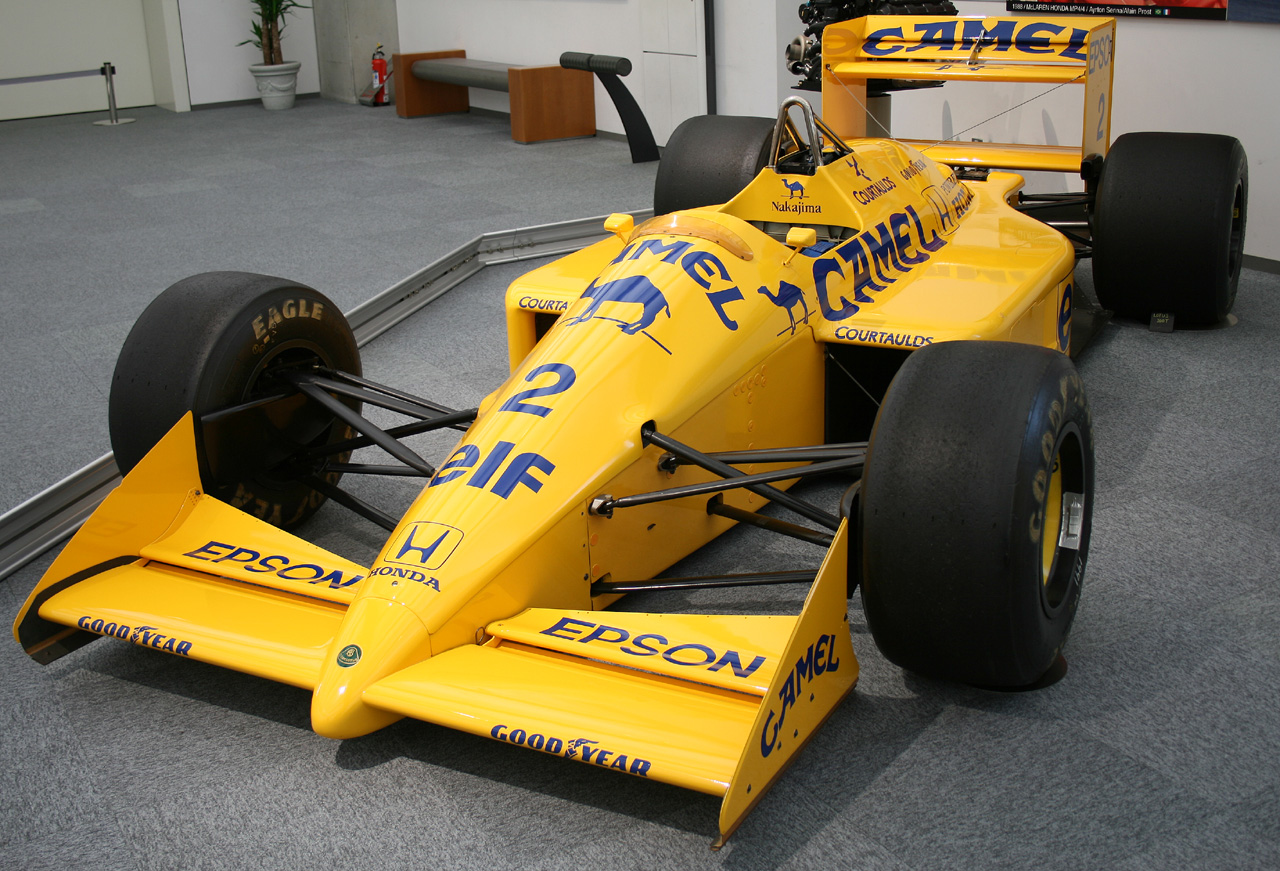
100T ホンダ
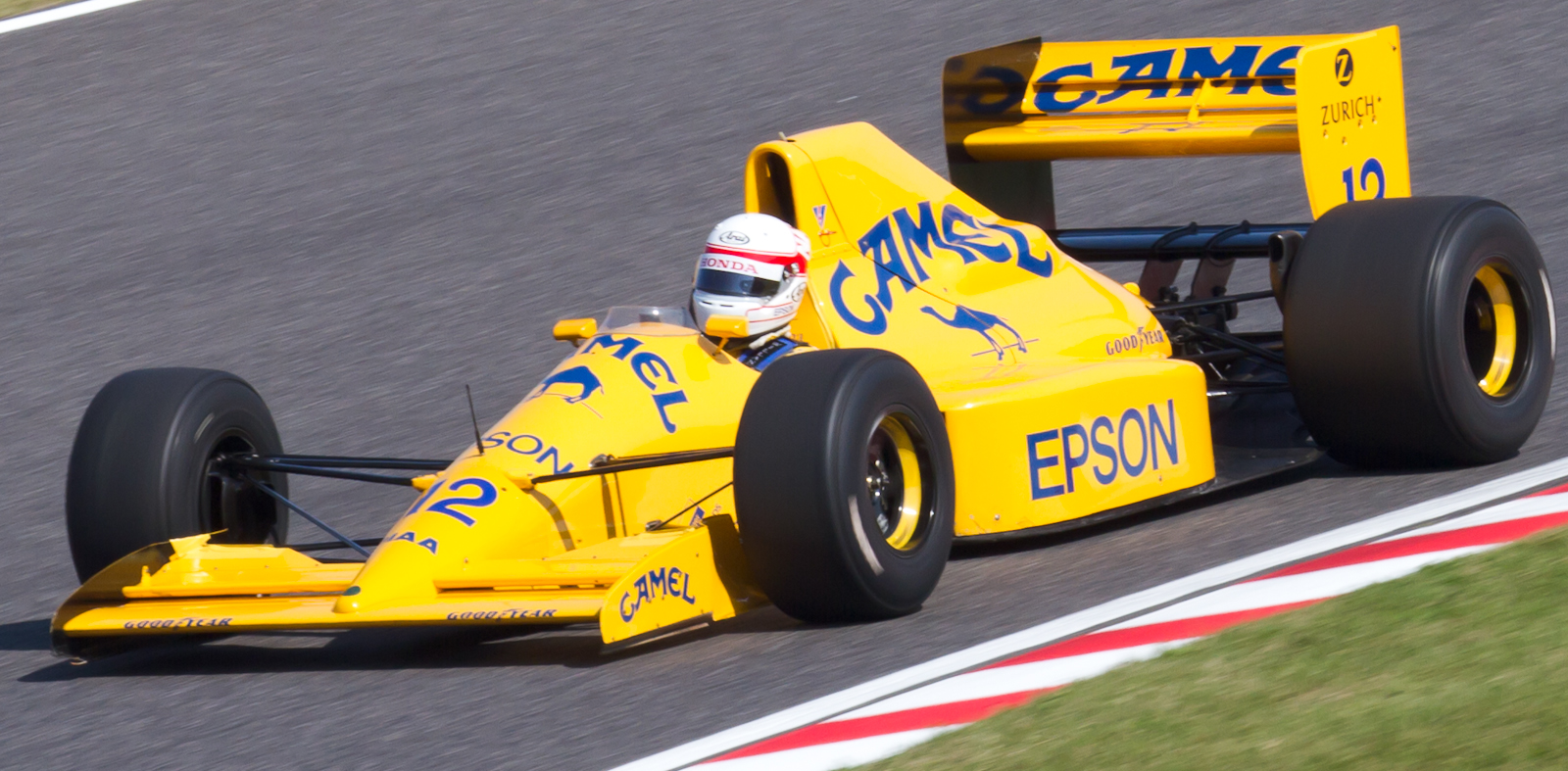
101 ジャッド
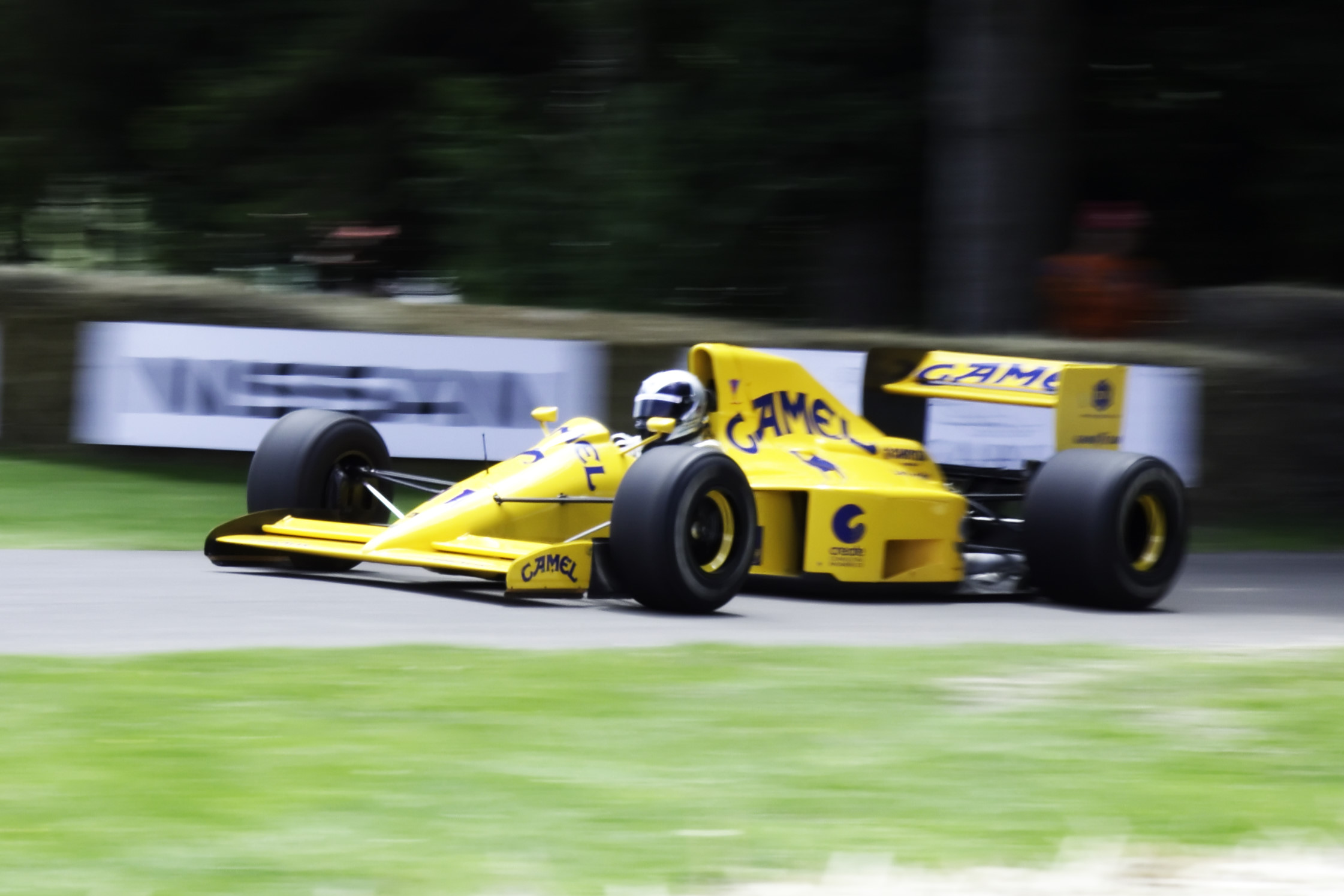
102 ランボルギーニ
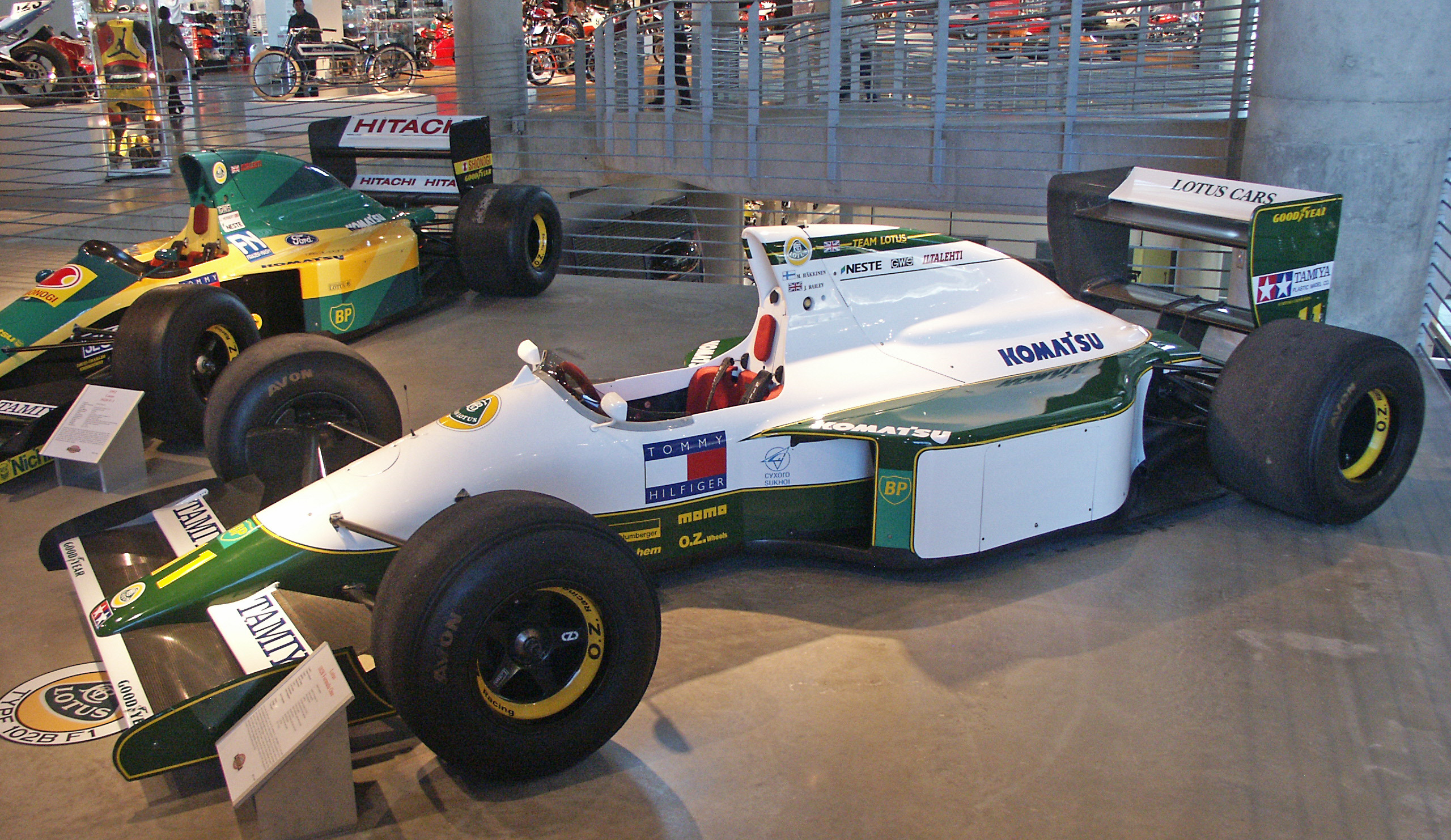
102B ジャッド
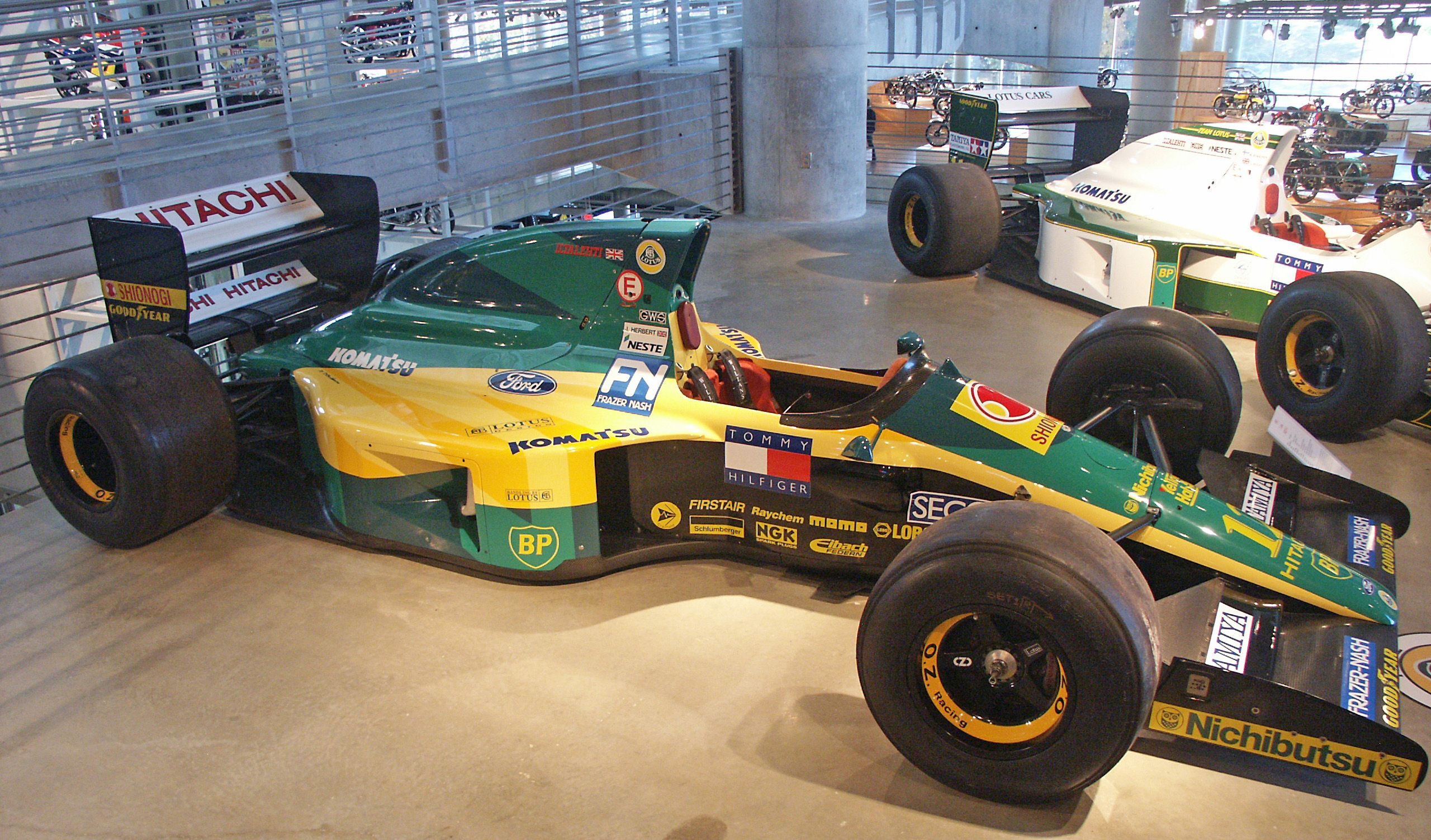
102D フォード
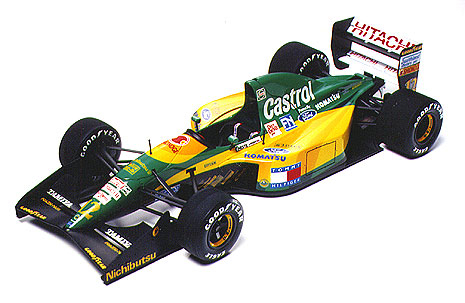
107 フォード
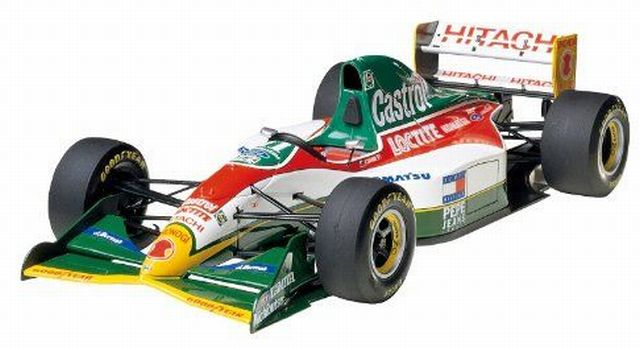
107B フォード
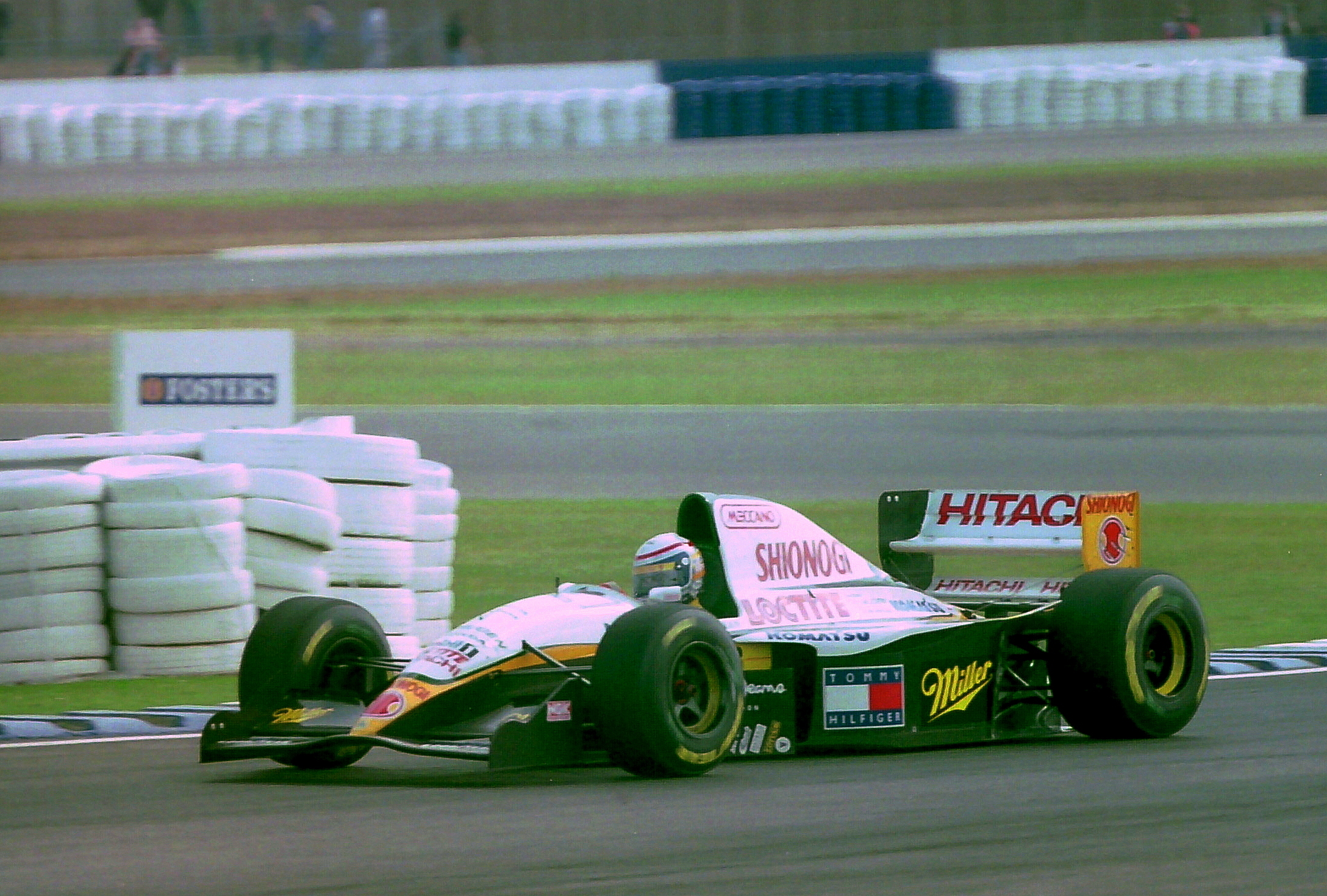
109 無限ホンダ

- グラウンド・エフェクト型（1977年 - 1982年）

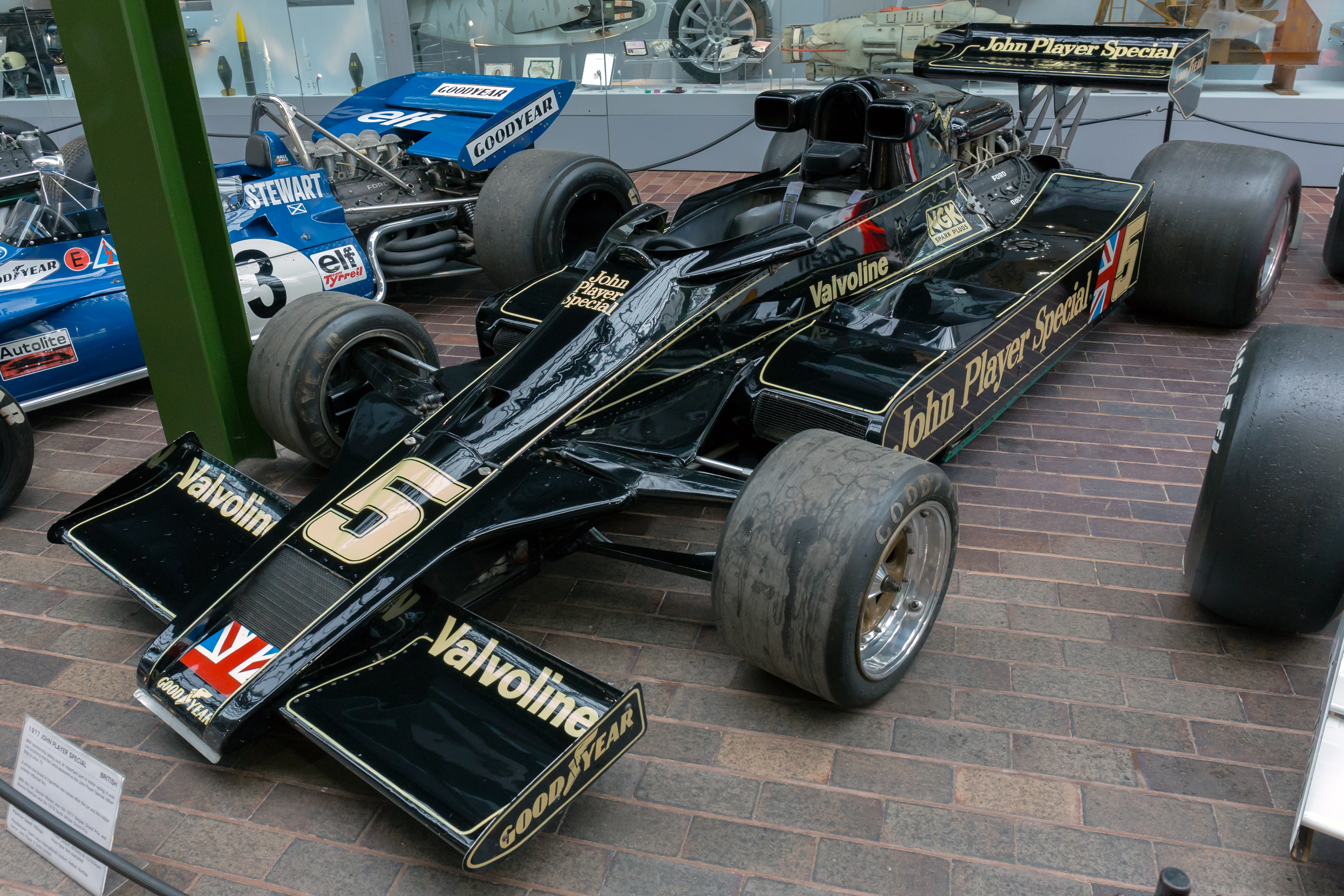
78 フォード
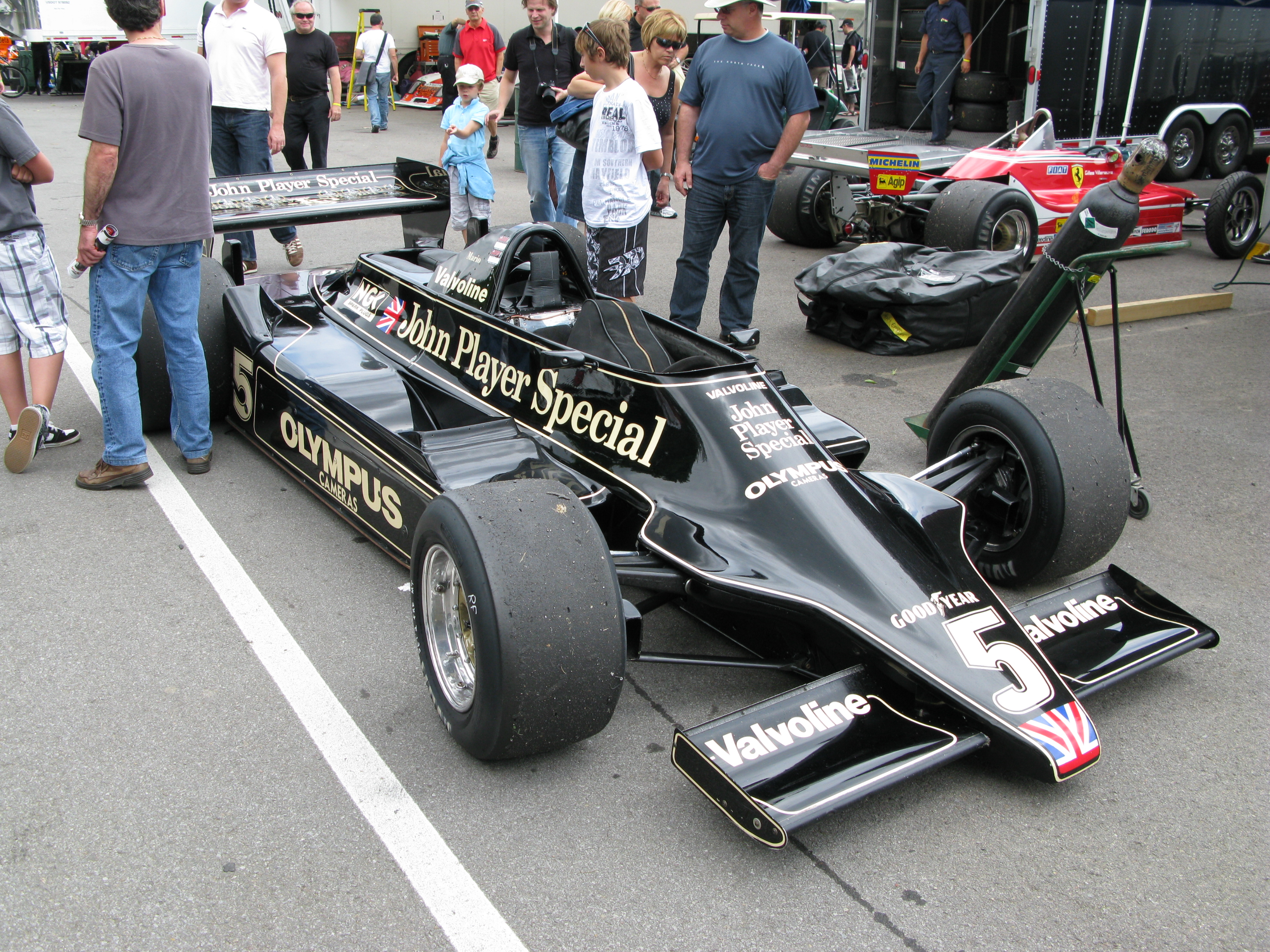
79 フォード
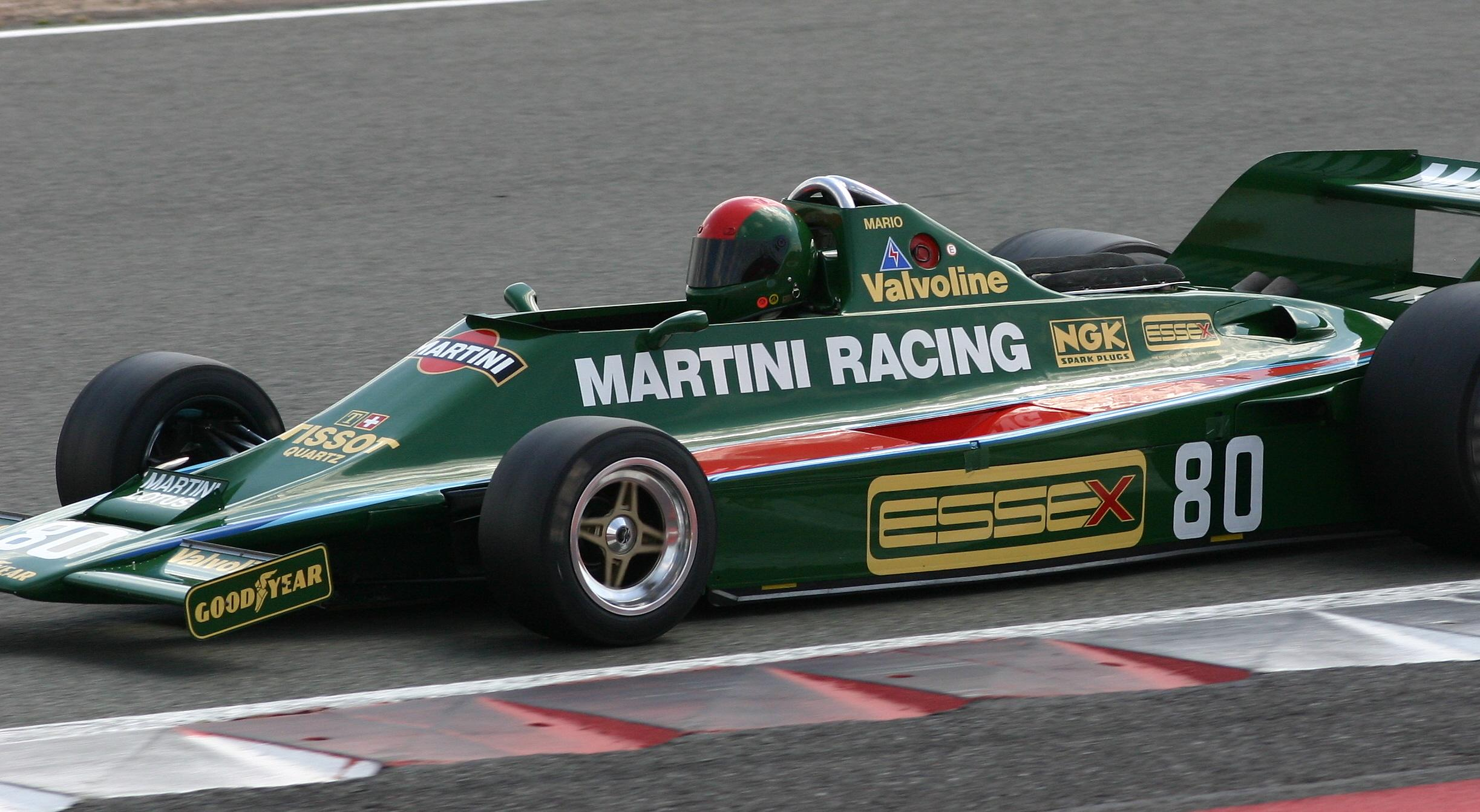
80 フォード
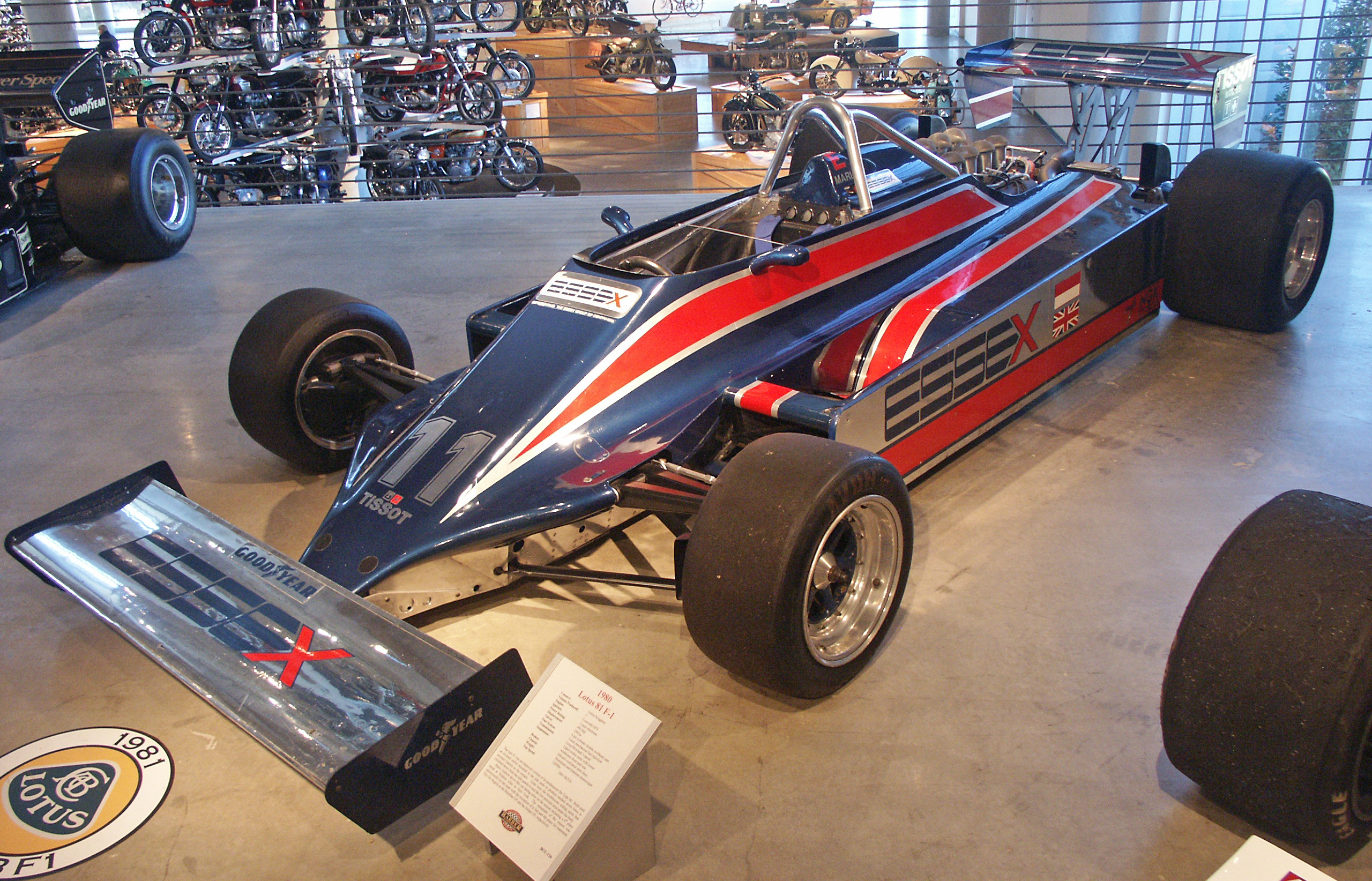
81 フォード
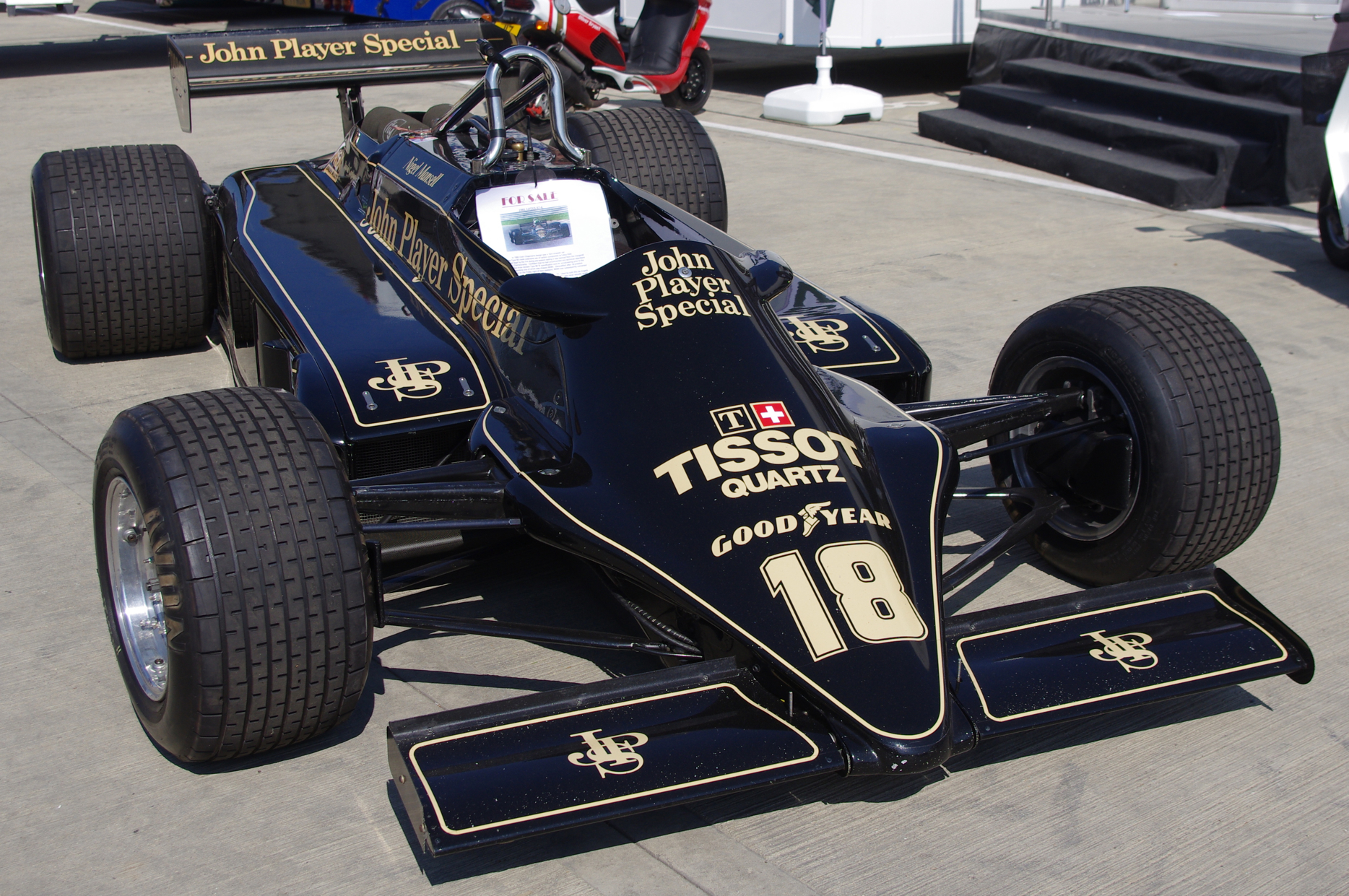
87 フォード
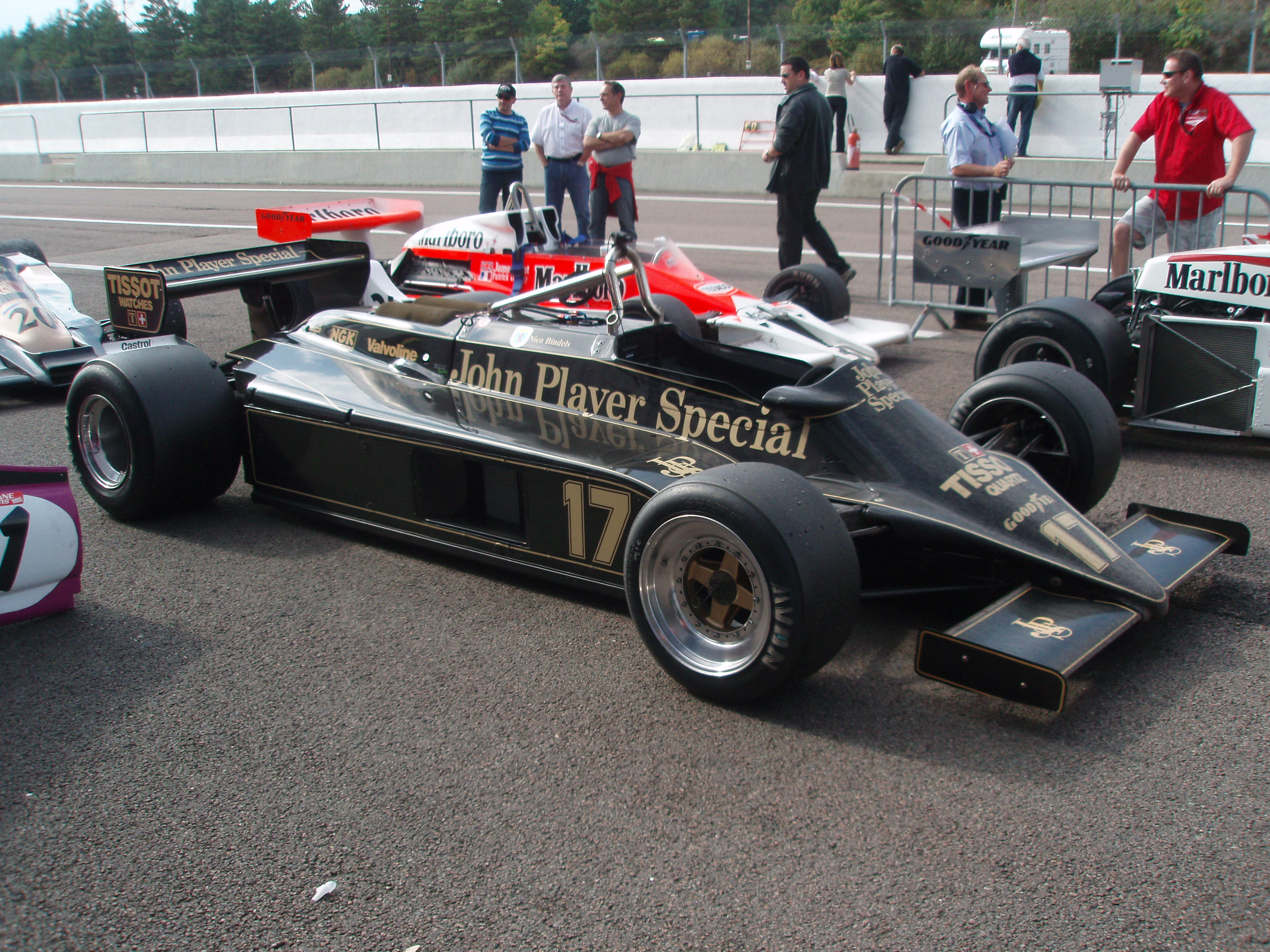
87B フォード
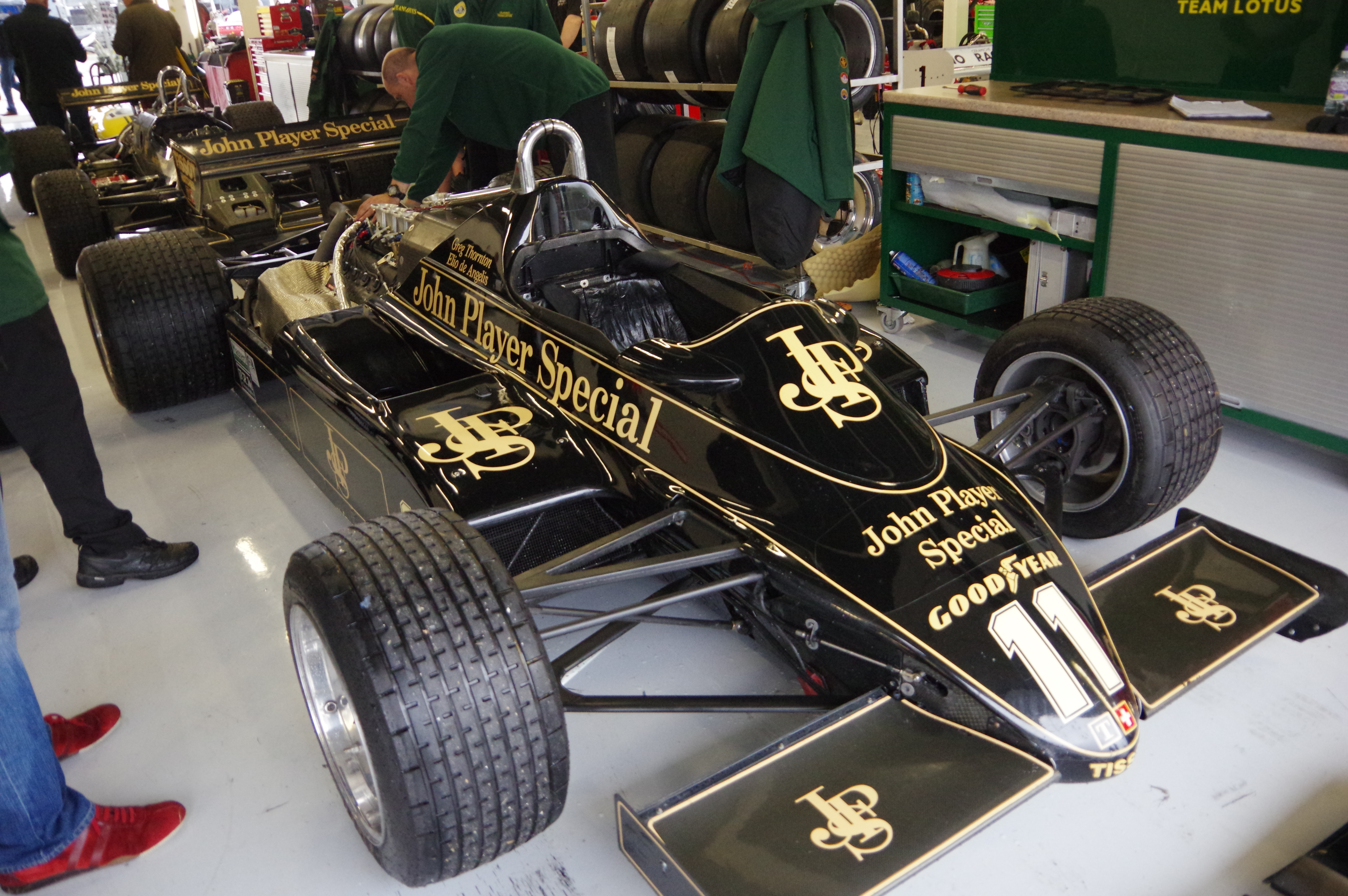
91 フォード

- ロータス・レーシング（2010年 - 2011年）

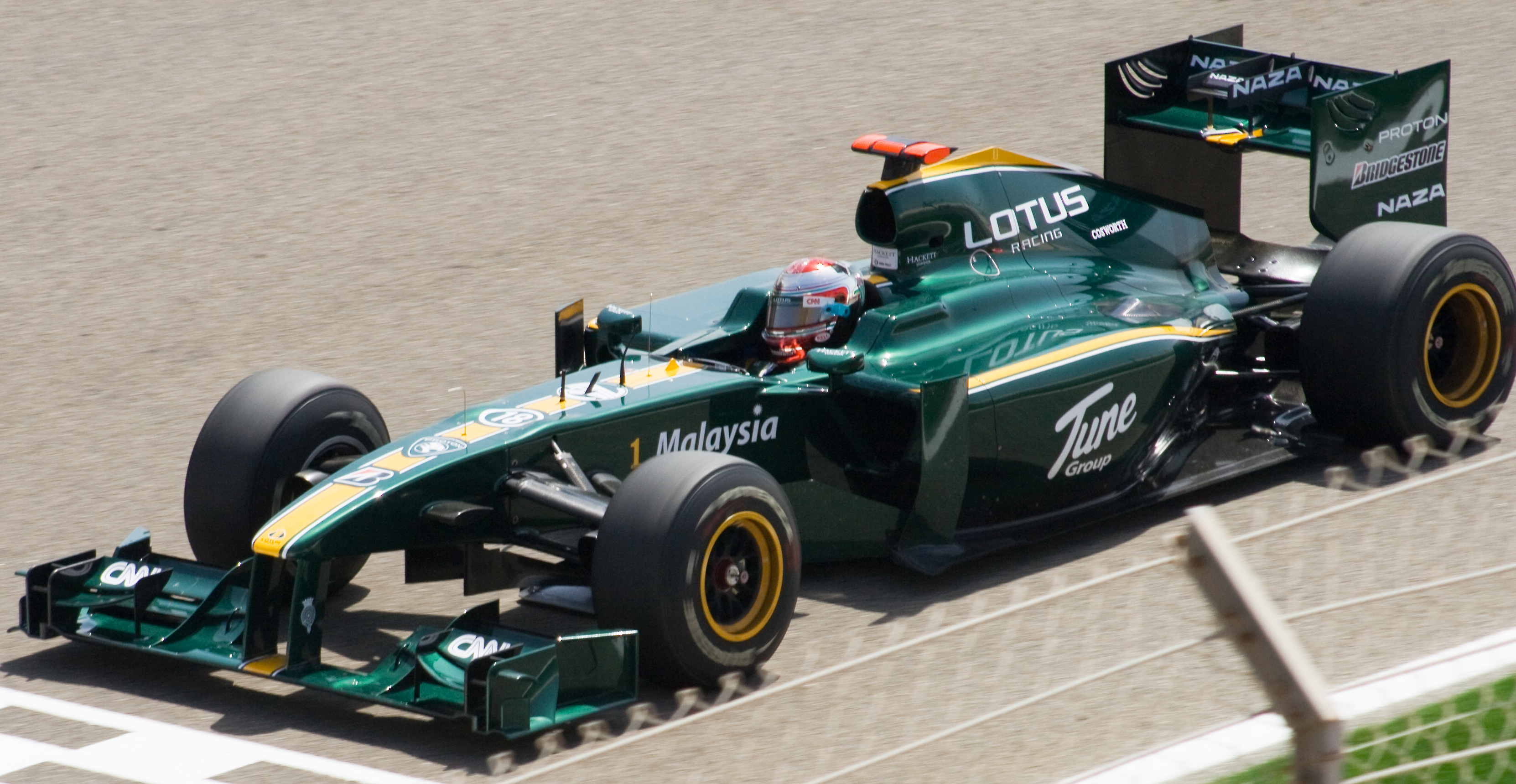
T127 コスワース
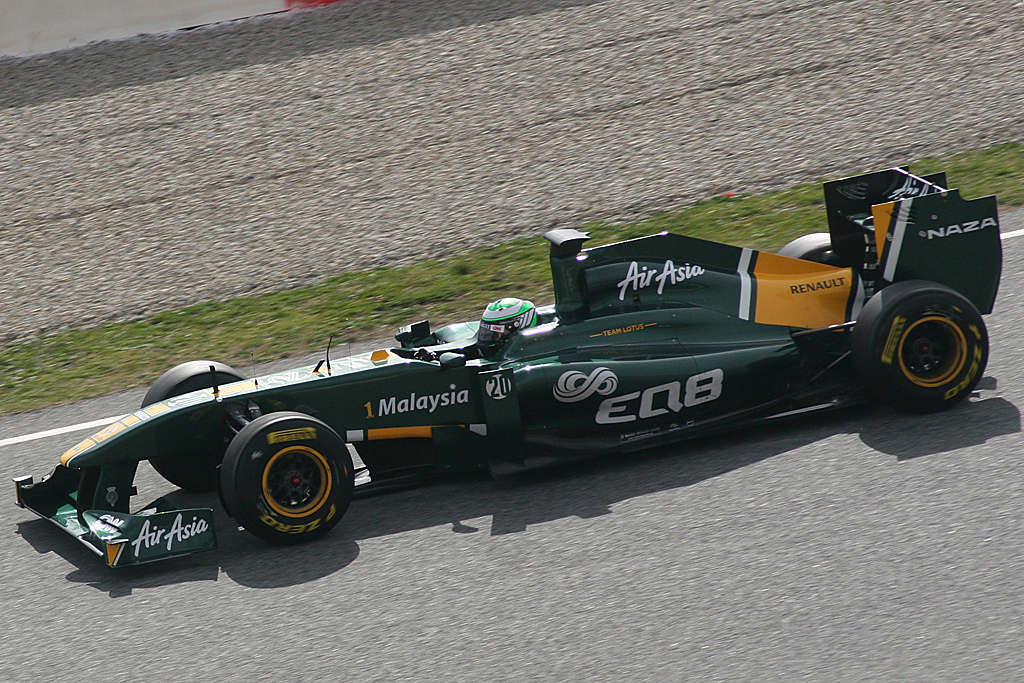
T128 ルノー

- ロータスF1チーム（ロータス・ルノーGP）（2011年 - 2015年）

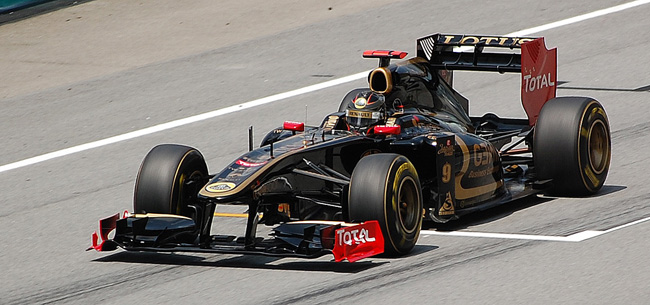
R31 ルノー
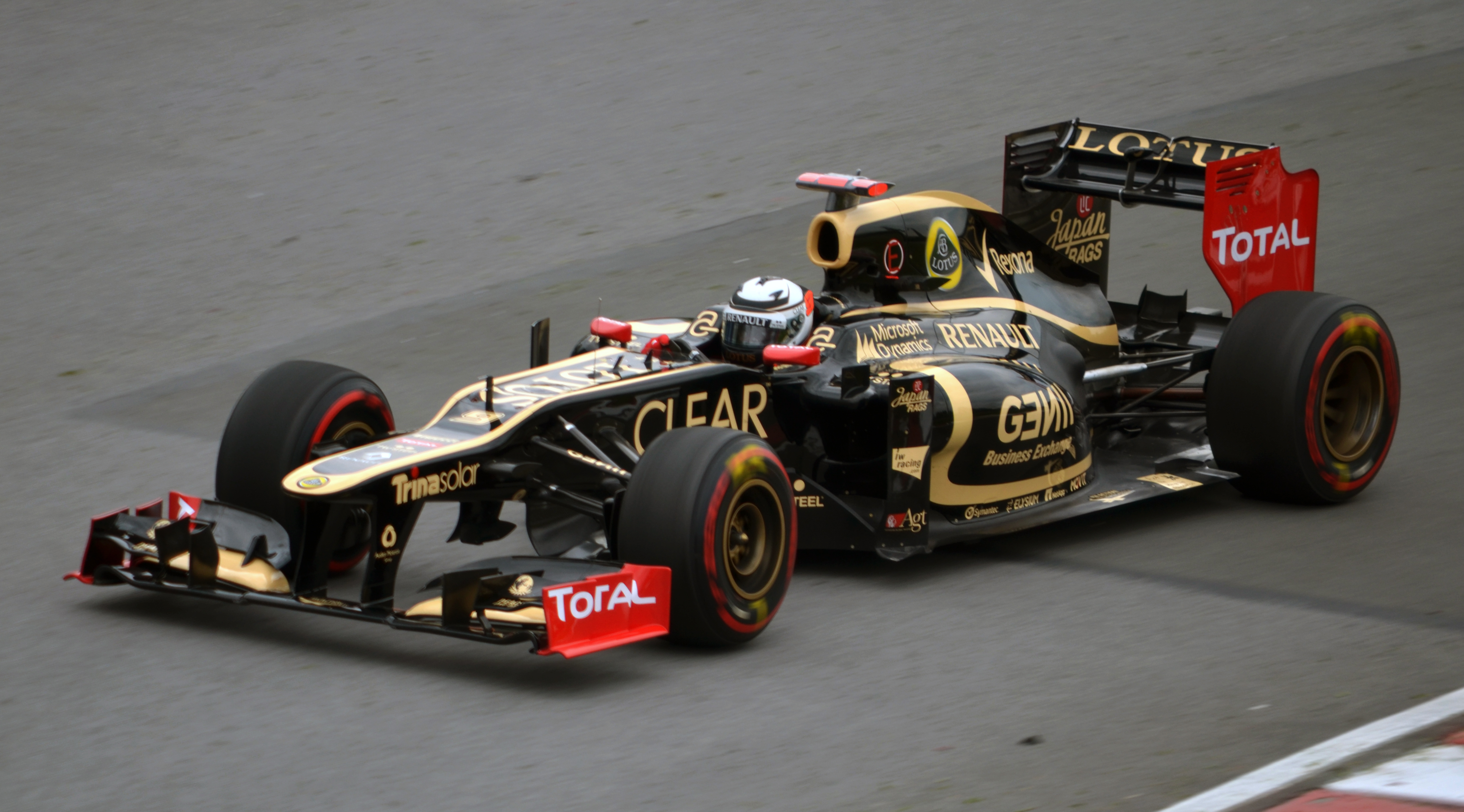
E20 ルノー
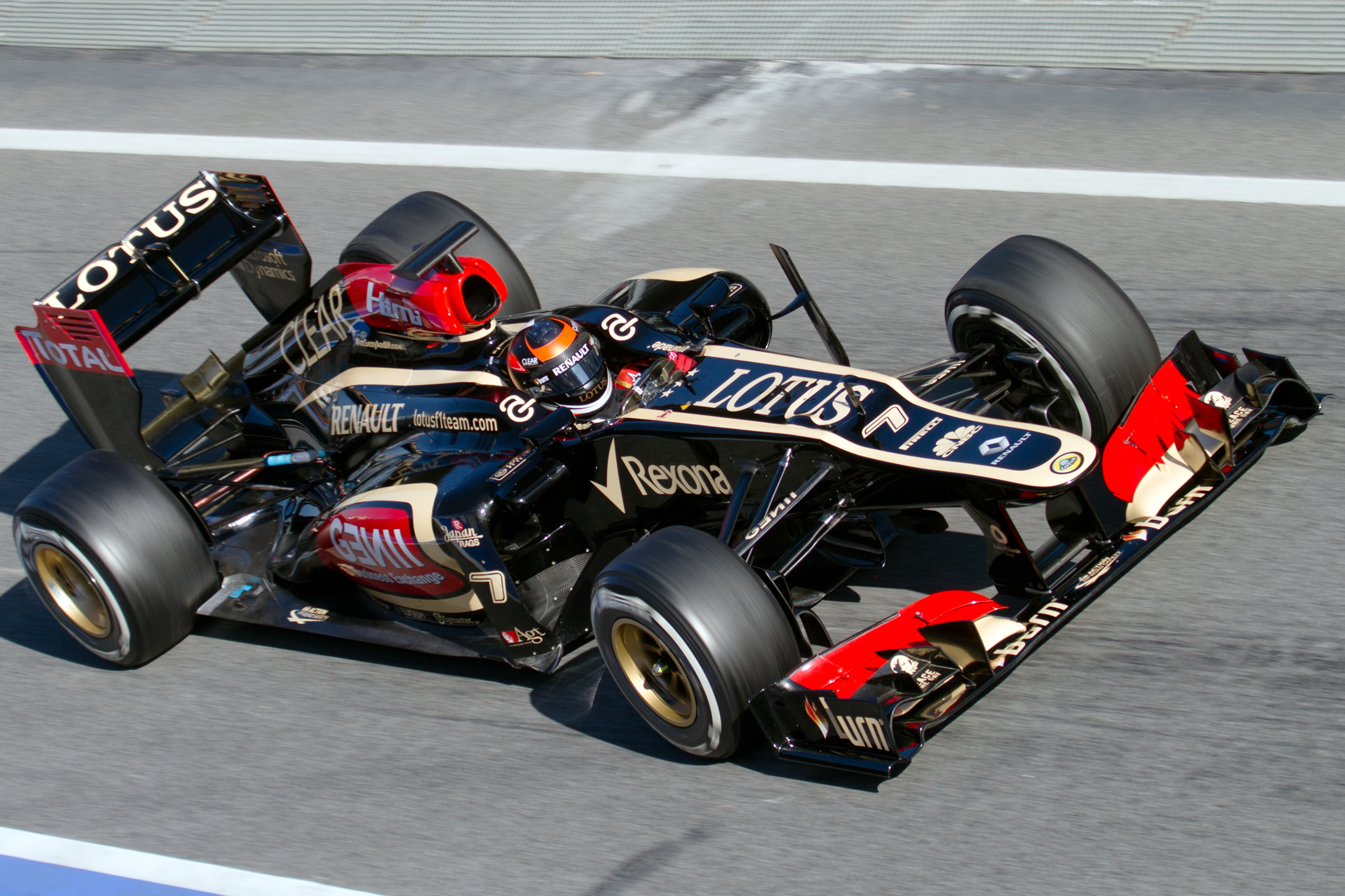
E21 ルノー
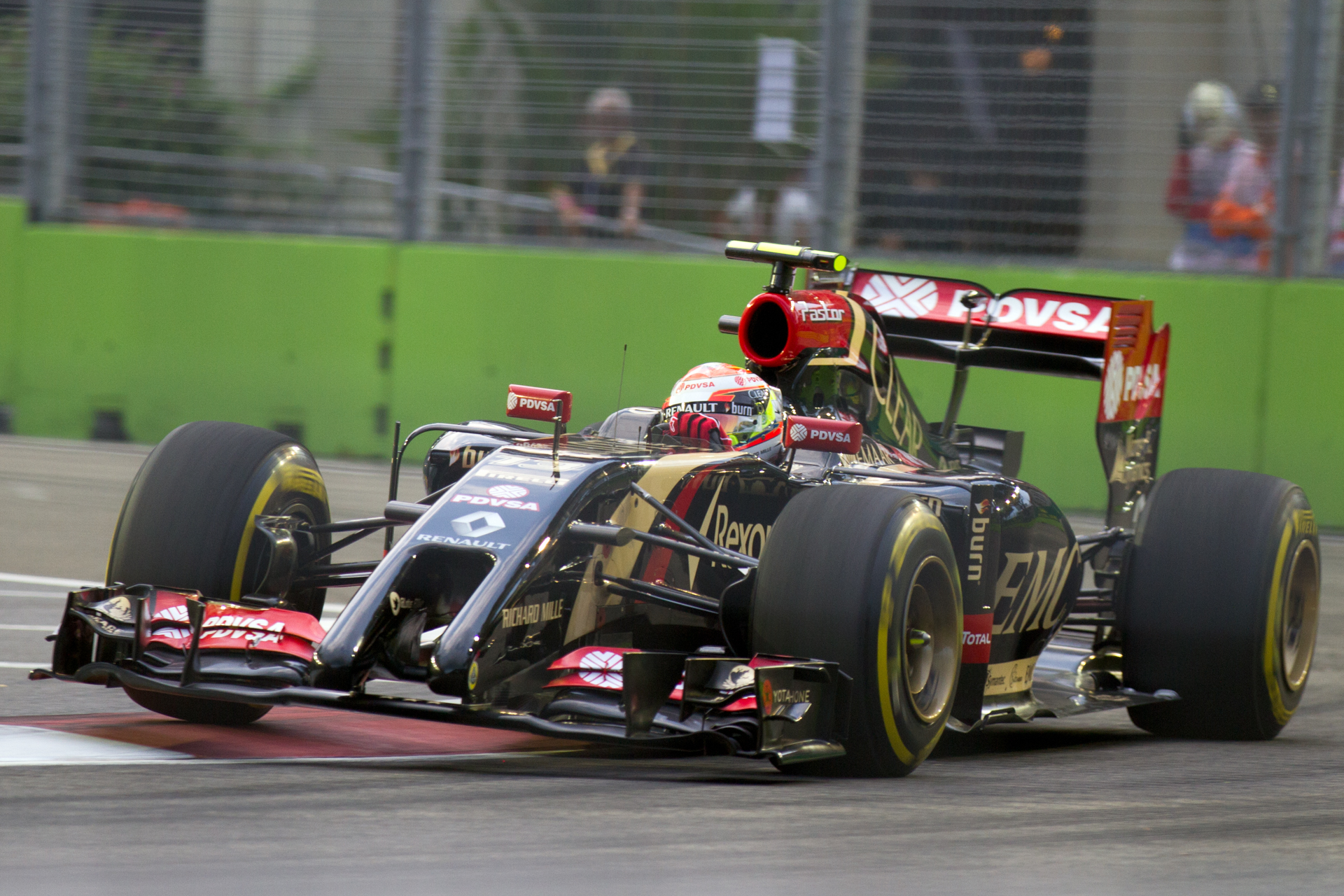
E22 ルノー
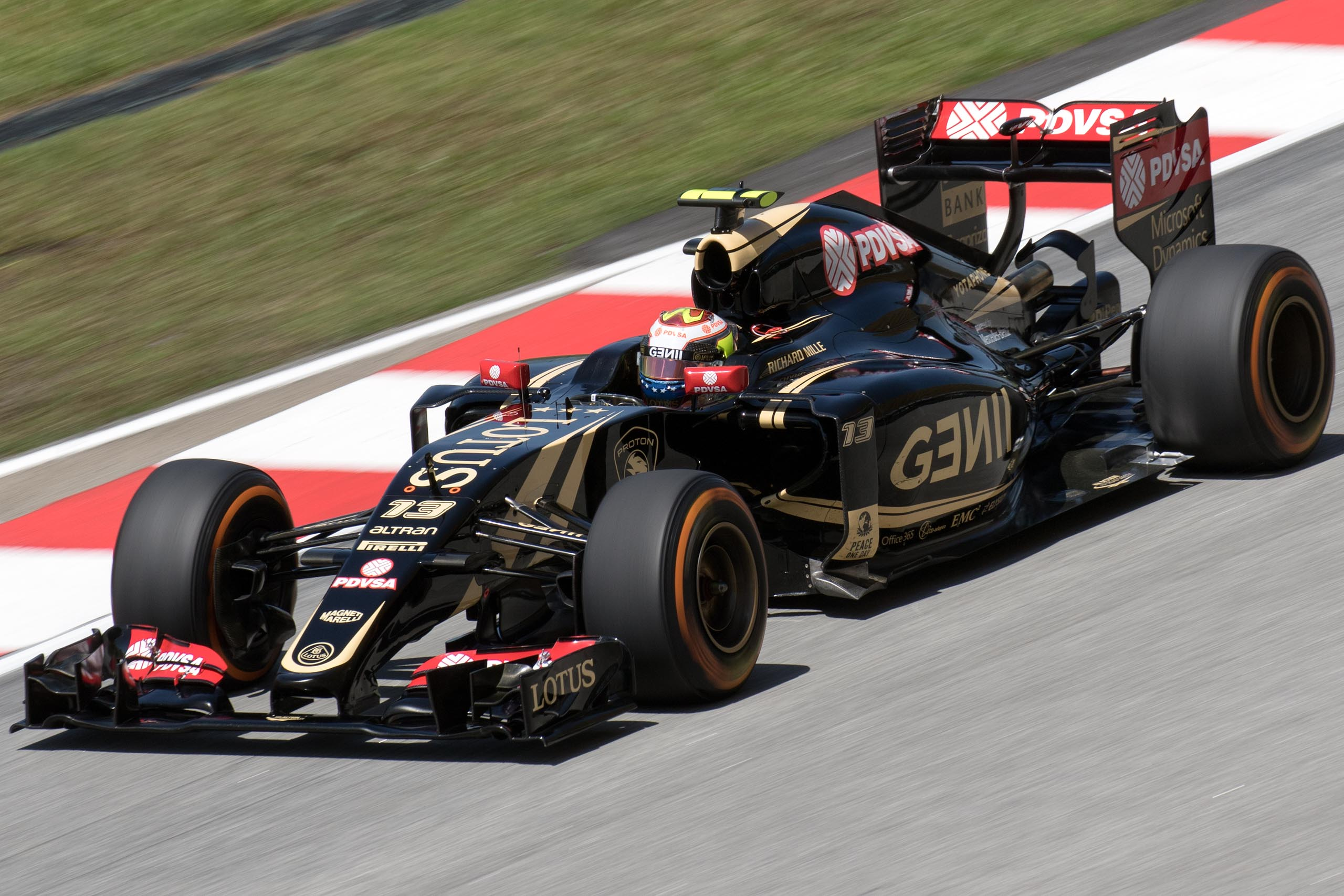
E23 Hybrid メルセデス